# ترانزستور ثنائي القطب
الترانزستور ثنائي القطب أو الترانزستور ثنائي القطبية أو ترانزستور الوصلة ثنائية الأقطاب (بالإنجليزية: Bipolar Junction Transistor اختصاراً BJT)‏ هو عنصر إلكتروني فعّال شبه موصل ثلاثيّ الطبقات، يتكوّن من طبقتين من النوع نفسه تفصل بينهما طبقة ثالثةٌ مُغايرة. تكون مادة الطبقات أشباه موصلات إما من سالبة النوع أو موجبته، إذا كانت الطبقتان من مادة شبه موصل مشاب سالب النوع والطبقة المُغايرة من شبه موصلٍ مشاب موجب النوع فإنّ الترانزستور يكونُ من النوع NPN. أمّا إذا كانت الطبقتان من شبه مُوصلٍ مشابٍ موجب النوع، وكانت الطبقةُ المُغايرة من شبه مُوصلٍ مشاب سالب النوع، فإن الترانزستور يكون من النوع PNP.
صُنع الترانزستور للمرة الأولى عام 1947م في مختبرات بل، بإشراف كلٍّ من والتر براتين وجون باردين وويليام شوكلي. لاحقاً، حصلَ الثلاثةُ على جائزة نوبل في الفيزياء في العام 1956م تقديراً لعملهم. مُنذ منتصف الخمسينيّات من القرن العشرين، أصبح الترانزستور ثنائي القطب مُتوافراً للاستخدام التّجاري، وكان حجر أساس في ثورة تقنيّة وإلكترونيّة، ولا يكاد يخلو جهاز إلكتروني حديث من هذا العنصر.
توجد للترانزستور ثنائي القطب ثلاثُ نهاياتٍ طرفيّة هُنّ القاعدة والباعث والمُجمّع، وتتصل كل نهاية مِنها مع إحدى طبقات الترانزستور. يُمكن تمثيل الترانزستور حسب بنيته على شكل ثُنائيين يُسميان وصلتا القاعدة والباعث والقاعدة والمجمع ويشتركان بالمصعد أو بالمهبط، حسب نوع الترانزستور. ولهذا فإنّ الترانزستور يخضع لقواعد التحييز الخاصّة بالثنائي نفسها. توجد عمليّاً أربعُ حالات لتحييز وصلتي الترانزستور هُنّ: التحييز الأمامي لوصلة القاعدة والباعث مع التحييز العكسيّ لوصلة القاعدة والمجمع أو بالعكس، أو تحييز كلتا الوصلتين أماميّاً أو كلتاهما عكسيّاً، وينتج عن كل عملية تحييز خواص مختلفة يمكن الاستفادة منها لتوظيف الترانزستور.
يُوجد العديد من الدارات التي تحقق حالات الانحياز المُختلفة للترانزستور، ويجري تصنيفها حسب النهاية المُشتركة بين دارتي الدخل والخرج في الدارة المُعتبرة، وينتج عن ذلك ثلاثةُ تصانيفَ مختلفةٍ لإعداد الوصلة هي: القاعدة المُشتركة [الإنجليزية] (مثال) والباعث المشترك والمُجمّع المُشترك [الإنجليزية] ولكل وصلة خواص مختلفة عن الأخرى، لكن أكثرها استعمالاً هي الباعث المشترك. توجد نماذج عديدة مستعملة لتمثيل عمل الترانزستور، أهمّها نموذجا آر إي وباي الهجين [الإنجليزية]، وفيهما يجري تعويض الترانزستور بعناصر كهربائيّة خطيّة غير فعّالة، ثُمّ حساب المُحددات الرئيسة الضابطة لعمله، مثلُ ربحيّ الجهد والتيار. وتهدف عملية النمذجة إلى إيجاد تمثيلٍ رياضيّ قادرٍ على محاكاة عمل الترانزستور.
تتُحدد آليّة عمل الترانزستور حسب موقع نقطة العمل، وهي نقطة تقع على مُحددات الخرج الخاصّة بالترانزستور وتربط بين جهد الخرج وتياره، ويمكن تحديد موقعها بدقّة من خلال اختيار عناصر دارة التّحييز. يعمل الترانزستور أيضاً مضخماً للإشارات الكهربائية الصغيرة ومضخماً للاستطاعة، وفي كلتا الحالتين يُضخِّم إشارة كهربائيّة تُوصل إلى دارة دخله، ثُمّ نقلِها إلى دارة خرجه. ويعمل أيضاً مفتاحاً إلكترونياً، وفي هذه الحالة يجري التحكم بتدفق التيار في دارة خرج الترانزستور من خلال الجهد المُطبق دارة الدخل.
يُبدي الترانزستور استجابة تردديّة [الإنجليزية] ذات شكل هضبيّ بالنسبة لترددات إشارة الدخل، فمع زيادة التردد، يرتفع ربح الترانزستور ليصل إلى أعلى قيمة مُمكنة، ثُمّ يظلّ ثابتاً على طيف واسع قبل أن يعود وينخفض من جديد مع زيادة التردد فوق عتبة مُحددة. عمليّاً، يكون ربح الترانزستور أعلى ما يُمكن إذا كان ترددُ الإشارة يقعُ بين ترددين محددين يُسميان ترددا القطع الأدنى والأعلى، وتتبع قيمة هذه الترددات لعدد من عناصر الدارة أهمها مكثفاتُ العزل والتمرير والسِّعاتُ الطفيليّة بالإضافة للمقاومات المُستعملة في الدارة.
منذ مُنتصف الخمسينيّات من القرن العشرين، يتوافر الترانزستور في الأسواق منتجاً تجارياً يُشترى ويُستعمل في تصميم الدارات الإلكترونية المختلفة، ويتطلب ذلك مهارات خاصة في قراءة ورقة البيانات [الإنجليزية] الخاصة به والتي ترفقُها الشركة المُصنّعة مع العنصر الإلكتروني، وهي تحتوي على مواصفاته وخواصه. بالإضافة لذلك، يتطلب استعمال الترانزستور امتلاك مهارات خاصة بتحديد نوعه ودبابيس الطرفيات؛ إمّا عن طريق اللجوء إلى ورقة البيانات الخاصّة به، أو عن طريق القياس باستعمال مقياس المقاومة.

## الاسم والرمز
سُميّ الترانزستور باسم ترانزستور الوصلة ثنائية الأقطاب لأنه يعتمد في مبدأ عمله على وصلة فيزيائيّة مُكوّنة من نوعين من حوامل الشحنات الكهربائية وهي الثغرات الإلكترونية والإلكترونات الحرة. ويُسمّى باللغة العربية ترانزستور ثنائي القطب، وأيضاً النيقل زوجي الأقطاب. ومِقْحَل المُلتقَى، وتشير هذه الكلمة إلى منطقة الافتقار أو العبور في الوصلة الثنائيّة.
يُرمز للترانزستور ثنائي القطب بالشكل الآتي: خط مُستقيم يُمثّل مادة شبه المُوصِل، يتصل هذ الخط مع ثلاثة تفرعات، تكون أحدها مُتعامدة معه، ويعني التعامد وجود وصلة ذات مقاومة أوميّة، ويُسمّى هذا القطب بقاعدة الترانزستور (بالإنجليزية: Base)‏. أمّا القطبان الآخران، يسميّان الباعث (بالإنجليزية: Emitter)‏ والمُجمّع (بالإنجليزية: Collector)‏، ويكونان مائلين بزاوية قيمتها 60 درجة عن الخط المستقيم، ويوجد رأس سهم في مُنتصف التفريعة التي تصل بين القاعدة والباعث، حيث يحدد رأس السهم نوع الترانزستور، فهو يشير دائماً إلى شبه الموصل المشاب سالب النوع؛ فإذا كانت القاعدة سالبة النوع أشار إليها، وكان الترانزستور من النوع PNP، بينما إذا كانت موجبة النوع، أشار للاتجاه المعاكس، وكان الترانزستور من النوع NPN. توجد التركيبة السابقة ضمن إطار تغليف دائريّ.
سُميت القاعدة بهذا الاسم لأنّها كانت الأساس الذي ارتكزت عليه كامل البُنية في الترانزستورات الأولى، أمّا الباعث فأطلق عليه هذا الاسم لأنّه المصدر، أو الباعث الأساسيّ، لحوامل الشحنات، فيما سُمّيَ المُجمّع بذلك لأنّه يقوم بالتقاط أو تجميع حملة الشحنات المُنطلقة من الباعث والقاعدة.

## نبذة تاريخية

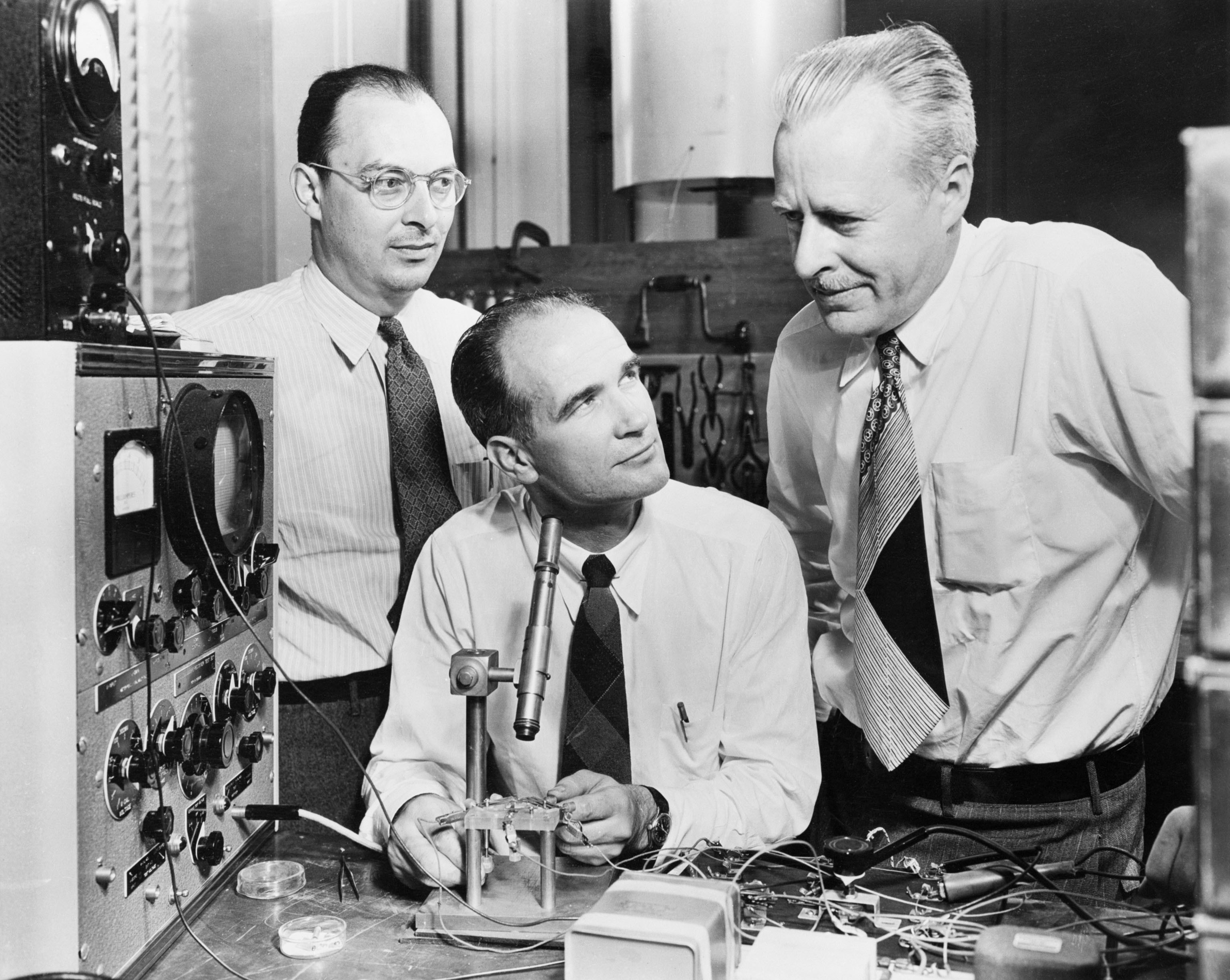
من اليمين:والتر براتين ووليام شوكلي وجون باردين، صورة لمخترع التّرانزستور ثنائي القطبية في مختبرات بل في العام 1948م.

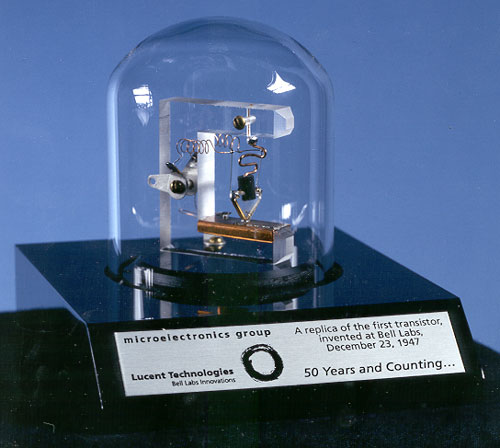
نسخةٌ طبق الأصل من الترانزستور وحيد الوصلة الأول المصنوع، عرضته لوسنت تكنولوجيز عام 1997م بمناسبة مرور 50 سنة على صناعة أول ترانزستور ثنائي القطبية.

خلال النصف الأول من القرن العشرين، كان الصمام المُفرّغ هو العنصر الإلكتروني الذي تدور حوله الأبحاث. في العام 1904م، نجح
جون فلمنج في تطوير ديود الصمام المُفرّغ (بالإنجليزية: Vacuum-tube Diode)‏، ثُمّ أضاف لي دي فورست عام 1906 شبكة تحكم للصمام المُفرّغ لينتج بذلك أول مضخم، وهو الصمام الثلاثي، والذي استعمل بشكل مكثف في تطبيقات الراديو والهاتف، وخضع في السّنوات اللاحقة لتعديلات كبيرة ليتكمن من تحمل استطاعة أعلى ويعمل على ترددات أكبر مع محاولة تصغير حجمه.
حصل الفيزيائي يوليوس ليلينفيلد في العام 1930م على أول براءة اختراع خاصة بمبدأ عمل ترانزستور الأثر الحقلي، ولكنّه لم ينشر أي أبحاث لاحقة حول ذلك، ولم يُتناول عمله على المستوى الصّناعي، بينما حصل الفيزيائي أوسكار هيل لاحقاً على براءة اختراع أخرى لترانزستور الأثر الحقلي وذلك عام 1934م.
استخدم الصمام الإلكتروني في عملية تضخيم الإشارة في شبكات الهاتف، ولكنّه كان غير موثوقٍ، بالإضافة لاستهلاكه العالي للطاقة وإشعاعه الحراري، وفي الثلاثينيّات من القرن العشرين، بدا واضحاً للمسؤول عن مختبرات بل، مارفين كيلي [الإنجليزية]، الحاجة الماسة لجهاز جديد يواكب تطلعات شركات الهاتف الراغبة في مزيدٍ من التوسع، وبدأ العمل على صنف غريب من العناصر سُمّي أشباه الموصلات. خلال الحرب العالمية الثانية، عملت مختبرات بل بشكل حثيث لتطوير بلورة نقية من عنصر شبه موصل هو الجرمانيوم، وذلك لاستخدامها في مازج الترددات المُستعمل في وحدات الاستقبال في الرادارات، في الوقت نفسه، نجح مشروع آخر في المختبرات ذاتها في إنتاج بلورات أشباه موصلات من الجرمانيوم ذات جودة جيدة.
في 23 ديسمبر 1947م، نجح والتر براتين وجون باردين ووليام شوكلي في مختبرات بل في صناعة أول ترانزستور باستعمال الجرمانيوم، وكان ترانزستور نقطة الاتصال، كان الترانزتسور الأول مُكوّناً من قطبين معدنيين مُتقاربين مُثبّتين برقّة على سطح شريحة من الجرمانيوم، سُميت النقطتان بالباعث والمُجمّع على التوالي، أمّا السطح السفلي لشريحة الجرمانيوم فقد سمي بالقاعدة. كان مبدأ عمل الترانزستور يعتمد على تحييز الباعث إيجابياً، من أجل تضخيم التيار القادم من القاعدة.و بعد 6 أشهر، تحديداً في 30 يونيو 1948م، أعلنت مختبرات بل عن الاختراع رسمياً في موتمر صحفي. لقد كانت إيجابيات الترانزستور مقارنة مع الصمام الثلاثي واضحة من البداية، فهو أصغر حجماً وأقل وزناً وليس بحاجة لفترة تسخين أو إحماء، ما يجعله متاحاً للاستخدام الفوري، بالإضافة لكونه أقل استهلاكاً للطاقة.
في الفترة التالية؛ تواصل عمل الفريق لتحسين الترانزستور من خلال إزالة نقاط الاتصال والاستعاضة عنها بوصلة PN (P-N)، ونجح الفريق في صناعة ترانزستور يعمل بهذا المبدأ، لكنه عجز عن تقديم استجابة ترددية [الإنجليزية] بجودة تلك التي يقدمها ترانزستور نقطة الاتصال، نتيجة لذلك، تأخّر الإعلان عن نجاح تنفيذ وصلة PN حتى العام 1951م، لمعالجة مشكلة الاستجابة الترددية. بعد ذلك بأربعة أعوام، وتحديداً في العام 1956م، حصل المُخترعون الثلاثة على جائزة نوبل في الفيزياء بسبب «أبحاثهم على أشباه الموصلات ولاكتشاف تأثير الترانزستور».(1)
كان عنصر الجرمانيوم غير مستقر كيميائيّاً بشكل كافيّ بالإضافة لدرجة انصهار منخفضة، لذلك، تحوّل التنافس نحو تطوير ترانزستور وصلة ثنائية القطب باستعمال شبه مُوصِل آخر هو السيليكون، الذي يقع مباشرة فوق الجرمانيوم في الجدول الدوري، ويبدي خواصاً أكثر ملاءَمة للتطبيقات الصناعيّة. تسارع السباق في منتصف العام 1954م، ففي 25 أبريل، أعلنت مُختبرات بل عن نجاحها في إنتاج وصلة PN باستعمال السيليكون عن طريق إشابة رقاقة من السيليكون سالبة النوع باستعمال طبقة رقيقة من ذرات البورون، لكن شركة تكساس إنسترومنتس فاجأت الجميع في 10 مايو بإعلانها في مؤتمر صحفي عن إنتاج أول ترانزستور وصلة ثنائية القطبية باستعمال السيليكون.
بعد ذلك، فتح تطوير الترانزستور السيليكوني الباب لظهور المذياع، والذي يُسمى أيضاً راديو ترانزستور (بالإنجليزية: Transistor radio)‏ في إشارة إلى اعتماده على الترانزستور بشكل أساسي في بنيته الداخليّة. ظهر المذياع أولاً في اليابان في عام 1954م، عندما نجحت شركة هندسة الاتصالات البعاديّة في طوكيو(2)، والمعروفة اليوم باسم سوني، في إنتاج أول راديو ترانزستور، لكن تأخر الإنتاج الاستهلاكي حتى العام التالي، وعُرض حينها تحت اسم سوني تي آر 55 (بالإنجليزية: Sony TR-55)‏. أمّا تكساس إنسترومنتز فأعلنت في 18 أكتوبر 1954م عن الإصدار التجاري لراديو الترانزستور الخاص بها تحت الاسم التجاري ريجينسي تي آر 1.

## خلفية عامة

### أشباه الموصلات
تُعرّف أشباه الموصلات بأنّها مواد فيزيائيّة تتغير قيمة مقاومتها الكهربائية تبعاً لشروط مُحددة، فإن توافرت هذه الشروط، سلكت هذه المادة سلوك الموصل الكهربائي، وإذا لم تتوافر سلكت المادة سلوكاً يشبه سلوك العازل. تسمح هذه الخاصية باستعمال المواد شبه المُوصِلة لأغراض التحكم بالتيار الكهربائي. على سبيل المثال، في درجة حرارة الغرفة، تبلغ المقاومة الكهربائية لعازل مثل الميكا {\displaystyle {10^{13}}} أوم•متر، في حين أنها تبلغ مُوصل مثل النحاس {\displaystyle {1.72\times 10^{-8}}} أوم•متر، أما المقاومة الكهربائيّة لشبه مُوصِل مثل الجرمانيوم فهي {\displaystyle {0.6}} أوم•متر.
تُشكّل ذرات أشباه الموصلات بُنيّة ذريّة ذات نمط دوري مٌحدد تُسمّى البلّورة، إذا تكررت البنية نفسها ضمن مادة شبه المُوصِل، فتُسمّى حينئذ بالبنية بلورة أحاديّة البلورة وتُفسَّر خواص أشباه الموصلات اعتماداً على بنيتها البلورية. بُنية بلورتي الجرمانيوم والسيليكون، وهما شبه موصِلين، هي بنيّة وحيدة البلورة.
تتألف كل ذرة من ذرات البلورة من نواة يدور حولها عدد من الإلكترونات، تتوزع الإلكترونات في مدارات مختلفة حسب سويّة الطاقة، وكلما كان مدار الإلكترون أبعد عن النواة كانت الطاقة اللازمة لانتزاعه من ذرته أقل. يُسمّى أبعد مدار عن النواة بمدار التكافؤ، في الجرمانيوم والسيليكون، يحتوي مدار التكافؤ على أربع إلكترونات. في بلورة السيليكون النقية أو في بلورة الجرمانيوم النقية تكون كل ذرة مشتركة مع أربع ذرات مجاورة لها في رابطة تساهمية، وتسهم كل ذرة بأحد إلكترونات التكافؤ من مدارها الخارجي لإنشاء هذه الرابطة.
بالرغم من وجود الرابطة التساهمية، فإن بإمكان إلكترون التكافؤ إذا امتص طاقة كافية من مصادر خارجية أن يقفز خارج ذرته ويصبح إلكتروناً حراً، تشمل المصادر الخارجية الطاقة الضوئية مُمثلة بالفوتونات أو الطاقة الحراريّة. تُسمّى الإلكترونات الحرة التي تقفز خارج ذرتها بحوامل الشحنة الذاتيّة (بالإنجليزية: intrinsic carriers)‏. يُخلّف كل إلكترون حر وراءه ثغرة إلكترونية موجبة الشحنة، وهي مفهوم نظري يُعبّر عن غياب الإلكترون. تحتوي أشباه الموصلات في درجة حرارة الغرفة مليارات الإلكترونات الحرة، مثلاً يحتوي 1 سم3 من الجرمانيوم على {\displaystyle {2.5x10^{13}}} إلكترون حر، ولكن هذا العدد ما يزال صغيراً مقارنة مع مثيله في النواقل، في 1 سم3 من النحاس يوجد {\displaystyle {8.5x10^{22}}} إلكترون، وبناء على ذلك فإن الجرمانيوم يسلك سلوك شبه موصل في درجة حرارة الغرفة.

### مستويات الطاقة

حزم الطاقة والإلكترونات في أنواع مختلفة من المواد: العازل وشبه المُوصِل والمُوصِل.

توجد مستويات طاقيّة مُتمايزة لكل إلكترون يدور حول النواة في بنيةٍ ذريّة معزولة. لكل عنصر مستوياته الطاقية المميزة ضمن البنية الذريّة الخاصّة به، وتفصل بين هذه المستويات فجوات طاقية تسمى كل منها فجوة نطاق، ولا يُمكن للإلكترون أن ينتقل من مستوى ذو طاقة دُنيا إلى مستوى ذو طاقة عُليا بدون أن يكتسب طاقةً أكبر من قيمة الفجوة بين المستويين. أمّا في البنية البلوريّة، فإنّ الذرات تقترب من بعضها البعض وتتداخل مدارتها. نتيجةً لذلك، فإنّ بعض الإلكترونات في مدارات مُحددة قد تكتسب طاقة إضافية، لتصبح طاقتها الإجماليّة أكبر من تلك التي تقع في المدارات نفسها في ذرات مجاورة. عموماً، كلما كان الإلكترون بعيداً عن النواة، كانت طاقته أكبر، بالإضافة لذلك، فإن أي ألكترون غادر ذرته يملك طاقة أكبر من أي ألكترون آخر مازال ضمن المدارات الإلكترونية للذرة الأم نفسها.
يُسمى مستوى الطاقة الأخير في الذرة بنطاق التكافؤ، وتحدد الإلكترونات التي تقع في هذه النطاق تكافؤ العنصر الكيمائي. لكي يصبح الإلكترون حُراً ويخرج من مستواه الطاقيّ، نحو مستوى الطاقة التالي الذي يُسمّى نطاق التوصيل، يجب أن يكتسب طاقة أكبر أو تساوي الفجوة الطاقيّة التي تفصل بين النطاقين. لا يوجد قيمة محددة بدقة لطاقة الإلكترون ليصبح نطاق التكافؤ، ولكن يوجد حدٌّ أعلى لا يمكن أن يمتلك أي إلكترون في نطاق التكافؤ طاقةً أعلى منه، ويسمى هذا المستوى الطاقي بمستوى فيرمي، يتبع مستوى فيرمي بشكل مباشر لدرجة الحرارة، كما يتأثر أيضاً في حالة الإشابة.
في المُوصِلات يتداخل نطاق التوصيل مع نطاق التكافؤ، وتكون إلكترونات التكافؤ حرّة في الانتقال ضمن البنية الشبكية للذرات أو الجزئيات التي تكوّن المادة المُوصِلة. أمّا في أشباه المُوصِلات، فتفصل فجوة طاقيّة قيمتها أقل من 5 إلكترون.فولط بين النطاقين، وتزيد قيمة هذه الفجوة عن القيمة السابقة في العوازل. يجب الانتباه إلى أن قيمة الفجوة الطاقية تتبع لدرجة الحرارة، ففي درجة حرارة الصفر المطلق، تكون قيمة الفجوة في مادة مثل السيليكون مساوية للصفر، ويسلك العنصر سلوك مُوصِل مثالي. أمّا في درجة حرارة الغرفة، فإن قيمة الفجوة تبلغ 0.67 و1.1 إلكترون.فولط للجرمانيوم والسيليكون على الترتيب، ويسلك العنصران عندها سلوك أشباه الموصلات.

### الإشابة
تُصنّف أشباه الموصلات حسب تجانس تكوينها إلى أشباه موصلات أصيلة وأشباه موصلات مشابة. أمّا أشباه الموصلات الأصيلة فهي أشباه الموصلات التي تتكون مادتها من نوع واحد من الذرات، وأمّا أشباه الموصلات المشابة فهي أشباه موصلات أصيلة أُضيفت ذارت من مادة أخرى إليها، بعملية تُسمّى الإشابة. تكون تراكيز ذرات المادة الشائبة بين {\displaystyle 10^{15}} و{\displaystyle 10^{18}} ذرة/سم3، أمّا تركيز ذرات مادة شبه الموصل الأصيلة فيكون قرابة {\displaystyle 10^{22}} ذرة/سم3، أي أكثر بعشرة آلاف ضعف على الأقل.
تدخل المادة الشائبة ضمن تركيب البنية البلورية لشبه الموصل الأصيل فتحوّله إلى شبه موصل مشاب. إذا كان عدد إلكترونات التكافؤ في المادة الشائبة أكبر من عدد إلكترونات التكافؤ في شبه الموصل الأصيل، فيفيض عدد الإلكترونات في البنية البلورية الجديدة، ويوصف شبه الموصل بأنه سالب النوع وهي مأخوذة من الحرف الأول لكلمة سالب (بالإنجليزية: Negative)‏. أما إذا كان عدد إلكترونات التكافؤ في المادة الشائبة أقل من عدد إلكترونات التكافؤ في شبه الموصل الأصيل، فيفيض عدد في الثغرات الإلكترونية. ويُوصف شبه الموصل الناتج بأنه موجب النوع، والاسم مأخوذ من الحرف الأول لكلمة موجب (بالإنجليزية: Positive)‏.
تُشكّل أشباه الموصولات سالبة النوع وموجبته حجر الأساس الذي يُستخدم في بناء العناصر الإلكترونية، وتقوم عليها صناعة الإلكترونيات كاملةً.

#### سالب النوع
يُصنَّع شبه الموصل مشاب سالب النوع بإضافة شوائب من عنصر خماسي التكافؤ، مثل الإثمد، إلى مادة شبه الموصل الأصيلة. نتيجة لذلك، تُشكّل الذرة الشائبة أربع روابط تساهمية مع ذرات المادة الأصيلة، ويبقى الإلكترون الخامس حرّاً ضمن شبه الموصل المشاب. تسمى الذرات الشوائب بالذرات المانحة، لأنّها تمنح إلكترونها الخامس الفائض لذرات أخرى بحاجة لإلكترون من أجل تشكيل رابطة تساهمية.
يُسبب تشويب المادة بذرات مانحة امتلاك الإلكترونات الفائضة لمستوى طاقي أعلى من مستوى فيرمي، ولكنّه يظل غير كافيّاً لبلوغ حزمة التوصيل. نتيجة لذلك تحتاج هذه الإلكترونات لطاقة أقل لبلوغ نطاق التوصيل، أي تُقلل عملية التشويب السابقة من قيمة الفجوة الطاقية التي يجب على الإلكترونات الحرة التغلب عليها.
مع أن عدداً كبيراً من الإلكترونات الحرّة موجود في مادة شبه المُوصِل المشاب سالب النوع، فإنّه يظلّ مُتعادلاً كهربائيّاً، لأن عدد البروتونات الإجماليّ يساوي عدد الإلكترونات الحرة.

#### النوع الموجب
يُصنَّع شبه موصل مشاب من موجب النوع بإضافة شوائب من عنصر ثلاثي التكافؤ، مثل البورون أو الإنديوم أو الغاليوم، إلى مادة شبه الموصل الأصليّة. نتيجة لذلك، تشكل الذرة الشائبة ثلاث روابط تساهمية مع ذرات المادة الأصلية، وتحتاج لإلكترون رابع لتشكيل الرابع الرابعة، ويُعبّر عن غياب الإلكترون بثغرة إلكترونية. تسمى الذرات الشوائب بالذرات المُتقبّلة أو الآخذة، لأنها مستعدة لتستقبل إلكترون حر متى ما سنحت لها الفرصة من أجل إكمال الرابطة التساهمية الأخيرة.
إذا اكتسب أحد إلكترونات ذرات المادة الأساسية طاقة حركية كافية فإنه سيخرج من نطاق التكافؤ الخاص بذرته، ويسبب ذلك ظهور ثغرة إلكترونية في الموقع الذي تركه الإلكترون. بعد ذلك، يقوم الإلكترون بملء الفراغ أو الثغرة الإلكترونية في إحدى الذرات الشائبة الأخرى. وتسبب هذه الحركة انتقالاً للشحنة الكهربائية ويولد ذلك تياراً كهربائياً معاكساً في الاتجاه لجهة حركة الإلكترون. يُنظر إلى ذلك بطريقة أخرى تسبب فيها حركة الإلكترونات من ذرة إلى أخرى ضمن البنية البلورية المشابة، حركةً للثغرات بالاتجاه المعاكس.(3)
مع أن عدداً كبيراً من الثغرات الإلكترونية موجودة في مادة شبه موصل مشاب موجب النوع، فإنّه يظل متعادلاً كهربائياً، لأن عدد البروتونات الإجمالي يساوي عدد الإلكترونات، وتكون الشحنة الكلية مُتعادلة.

### حوامل الشحنة الأقلية والأكثرية
| شبه الموصل المشاب | حاملات الشحنة الأقلية | حاملات الشحنة الأكثرية |
| ----------------- | --------------------- | ---------------------- |
| سالبة النوع       | الثقوب الإلكترونية    | الإلكترونات            |
| موجبة النوع       | الإلكترونات           | الثقوب الإلكترونية     |

في شبه الموصل الذاتي، قد تكتسب بعض إلكترونات التكافؤ طاقة حركيّة إضافيّة كافيّة لتُغادر نطاق التكافؤ، ويكون مصدر هذه الطاقة ضوئيٌّ أو حراريٌّ. نتيجةً لذلك، تغادر هذه الإلكترونات ذرّاتها وتصبح إلكتروناتٍ حُرّة ضمن البنية البلوريّة وتُخلّف وراءَها ثغراتٍ إلكترونيّة مُوجبة.
في شبه موصولٍ مشابٍ سالب النوع، تحصل الزيادة في عدد الإلكترونات المُرشّحة لتصبح إلكترونات حُرّة، ويكون عدد هذه الإلكترونات أكبر بكثير من عدد الثغرات الموجودة في هذا النوع من أشباه الموصلات المشابة. أمّا في شبه الموصل موجبة النوع، فإنّ الإشابة تُسبب زيادةً في عدد الثغرات الإلكترونيّة في مقابل بقاء عدد الإلكترونات المرشحة لتكون حرة على ما هو عليه. لذلك، في شبه الموصل سالب النوع، توصف الإلكترونات بأنّها حاملات الشحنة الأكثرية وتُوصف الثغرات بأنهنّ حملات الشحنة الأقليّة. أمّا في شبه الموصل المشاب موجب النوع، فإنّ حاملات الشحنة الأكثرّية هُنّ الثغرات الإلكترونيّة وحاملات الشحنة الأقليّة هُنّ الإلكترونات.
تتحرك حاملات الشحنة بإحدى طريقتين، هما الانجراف (بالإنجليزية: Drift)‏ والانتشار (بالإنجليزية: Diffusion)‏. أمّا الانجراف فهو حركة حاملات الشحنة بتأثير الحقل الكهربائي، وأما الانتشار فهو حركة حاملات الشحنة بين منطقتين، يكون تركيز الحاملات مرتفعاً في المنطقة الأولى ومُنخفضاً في الثانية، ويكون الانتقال من المنطقة ذات التركيز المرتفع إلى المنطقة ذات التركيز المنخفض. على أي حال، وفي كلا النوعين، N و P، تحمل حاملات الشحنة الأكثريّة الجزء الأكبر من الشحنة الكهربائيّة وتُسبب حركتها مرور تيارٍ رئيسيّ في الوصلة، أمّا حركة حاملات الشحنة الأقليّة، فتسبب مرور تيّارٍ ثانويّ صغير القيمة مُقارنةً مع التيّار الرئيسيّ.

## بنية الترانزستور

### الوصلة ثنائية الطبقات

#### بنية الوصلة
تُصنَّع وصلة سالب موجب من خلال جمع مادتي شبه موصل واحد من نوعين مختلفين، هما النوع الموجب والنوع السالب. يُجمَع النوعان باستخدام تقنيات مُختلفة مثل غرس الأيونات أو عن طريق الانتشار. تُقسّم وصلة سالب موجب إلى ثلاث مناطق هي: المنطقة الموجبة والمنطقة السالبة وبينهما منطقة الوصلة التي تسمى أيضاً منطقة العبور أو منطقة افتقار، والسبب في التسمية الأولى هو كونها المنطقة التي تعبرها حوامل الشحنات في أثتاء حركتها، وفي التسمية الثانية هو افتقارها لحوامل الشحنات التي ستنتقل بين جانبي الوصلة بعد عملية الجمع فتنجذب الإلكترونات الحرة السالبة إلى الثغرات الإلكترونية الموجبة.
في الحالة العامة، وبعد إنشاء وصلة سالب موجب، تنتقل الإلكترونات الحرة، والتي تشكل حوامل الشحنة الأكثرية في شبه الموصل سالب النوع، باتجاه الثغرات الإلكترونية في شبه الموصل موجب النوع، وتسمى هذه العملية بانتشار الإلكترونات، وكلما كان موقع الإلكترون الحر أقرب إلى الوصلة، كان انجذابه نحو الثغرة الإلكترونية أكبر. نتيجة لذلك تتجمع الشحنة السالبة على طرف الوصلة في شبه الموصل موجب النوع، والشحنة الموجبة على طرف الوصلة في شبه الموصل سالبة النوع.
مع استمرار انجراف حاملات الشحنة الأكثريّة، تبدأ الشحنات بالتراكم على طرفي الوصلة، ونتيجة لذلك، يحصل فرق جهد كهربائي بين الطرفين، يُسمّى جهد العبور (بالإنجليزية: Built-in voltage)‏. ينتج عن هذا الفرق حقل كهربائي {\displaystyle \epsilon }، مع زيادة الفرق في الجهد بشكل تدريجي كنتيجة لزيادة الشحنة المُتجمّعة على طرفي منقطة العبور، تزداد قوة الحقل الكهربائي حتى تبلغ الحدّ الذي يمنع أي ألكترونات حرة جديدة من الانتقال من بين المادتين، في حال عدم وجود جهد خارجي مُطبّق، مع ثبات درجة الحرارة، فإنّ طرفي الوصلة يُصبحان مستقرين كهربائياً، ويسمى هذا التوازن بالتوازن الحراري.
مع توسّع منطقة العبور وتجمّع الشحنات على طرفيها، فإنّ حاملات الشحنة الأقليّة اللواتي أصبحن في منطقة العبور في كلا الطرفين، تتأثّر بالحقل الكهربائي فيها، وتتسرب نحو الطرف الآخر، لذلك، يمر تيار كهربائي صغير ناجم عن تسرب حوامل الشحنة الأقلية باتجاه معاكس للتيار الرئيسي في الوصلة، ويكون ذو قطبية متوافقة مع قطبية الحقل الكهربائي الناتج عن تجمّع الشحنات.

#### تحييز الوصلة
تحييز (بالإنجليزية: Biasing)‏ أي جهاز إلكتروني هو تطبيق جهد خارجي مستمر على نهاياته، وتحييز الوصلة الثنائيّة هو تطبيق جهد مُستمر على طرفيها. يوجد طريقتان لتحييز الوصلة الثنائية:
1. التحييز الأمامي (بالإنجليزية:  Forward bias)‏.
2. التحييز العكسي (بالإنجليزية:  Reverse bias)‏.

##### التحييز الأمامي
يُوصل شبه الموصل سالب النوع إلى القطب السالب من مولد خارجي جهده {\displaystyle V_{ext}} لتحييز الوصلة أمامياً، ويُوصل أيضاً شبه الموصل موجب النوع إلى القطب الموجب للمولد نفسه. يسبب هذا التوصيل تطبيق جهد كهربائي {\displaystyle V_{ext}} مُعاكس بالقطبية لجهد العبور {\displaystyle V_{0}} الموجود سلفاً نتيجة لإنشاء الوصلة، وتكون المُحصلة الناتجة هي فرق الجهدين. إذا كانت قيمة {\displaystyle V_{ext}} أكبر من قيمة {\displaystyle V_{0}}، فإنّ الجهد الخارجي يتغلب على جهد العبور، وتكون المحصلة الجبرية للحقلين أكبر من الصفر، أي {\displaystyle \epsilon _{ext}-\epsilon _{0}>0}، ويُسبب ذلك حركة حاملات الشحنة الأكثريّة حركة متواصلة عبر الوصلة.
فيما يخص حركة حاملات الشحنة، تنتشر الثغرات الإلكترونية من شبه الموصل المشاب موجب النوع باتجاه القطب الموجب للمولد، وتنتشر الإلكترونات الحرّة من شبه الموصل المشاب سالب النوع باتجاه القطب السالب للمولد، وينتج عن هاتين الحركتين تيارٌ يعبر الوصلة من شبه الموصل موجب النوع باتجاه شبه الموصل من سالب النوع، بما يتوافق مع قطبية التغذية الخارجية.(4) يزداد التيار المار في الوصلة مع فرق الجهد المطبق، وكلما كان الجهد المطبق أكبر في القيمة كان التيار المار في الوصلة أكبر.

##### التحييز العكسي
يُوصَل شبه الموصل سالب النوع إلى القطب الموجب لمُولّد خارجيّ جهده {\displaystyle V_{ext}} لتحييز الوصلة عكسياً، ويُوصَل أيضاً شبه الموصل سالب النوع إلى القطب السالب للمولد نفسه. يسبب هذا التوصيل تطبيق حقل متوافق بالقطبية {\displaystyle \epsilon _{ext}} مع الحقل الناتج عن جهد العبور والموجود سلفاً نتيجة لإنشاء الوصلة {\displaystyle \epsilon _{0}}، وتكون المُحصلة الجبريّة للحقلين مساوية لمجموعهما أي {\displaystyle \epsilon _{ext}+\epsilon _{0}}. نتيجة لذلك، يزداد عرض منطقة العبور على جانبي الوصلة، ويعيق ذلك حركة حاملات الشحنة الأكثريّة.
في ما يخص حركة حاملات الشحنة، فإن انتشار حوامل الشحنات الأكثرية يكون ضعيفاً بسبب حاجز الجهد المضاعف، وينتج عن هذا الانتشار تيار بالغ الصغر، لذا يُهمل عادةً. أما تيار الإشباع العكسي، والذي ينتج عن انجراف حاملات الشحنة المتولدة في منطقة العبور، فيكون ثابت القيمة، ولا يتعلق بقيمة الجهد الخارجي المطبق، ومعاكس في جهته مع قطبية المولّد. يُسمّى هذا التيار بتيار التسريب (بالإنجليزية: Leakage current)‏ أو بتيار الإشباع العكسي (بالإنجليزية: Reverse saturation current)‏.

### الوصلة ثلاثية الطبقات

#### بنية الوصلة
الترانزستور هو عنصرٌ إلكترونيّ شبه موصل ثلاثيّ الطبقات، يتكون إمّا من طبقتين من شبه الموصل سالب النوع وطبقة من النوع الموجب، أو من طبقتين من شبه الموصل من النوع الموجب وطبقة من شبه الموصل سالب النوع، يُسمّى الأول ترانزستور NPN والثاني ترانزستور PNP. تفصل الطبقة المغايرة بين الطبقتين المتماثلتين، وتُسمّى القاعدة، أمّا الطبقتان المتشابهتان فتسميان الباعث والمُجمّع. يكون المجمّع هو أكبر الطبقات حجماً، وتكون القاعدة أصغرها، أمّا الباعث فيكون ذو مقاسات تقع بين الاثنين. يكون تركيز الإشابة مرتفعاً في الباعث والمجمع وأكثر بعشرين ضعفاً على الأقل من القاعدة، ولكن هذا الرقم قد يبلغ المئات، مثلاً قد يكون تركيز الإشابة في مادة شبه المُوصِل، مُقدرّاً بواحدة شائبة في سم3، كما يلي: في الباعث {\displaystyle 10^{19}} وفي المجمع {\displaystyle 10^{17}} وفي القاعدة {\displaystyle 10^{15}}.
سواءَ كان الترانزستور من النوع PNP أو كان NPN فإنّه يتكوّن من وصلتي PN تشتركان إمّا بشبه موصل من النوع السالب أو بشبه موصل من النوع الموجب. لذلك، تُمثَّل الوصلة الثلاثيّة باستعمال ثنائيي مساري يشتركان في أحد أقطابهما، فإذا كانت الوصلة هي NPN فهما يشتركان في المِصعد، وإن كانت الوصلة هي PNP فهما يشتركان في المِهبط. لتفعيل الترانزستور تُحيَّز الوصلتان وتخضعان عندها للقواعد الخاصة بانتقال حاملات الشحنات الأكثرية والأقلية.

#### تحييز الوصلة
تحييز الترانزستور هو تطبيق قيم للجهد الكهربائي المُستمر على دبابيسه بهدف ضبط كيفيّة عمله. يتكون الترانزستور ثنائي القطب من وصلتي سالب موجب، وتعني عملية التحييز تحديد قيمة الجهد المستمر الواجب تطبيقه على الباعث والقاعدة والمجمع من أجل تحييز هاتين الوصلتين. توجد حالات مختلفة لتحييز الوصلتين، فقد حُيِّزت وصلة الباعث والقاعدة أمامياً ووصلة القاعدة والمجمع عكسيّاً، والعكس بالعكس ممكن، فتحييز الوصلة الأولى عكسيّاً والثانية أماميّاً، وقد تحيز كلتا الوصلتان عكسيّاً معاً أو كلتاهما أماميّاً معاً، ويتحدد نمط عمل الترانزستور حسب ذلك توجد 4 أنماط متاحة:(5)
| نوع الترانزستور | الجهد المُطبّق | تحييز الوصلة | تحييز الوصلة | نمط العمل               |
| نوع الترانزستور | الجهد المُطبّق | B-E          | B-C          | نمط العمل               |
| --------------- | ------------ | ------------ | ------------ | ----------------------- |
| إن بي إن        | E < B < C    | أمامي        | عكسي         | فعالّ (المنطقة الأماميّة) |
| إن بي إن        | E < B > C    | أمامي        | أمامي        | إشباع                   |
| إن بي إن        | E > B < C    | عكسي         | عكسي         | قطع                     |
| إن بي إن        | E > B > C    | عكسي         | أمامي        | فعالّ (المنطقة العكسيّة)  |
| بي إن بي        | E < B < C    | عكسي         | أمامي        | فعالّ (المنطقة العكسيّة)  |
| بي إن بي        | E < B > C    | عكسي         | عكسي         | قطع                     |
| بي إن بي        | E > B < C    | أمامي        | أمامي        | إشباع                   |
| بي إن بي        | E > B > C    | أمامي        | عكسي         | فعالّ (المنطقة الأماميّة) |

مناطق العمل حسب جهود تحييز الوصلتين في ترانزستور ثنائي بنوعيه، NPN وPNP.

1. وصلة القاعدة والباعث مُحيّزةٌ أَماميّاً والقاعدة والمُجمّع مُحيّزةٌ عكسيّاً، يكون الترانزستور في نمط العمل الأماميّ، ويعمل عندها مضخماً للتيار أو الجهد،[79] حسب طريقة إعداد الوصلة. في هذا النمط، يحقن الباعث حوامل الشحنة الأكثريّة إلى المُجمّع عبر القاعدة، وتتحدد نوعيّة حوامل الشحنة بنوعية الترانزستور، فهي الإلكترونات الحرّة من أجل NPN، والثغرات الإلكترونيّة من أجل PNP.
2. وصلة الباعث والقاعدة مُحيّزة عكسيّاً والقاعدة والمجمع محيزة أماميّاً، يكون الترانزستور في نمط العمل العكسي، ويمكن أن يعمل الترانزستور عندها مضخماً للتيار أو للجهد حسب طريقة إعداد الوصلة. في هذه الحالة يقوم المُجمّع بحقن حوامل الشحنة الأكثريّة إلى الباعث عبر القاعدة.
3. وصلتا الباعث والقاعدة مُحيّزتان أماميّاً، ويكون الترانزستور عندها في نمط الإشباع. في هذه الحالة يقوم الباعث بحقن حوامل الشحنة الأكثرية إلى المجمع عبر القاعدة، ويقوم المجمع بحق حوامل الشحنة الأكثريّة إلى الباعث عبر القاعدة، وتكون الوصلة الثلاثيّة مغمورة بحوامل الشحنات الأكثريّة.
4. وصلتا الباعث والقاعدة محيزتان عكسيّاً، ويكون الترانزستور عندها في نمط القطع. يمكن أن يعمل الترانزستور مفتاحاً إلكترونيّاً عندما يُنقل نمط عمله بين القطع والإشباع.[79] في هذه الحالة تستقبل القاعدة حوامل الشحنات الأقلية فقط من الباعث والمجمع معاً، ويمر تيار تسريب صغير جداً في القاعدة، من مرتبة {\displaystyle 10^{-15}} أمبير.

يجب الانتباه إلى أن عملية تحييز الترانزستور PNP معاكسة بقطبية الجهود المستعملة لعملية تحييز الترانزستور NPN.

حركة حوامل الشحنات في وصلة NPN، في نمط العمل الفعّال الأمامي: وصلة الباعث والقاعدة محيّزة أماميّاً، والمجمع والقاعدة محيّزة عكسيّاً
حركة حوامل الشحنات في وصلة PNP، في نمط العمل الفعّال العكسي: وصلة الباعث والقاعدة مُحيّزة أماميّاً، والمجمع والقاعدة محيّزة عكسيّاً

#### تيارات الوصلة
| الترانزستور                        | إن بي إن {\displaystyle NPN} | بي إن بي {\displaystyle PNP} |
| ---------------------------------- | --- | --- |
| تيار القاعدة {\displaystyle I_{B}} | {\displaystyle {\frac {I_{S}}{\beta _{F}}}.{\Bigr [}e^{\frac {V_{BE}}{V_{TH}}}-1{\Bigr ]}+{\frac {I_{S}}{\beta _{R}}}.{\Bigr [}e^{\frac {V_{BC}}{V_{TH}}}-1{\Bigr ]}}    | {\displaystyle {\frac {I_{S}}{\beta _{F}}}.{\Bigr [}e^{\frac {V_{EB}}{V_{TH}}}-1{\Bigr ]}+{\frac {I_{S}}{\beta _{R}}}.{\Bigr [}e^{\frac {V_{CB}}{V_{TH}}}-1{\Bigr ]}}    |
| تيار المُجمّع {\displaystyle I_{C}}  | {\displaystyle I_{S}.{\Bigr [}e^{\frac {V_{BE}}{V_{TH}}}-e^{\frac {V_{BC}}{V_{TH}}}{\Bigr ]}-{\frac {I_{S}}{\beta _{R}}}.{\Bigr [}e^{\frac {V_{BC}}{V_{TH}}}-1{\Bigr ]}} | {\displaystyle I_{S}.{\Bigr [}e^{\frac {V_{EB}}{V_{TH}}}-e^{\frac {V_{CB}}{V_{TH}}}{\Bigr ]}-{\frac {I_{S}}{\beta _{R}}}.{\Bigr [}e^{\frac {V_{CB}}{V_{TH}}}-1{\Bigr ]}} |
| تيار الباعث {\displaystyle I_{E}}  | {\displaystyle I_{S}.{\Bigr [}e^{\frac {V_{BE}}{V_{TH}}}-e^{\frac {V_{BC}}{V_{TH}}}{\Bigr ]}+{\frac {I_{S}}{\beta _{F}}}.{\Bigr [}e^{\frac {V_{BE}}{V_{TH}}}-1{\Bigr ]}} | {\displaystyle I_{S}.{\Bigr [}e^{\frac {V_{EB}}{V_{TH}}}-e^{\frac {V_{CB}}{V_{TH}}}{\Bigr ]}+{\frac {I_{S}}{\beta _{F}}}.{\Bigr [}e^{\frac {V_{EB}}{V_{TH}}}-1{\Bigr ]}} |
| الملاحظات 1.                       | | |

يمكن بتطبيق قانون كيرشوف الأول على الترانزستور ثنائي القطب، في الترانزستور NPN، يدخل التيار من المجمع والقاعدة، ويخرج من الباعث، أما في الترانزستور PNP، فيدخل من الباعث ويخرج من القاعدة والمُجمّع، وفي كلا الحالتين، يكون تيار الباعث {\displaystyle I_{E}} مساوٍ لمجموع تياري المُجمع {\displaystyle I_{C}} والقاعدة {\displaystyle I_{B}}، ويُعبّر عن ذلك رياضياً بالشكل:
يضاف لذلكأيضاً تيار الإشباع {\displaystyle I_{S}} وهو ذو قيمة صغيرة ضمن المجال {\displaystyle 10^{-18}\leq I_{S}\leq 10^{-9}} أمبير، وهذه القيمة مستقلة عن الجهد الخارجي المطبق ومتعلقة بدرجة الحرارة وبأبعاد منطقة العبور.

##### العامل ألفا
يُعرّف العامل ألفا الأمامي{\displaystyle \alpha _{F}} بأنّه النسبة بين تيار المجمع وتيار الباعث من أجل عمل الترانزستور في المنطقة الفعّالة الأماميّة، ويسمى أيضاً ربح التيار في وصلة القاعدة المشتركة، ويُوصف رياضياً عند استعمال القيم المستمرّة بالعلاقة:
أما عند العمل استعمال القيم المتناوبة، فإنّ قيمة العامل بيتا تتعلق بحركة نقطة العمل، وتُحسب عندها من أجل قيمة ثابتة لجهد المُجمّع والقاعدة، وتحدد قيمتان لتياري المجمع والباعث من أجل مجموعتين من قيم التحييز المختلفة، ثُمّ يحسب فرق القيمتين من أجل كل تيار، أيّ{\displaystyle \Delta I=I_{2}-I_{1}}، ويُعبّر رياضياً عن قيمة العامل ألفا كنسبة بين الفرقين بالشكل التالي:
تكون قيمة العامل ألفا أصغر من الواحد دائماً، وتتراوح عادة 0.95 و 0.998.

##### العامل بيتا
عند عمل الترانزستور في النمط الفعّال الأمامي، يُستخدم العامل بيتا الأمامي {\displaystyle \beta _{F}} لوصف العلاقة بين التيارات، ويشار إليه أحياناً بالعامل بيتا فقط، ويُسمّى أيضاً في بعض المراجع ربح التيار الأمامي في وصلة الباعث المشترك، أو العامل {\displaystyle h_{FE}}، ويُسمّى أيضاً عامل التضخيم. وهو النسبة بين تيار المُجمع وتيار القاعدة، ولا واحدة له، يُوصف هذا العامل رياضيّاً عند التحييز ترانزستور بالجهد المستمر بالعلاقة:
أمّا عند استعمال القيم المُتناوبة، فإنّ قيمته تتعلق بحركة نقطة العمل، وتُحسب عندها من أجل قيمة ثابتة لجهد المُجمّع والباعث، ويُسمّى أيضاً العامل {\displaystyle h_{fe}}، ويُعبّر رياضيّاً عن هذه العلاقة بالشكل الثالي:
أمّا عند العمل بالنمط الفعال العكسي، فيُعرّف العامل بيتا العكسي {\displaystyle \beta _{R}} وهو النسبة بين تيار الباعث وتيار القاعدة، يُوصف هذا العامل رياضيّاً عند العمل بنمط التيار المستمر بالعلاقة:
تكون قيمة العامل بيتا الأماميّ مُرتفعة مُقارنةً بالعامل ألفا الأمامي، وتعبّر عن نسبة تضخيم التيار، وتتراوح عادة بين 10 و 500. أمّا قيمة العامل بيتا العكسيّ فتكون صغيرةً مقارنة بعامل بيتا الأماميّ، وتتراوح بين 0.1 و 5.
كما يمكن أن يُستخدم العامل بيتا الأمامي لوصف العلاقة بين تيار الباعث وتيار القاعدة وفق العلاقة التالية:
أخيراً، يُعرّف العامل ألفا العكسي {\displaystyle \alpha _{R}} من خلال العلاقة التالية التي تربطه مع العامل بيتا العكسي:
وهذه العلاقة صحيحة أيضاً من عندما يكون العاملان أماميّان معاً.

##### تيارا التسريب العكسيان
تيار التسريب العكسي [الإنجليزية] هو تيار كهربائي ناجم عن حركة الشحنات الأقليّة عند التحييز العكسيّ لوصلة شبه موصل. ويُوصف هذا التيار بأنّه عكسيّ لأن أثره يصبح واضحاً عند التحييز العكسيّ للوصلة، وترتبط قيمته بحوامل الشحنة المتولدة في منطقة العبور، لا بالجهد الكهربائي المُطبق على الوصلة.
في ترانزستور ثنائي القطب من النوع NPN، يمرّ تيارا تسريب عكسيّان الأوّل بين المُجمّع والقاعدة والثاني بين المُجمّع والباعِث، ويُمكن قياسهما من خلال تطبيق جهد كهربائي مناسب على الدبوسين المعنيين، وترك الدبوس الثالث بدون تطبيق أي جهد، أي ترك دارته مفتوحة. وهذان التياران هما:
1. تيار التسريب العكسي بين المجمع والقاعدة مع باعث مفتوح {\displaystyle I_{CBO}}.
2. تيار التسريب العكسي بين المجمع والباعث مع قاعدة مفتوحة {\displaystyle I_{CEO}}.

يلعب كل من التيارين دوراً رئيسياً في تحديد الحدود التي تفصل بين منطقة القطع ومنطقة العمل الفعال في ميزة خرج الترانزستور. تكون قيمة تيار التسريب العكسي بين المجمع والقاعدة مع باعث مفتوح {\displaystyle I_{CBO}} صغيرة من رتبة النانو أمبير، وتتبع درجة الحرارة.
يرتبط تيارا التسريب العكسيان مع بعضهما البعض بالعلاقة الرياضية:

#### إعداد الوصلة
| الخاصية         | القاعدة المشتركة | الباعث المشترك | المجمع المشترك |
| --------------- | ---------------- | -------------- | -------------- |
| ربح الجهد       | مرتفع            | مرتفع          | أقل من الواحد  |
| ربح التيار      | أقل من الواحد    | مرتفع          | مرتفع          |
| ربح الاستطاعة   | معتدل            | مرتفع          | مرتفع          |
| انعكاس في الطور | لا               | نعم            | لا             |
| معاوقة الدخل    | منخفضة           | معتدلة         | مرتفعة         |
| معاوقة الخرج    | مرتفعة           | معتدلة         | منخفضة         |

الترانزستور ثنائي القطب هو عنصر إلكتروني ثُلاثي النهايات، دبابيسه هي القاعدة والباعث والمجمع. توجد دارتان منفصلتان في التطبيق العملي هما دارتا الدخل والخرج، أي توجد حاجة لأربعة أقطاب، يُستخدم اثنان منهما في دارة الدخل واثنان في دارة الخرج. ولكنّ وبما أن هذا الترانزسستور له ثلاثة دبابيس فقط، فلا بد أن تشترك دارتا الدخل والخرج بأحد الأقطاب. تُصنَّف وصلات الترانزستور بناءً على النهاية المشترك بين الدارتين، وبناء على ذلك، تُصنّف وصلات التغذية المُستعملة لتحييز الترانزستور إلى ثلاث مجموعات:
- وصلة القاعدة المشتركة، وتكون القاعدة هي النقطة ذات الجهد المرجعي بين دارتي الدخل والخرج.
- وصلة الباعث المشترك، ويكون الباعث هي النقطة ذات الجهد المرجعي بين دارتي الدخل الخرج.
- وصلة المُجمّع المشترك، ويكون المُجمّع هي النقطة ذات الجهد المرجعي بين دارتي الدخل والخرج.

يكون لكل وصلة خواص مميزة، تشمل الأرباح، أي ربح الجهد والتيار والاستطاعة، وهي نسب بين القيم المدروسة في دارتي الدخل والخرج، ومعاوقتي الدخل والخرج، وهي المعاوقة الكهربائية للدارة منظورّة من دارتي الدخل والخرج، بالإضافة ميّزة عكس طور الإشارة، أي حدوث فرق في طور الإشارة المدروسة بقيمة 180 درجة بين دارتي الدخل والخرج.

##### القاعدة المشتركة
في وصلة القاعدة المُشتركة [الإنجليزية] تكون القاعدة هي النقطة ذات الجهد المرجعي بين دارتي الدخل والخرج، وتشمل دارة الدخل وصلة الباعث والقاعدة والتي تُحيَّز أماميّاً. أمّا الوصلة الأخرى، والتي تشمل القاعدة والمُجمّع، فتُحيّز عكسيّاً، وتسمى دارة الخرج.
تُدرس هذه الوصلة بواسطة مجموعتين منفصلتين من المنحنيات، تضمّ المجموعة الأولى دارة الدخل، ويجري فيها التركيز محددات الدخل، وتحديداً العلاقة بين تيار الباعث {\displaystyle I_{E}}، الذي يُمثّل تيار الدخل، وفرق الجهد بين القاعدة والباعث {\displaystyle V_{BE}}، من أجل قيم مختلفة للجهد بين الباعث والمجمع {\displaystyle V_{CE}} وتسمى المنحنيات الناتجة مميّزة الدخل للترانزستور. أمّا في دارة الخرج، فتدرس العلاقة بين تيار المجمع {\displaystyle I_{C}}، الذي يُمثّل تيار الخرج، وفرق الجهد بين القاعدة والمجمع {\displaystyle V_{CB}} من أجل قيم مختلفة لتيار الباعث {\displaystyle I_{E}}.
في ترانزستور NPN، تبدي منحنيات ميزة الدخل سلوكاً مُركّباً، فطالما كانت قيمة جهد الدخل أقل من القيمة اللازمة للتغلب على جهد العبور في وصلة PN المُحيّزة أماميّاً، فإنّ قيمة تيار الخرج تكون صفريّة. أمّا عندما تكون قيمة جهد الدخل أكبر من قيمة عتبة العبور، فإنّ المنحي يسلك سلوكاً أسيّاً، وكلما كانت قيمة الجهد المُطبق لتحييز دارة الخرج عكسيّاً أكبر، كان انحدار منحني ميزة الدخل في القسم الأسيّ أكبر. أمّا مُميّزة الخرج. يجري تقسيم فضاء مميزة الخرج إلى ثلاث مناطق متمايزة وهذه المناطق هي:
1. منطقة القطع: وهي تظهر في المنطقة تحت الخط البياني الذي يمثل تيار دخلٍ صفري، أي {\displaystyle I_{E}=0}، ويكون تيار الخرج في هذه الحالة مساوياً لتيار التسريب العكسي {\displaystyle I_{CBO}}، لأنّ:[104] {\displaystyle I_{C}=\alpha .I_{E}+I_{CBO}} ويكون الترانزستور في هذه المنطقة إذا اختيرت قيم الجهود لتحقق تحييزاً عكسيّاً للوصلتين.[105]
2. المنطقة الفعالة: وتشغل هذه المنطقة معظم مساحة مميزة الخرج، وهي في الربع الأول من جملة الإحداثيات الديكارتية حيث تكون قيم المحورين الأفقي والشاقولي موجبةً، وفيها ومع زيادة قيمة تيار الباعث فوق الصفر، فإنّ تيار المُجمّع يزداد إلى قيمة مُقاربة له. أي يبدي تيار المُجمّع سلوكاً خطياً ذو ميل صفري تقريباً طالما كانت وصلة المجمع والقاعدة محيزّة عكسياً، أي طالما كانت قيمة {\displaystyle V_{CB}} أكبر من الصفر. لا تتعلق قيمة تيار المُجمّع بفرق الجهد بين المجمع والباعث.[105]
3. منطقة الإشباع: وتظهر هذه المنطقة في القسم المُوافِق لجهد خرج أصغر من الصفر، أي {\displaystyle V_{CB}<0} وفيها تتغير قيمة تيار الخرج كثيرًا مع تغيير جهد الخرج. يكون الترانزستور في هذه المنطقة إذا اختيرت قيم الجهود لتحقق تحييزاً أماميّا للوصلتين.

أمّا في ترانزستور PNP، فتربط مميزة الدخل بين الجهد بين الباعث والقاعدة {\displaystyle V_{EB}}، وبين تيار الباعث {\displaystyle I_{E}} من أجل قيم مختلفة سالبة للجهد بين المُجمّع والقاعدة {\displaystyle V_{CB}}، وتكون مميزة الدخل مشابهة في الترانزستور من النوع PNP مشابهة في شكلها لميزة الدخل في النوع NPN. في حين تُرسم مميزة الخرج في الربع الثالث من جملة الإحداثيات الديكارتية حيث تكون المحاور سالبة القيم، ويُمثّل المحور الأفقي فرق الجهد بين القاعدة والمجمع {\displaystyle V_{CB}}، والمحور الشاقولي تيار المُجمّع {\displaystyle I_{C}}، وذلك من أجل قيم مُختلفة لتيار الباعث {\displaystyle I_{E}}، وتُقسم مميزة الخرج إلى مناطق القطع والعمل والإشباع بشكل مشابه للترانزستور NPN.
قيمة مقاومة الدخل في هذا الإعداد صغيرة، ونتيجة لذلك، يظهر تيار الدخل {\displaystyle I_{E}} مع تطبيق جهود صغيرة على دارة الدخل. لذلك، تستخدم هذه الوصلة مضخماً للجهد، والسبب في ذلك أن تيار الدخل فيها مساوٍ تقريباً إلى تيار الخرج، ولكن قيمة المقاومة منظورة من دارة الدخل أقل بصورة ملحوظة من المقاومة منظورة من دارة الخرج، وذلك بسبب التحييز العكسي والأمامي للوصلتين، ويسبب هذا تضخيماً للجهد بين دارتي الدخل والخرج.

##### الباعث المشترك
يكون الباعث هو النقطة ذات الجهد المرجعي لدارتي الدخل والخرج في هذا الإعداد، وتشمل الدارة الأولى القاعدة والباعث أمّا الدارة الثانية، فتضمّ المجمع والباعث، ويجب توصيل جهود التغذية توصيلاً متوافقاً مع نوع الترانزستور لتحقيق التحييز المناسب لوصلتي الترانزستور.
تُدرس هذه الوصلة بواسطة مجموعتين منفصلتين من المنحنيات، تشمل المجموعة الأولى مُحددات دارة الدخل، وتحديداً العلاقة بين تيار القاعدة {\displaystyle I_{B}}، وهو تيار الدخل، وفرق الجهد بين القاعدة والباعث {\displaystyle V_{BE}}، من أجل قيم مختلفة للجهد بين المجمع والباعث {\displaystyle V_{CE}} وتُسمّى المنحنيات الناتجة مميّزة الدخل للترانزستور. أمّا في دارة الخرج، فتدرس العلاقة بين تيار المجمع {\displaystyle I_{C}}، وهو تيار الخرج وفرق الجهد بين المجمع والباعث {\displaystyle V_{CE}} وذلك من أجل قيم مختلفة لتيار القاعدة {\displaystyle I_{B}}. وتُسمّى المُنحنيات الناتجة مُميّزة الخرج.
في ترانزستور NPN تبدي منحنيات ميزة الدخل سلوكاً مركّباً، فطالما كانت قيمة جهد الدخل أقل من القيمة اللازمة للتغلب على جهد العبور في وصلة PN المُحيّزة أماميّاً، فإنّ قيمة تيار الخرج تكون صفريّة. أمّا عندما تكون قيمة جهد الدخل أكبر من قيمة عتبة العبور، فإنّ المنحي يسلك سلوكاً أسيّاً، وكلما كانت قيمة فرق الجهد بين الباعث والمجمع أكبر، كان انحدار منحني ميزة الدخل في القسم الأسيّ أقل.
يجري تقسيم فضاء مميزة الخرج إلى ثلاث مناطق متمايزة حسب تحييز دارتي الدخل والخرج، وهذه المناطق هي:
1. منطقة القطع: وهي تقع تحت الخط البياني الذي يمثل تيار دخلٍ صفري، أي {\displaystyle I_{B}=0}، وتكون قيمة تيار الخرج صغيرة جداً ومرتبطة بتيار التسريب العكسيّ، لأن:[110]{\displaystyle I_{C}=\beta .I_{B}+(\beta +1).I_{CBO}} ويكون الترانزستور في هذه المنطقة عندما تكون وصلتاه محيزتين بشكل عكسيّ.
2. المنطقة الفعّالة: وتشمل الجزء الأكبر من مميزة الخرج، وتكون في الربع الأول من جملة الإحداثيات الديكارتية، وتبدأ مع زيادة قيمة تيار الدخل، أي تيار القاعدة، فوق الصفر، ويبدأ حينها تيار المُجمّع بالزيادة بشكلٍ طردي. يجب الانتباه إلى أن العلاقة بين تيار المجمع وجهد المجمع والباعث ليست خطيّة في المنطقة الفعّالة كلها، لكنّها تنزع لأن تكون كذلك في جزء مُحدد منها فقط.
3. منطقة الإشباع: وتتحدد هذه المنقطة في الجزء الذي يكون فيه جهد الخرج أصغر من الصفر، وتيار الدخل أكبر من الصفر {\displaystyle I_{B}<0} ويكون الترانزستور في هذه المنطقة عندما تكون وصلتاه محيزتين بشكل أمام.

أمّا في ترانزستور PNP، ترسم ميزة الدخل في الربع الثالث من جملة الإحداثيات الديكارتية حيث تكون المحاور سالبة القيم، ويرتبط فرق الجهد بين القاعدة والباعث {\displaystyle V_{BE}} مع تيار القاعدة {\displaystyle I_{B}} وذلك من أجل قيم سالبة لفرق الجهد بين المجمع والباعث {\displaystyle V_{CE}}. وكذا الأمر لميزة الخرج التي ترسم في الربع الثالث حيث يُمثّل المحور الأفقي فرق الجهد بين المجمع والباعث {\displaystyle V_{CE}}، والشاقولي تيار المُجمّع {\displaystyle I_{C}}. وذلك من أجل قيم سالبة لتيار القاعدة {\displaystyle I_{B}} وتُقسم مميزة الخرج إلى مناطق القطع والفعالة والإشباع بشكل مشابه للترانزستور NPN.
إن إعداد وصلة الباعث المشترك هو الإعداد الأكثر استعمالاً في ترانزستور ثنائي القطب، ويرجع ذلك لسببين: الأول هو أنه الإعداد الوحيد الذي يحقق ربحاً للجهد والتيار معاً، والثاني هو أن نسبة مقاومة الخرج إلى الدخل صغيرة وتتراوح بين 10 و100 أوم فقط. تُستخدم هذه الوصلة لجعل الترانزستور يعمل مفتاحاً إلكترونياً يمكن التحكم بمرور التيار في دارة خرجه بضبط جهد التغذية في دارة دخله. كما تستعمل أيضاً في عمليات تضخيم الإشارات المتناوبة، وللاستفادة من ذلك، يُوضع الترانزستور في القسم الخطي من المنطقة الفعالة.

##### المجمع المشترك
يكون المجمع هو النقطة ذات الجهد المرحعي لدارتي الدخل والخرج في وصلة المُجمّع المُشترك [الإنجليزية]، وفيها تضم الدارة الأولى القاعدة والمجمع، أمّا الثانية، فتصل بين المجمع والباعث. تُسمّى هذه الوصلة أيضاً التابع الباعثي (بالإنجليزية: Emitter follower)‏.
تُدرس هذه الوصلة بواسطة مجموعتين مُنفصلتين من الخطوط البيانيّة، تشمل الأولى مُحددات دارة الدخل، وتحديداً العلاقة بين تيار القاعدة {\displaystyle I_{B}}، الذي يُسمّى أيضاً تيارَ الدخل، وفرق الجهد بين المجمع والقاعدة {\displaystyle V_{CB}}، وذلك من أجل قيم مُختلفة للجهد بين الباعث والمجمع {\displaystyle V_{CE}} أمّا في دارة الخرج، فتدرس العلاقة بين تيار الباعث {\displaystyle I_{E}}، ويسمى أيضاً تيار الخرج، وفرق الجهد بين المُجمّع والباعث {\displaystyle V_{CE}} وذلك من أجل قيم مختلفة لتيار القاعدة {\displaystyle I_{B}}.
في ترانزستور NPN، تختلف ميزة الدخل في وصلة المُجمّع المشترك عن ميزة الدخل في وصلتي القاعدة المشتركة والباعث المشترك، فهي لا تبدي أي خاصية أسيّة، فمن أجل كل قيمة لفرق الجهد بين الباعث القاعدة، تكون العلاقة بين جهد المجمع والقاعدة وتيار القاعدة خطية وذات ميل موجب، أي مع زيادة قيمة فرق الجهد بين المجمع والقاعدة تزداد قيمة تيار القاعدة بشكل خطي. باستثناء كون تيار الخرج {\displaystyle I_{E}} بدلاً من {\displaystyle I_{C}}، فإنّ المعلومات المستخلصة من ميزة الخرج في إعداد المجمع المشترك مُشابهة لنظيرتها في إعداد الباعث المشترك. وذلك سواء في العلاقة بين تياري الدخل والخرج أو في تقسيم المميزة إلى مناطق القطع والفعالة والإشباع.
يُستخدم هذا الإعداد لأغراض مُطابقة المعاوقة الكهربائية، لامتلاك دارة الدخل قيمة معاوقة مرتفعة جداً، في حين تمتلك دارة الخرج قيمة معاوقة مُنخفضة، لذلك فإن باستطاعة الترانزستور في هذا الإعداد أن يلعب دور ربط بيني لمنبع ذي معاوقة خرج مرتفعة وحمل ذي معاوقة دخل مُنخفضة.

## تحييز الترانزستور
تحييز الترانزستور (بالإنجليزية: Transistor Biasing)‏ هو تطبيق جهود كهربائية مستمرة وخارجية وبقطبية محددة على وصلتي الترانزستور بغرض تشغيله في منطقة محددة، تظراً لإن الجهود المُطبقة مستمرّة، فإنّ العملية تُسمّى أيضاً بالتحييز المستمر (بالإنجليزية: DC Biasing)‏. إن الهدف الأساسي من عملية التحييز الحصول على قيمة محددة لتيار الخرج من أجل قيمة محددة لجهد الخرج، وتُمثل هاتان القيمتان بنقطة ديكارتية على ميزة الخرج تُسمّى نقطة العمل أو النقطة الساكنة.
يجري تحليل دارة التحييز من خلال دراسة منفصلة لدارتي الدخل والخرج وكتابة المعادلات الرياضية المُعبرة عن كل منهما، وهي العملية التي تسمى تحليل التحييز المستمر (بالإنجليزية: DC Biasing analyzing)‏. يمكن استخدام المعادلات السابقة لتحديد العلاقة بين جهد الخرج وتيار الخرج من أجل قيمة محددة لجهد الدخل، وتسمى هذه العملية بتحديد نقطة العمل، ويجري اختيار هذه النقطة بما يتوافق مع نمط عمل المرغوب.

### نقطة العمل
نقطة العمل (بالإنجليزية: Operating point)‏ أو النقطة الساكنة (بالإنجليزية: Quiescent Point)‏ هي زوج من القيم التي تمثل جهد وتيار الخرج ({\displaystyle V_{o}},{\displaystyle I_{o}}) على ميزة خرج الترانزستور. يرتبط تحديد نقطة العمل بالطريقة التي يُراد أن يعمل الترانزستور فيها، فإذا كان الهدف هو عمله مضخماً للإشارات الصغيرة، فإن اختيار عناصر الدارة يجب أن يحقق نقطة ضمن المنقطة الفعّالة، أمّا إذا كان المرغوب عمل الترانزستور قاطعاً إلكترونياً، فإن اختيار العناصر يجب أن يحقق نقطة عمل تنتقل بين منطقتي القطع والإشباع.
تُحدَّد نقطة العمل من خلال تحييز وصلتي PN في الترانزستور، وتشمل عملية التحييز اختيار قيم العناصر الإلكترونية التي تجعل من نقطة العمل في الموقع المناسب الذي يتوافق مع غرض الدارة.

#### تحديد نقطة العمل

كيفية تحديد نقطة العمل رياضيّاً من خلال تقاطع خط الحمل مع أحد الخطوط البيانية لتيار الدخل في ميزة الخرج.

تحديد موقع نقطة العمل هو معرفة إحداثياتها الديكارتيّة على مخطط ميّزة الخرج الخاصة بالترانزستور. ولتحقيق ذلك، يجب دراسة دارتي الدخل والخرج حسب إعدادات الوصلة المُستعملة، وحساب وإيجاد معادلة تيار الدخل والمعادلة التي تربط جهد الخرج بتيار الخرج، ثم حساب هذه القيم من أجل قيم محددة للعاملين ألفا {\displaystyle \beta } وبيتا {\displaystyle \alpha } ولعناصر الدارة المستعملة.
يُحيَّز الترانزستور لتحديد نقطة عمله، وتُتبع الخطوات التالية لتحييزه:
1. دراسة دارة الدخل، وحساب تيار الدخل {\displaystyle I_{i}}، باستخدام قانون كيرشوف الثاني، والذي تكون معادلته من الشكل:{\displaystyle I_{i}={\frac {f(V)}{f(R)}}} وفيها تُمثّل {\displaystyle f(V)} علاقة بين الجهود الكهربائية في دارة الدخل، و {\displaystyle f(R)} علاقة بين المقاومات فيها.
2. تحديد الخط البياني المتوافق مع قيمة تيار الدخل في ميزة الخرج، إذا كانت قيمة تيار الدخل أصغر من الصفر، فالترانزستور في منطقة القطع.
3. دراسة دارة الخرج وإيجاد العلاقة بين تيار الخرج {\displaystyle I_{o}} وجهد الخرج {\displaystyle V_{o}}، باستعمال قانون كيرشوف الثاني، وتكون المعادلة من الشكل:{\displaystyle V_{o}=f(I_{o})} تكون هذه المعادلة من الدرجة الأولى، أي أنها تمثل مستقيماً في المستوي الديكارتي.
4. رسم المستقيم السابق على ميزة الخرج، ويسمى خط الحمل (بالإنجليزية: Load line)‏، وهو مستقيم يربط بين جهد الخرج وأعظم تيار خرج ممكن موافق.[128]
5. نقطة العمل هي نقطة تقاطع خط الحمل مع الخط البياني المُتوفق مع قيمة تيار الدخل.[129]

تأثير تغيير مقاومات دارة التحييز على موقع نقطة العمل.
تأثير تغيير قيمة تيار الدخل في دارة التحييز على موقع نقطة العمل.
تأثير تغيير قيم جهود التغذية في دارة التحييز على موقع نقطة العمل.

#### تحديد منطقة العمل

منطقتا العمل الخطية وغير الخطية في ميزة الخرج لترانزستور ثنائي القطب.

يكون لعمل الترانزستور ضمن الدارة الإلكترونية حدود فيزيائية لا يمكن تجاوزها، تُحدد هذه الحدود منطقة عمل تسمى منطقة العمل الخطية، فإذا كانت نقطة العمل ضمن المنطقة الخطيّة، يكون التشوّه في الإشارة صغيراً أو معدوماً، أمّا إذا كانت نقطة العمل في المنطقة غير الخطية، فإن تشوّه الإشارة يكون كبيراً، وقد تسبب شروط العمل في المنطقة غير الخطية ضرراً دائماً في الترانزستور.
إنّ أقصى تيار خرج يمكن أن يتحمله الترانزستور ويحافظ على الخاصية الخطيّة هو تيار الخرج الأعظمي{\displaystyle I_{o_{max}}}، في حين تكون قيمة أدنى تيار في المنطقة الخطيّة هي تيار التسريب العكسي الذي يتحدد حسب إعداد الوصلة. أمّا أدنى جهد خرج في المنطقة الخطيّة فيُسمّى جهد الإشباع {\displaystyle V_{o_{sat}}}، وإذا كانت قيمة جهد الخرج أقل من هذه العتبة، فإنّ الترانزستور يعمل في نمط الإشباع. أمّا أقصى جهد خرج للترانزستور من أجل الحفاظ على نقطة العمل في المنطقة الخطيّة، فيُسمّى جهد الخرج الأعظمي{\displaystyle V_{o_{Max}}}، وتتحدد قيم هذه العتبات في ورقة بيانات [الإنجليزية] الترانزستور. بالإضافة للشرطين السابقين، لا يمكن أن يبدد الترانزستور استطاعة حرارية أعلى من حد مُعين هو {\displaystyle P_{o_{Max}}=V_{o}.I_{o}}، وعادة ما يُحدد هذا الحدّ من ورقة بيانات العنصر، على أي حال، فإن جميع النقاط في ميزة الخرج ({\displaystyle V_{o}}, {\displaystyle I_{o}}) التي تحقق العلاقة السابقة تُشكّل حدّاً علويّاً لمنطقة العمل الخطيّة.

### دارات تحييز الترانزستور

#### دارة التحييز لوصلة القاعدة المشتركة

دارة الانحياز الثابت لترانزستور من النوع NPN.

في دارة التحييز الخاصّة بوصلة القاعدة المُشتركة تكون القاعدة هي النهاية المُشتركة بين دارتي الدخل والخرج. تضمّ دارة الدخل وصلة الباعث والقاعدة، ويجري تحييزها أماميّا باستخدام مولد جهده {\displaystyle V_{EE}}، ويكون تيار الدخل هو {\displaystyle I_{E}}، أما دارة الخرج فتضمّ وصلة المُجمّع والقاعدة، وتحييز عكسيّاً باستعمال مولّد جهده {\displaystyle V_{CC}}ويكون تيار الخرج هو {\displaystyle I_{C}}.
يجري التحليل المستمر للدارة كما يلي:
1. تطبيق قانون كيروشوف الثاني على دارة الدخل، ويمكن كتابة المعادلة: {\displaystyle -V_{EE}-I_{E}.R_{E}-V_{BE}=0}أي:{\displaystyle I_{E}={\frac {V_{EE}-V_{BE}}{R_{E}}}}
2. حساب قيمة تيار المجمع حسب العلاقة:{\displaystyle I_{C}=\alpha .I_{E}}
3. تطبيق قانون كيروشوف الثاني على دارة الخرج، ويمكن كتابة المعادلة: {\displaystyle -V_{CC}+I_{C}.R_{C}-V_{CB}=0}أي:{\displaystyle V_{CB}=I_{C}.R_{C}-V_{CC}}

#### دارة التحييز الثابت

دارة الانحياز الثابت لترانزستور من النوع NPN.

دارة التحييز الثابت (بالإنجليزية: Fixed-Bias Circuit)‏ هي دارة تحييز لترانزستور ثنائي القطب بوصلة الباعث المشترك، يُوصل المُجمّع والقاعدة إلى جهد تغذية {\displaystyle V_{CC}} عبر مقاومتين هما {\displaystyle R_{C}} و{\displaystyle R_{B}} على الترتيب، أمّا الباعث فيُؤرّض. تستعمل هذه الوصلة عند عمل الترانزستور مُضخماً، وعندها تُمرَّر إشارة الدخل المتناوبة من القاعدة للحصول على إشارة الخرج المضخّمة من المجمع. يكون جهد التغذية {\displaystyle V_{CC}} هو الجهد المطبق في دراتي الدخل والخرج، اللتان تُسميان على الترتيب دارة القاعدة والباعث ودارة المجمع والباعث. يكون تيار دارة الدخل هو تيار القاعدة {\displaystyle I_{B}} أمّا تيار دارة الخرج فهو تيار المجمع{\displaystyle I_{C}}.
يجري التحليل المستمر للدراة كما يلي:
1. تطبيق قانون كيروشوف الثاني على دارة الدخل، ويمكن كتابة المعادلة: {\displaystyle +V_{CC}-I_{B}.R_{B}-V_{BE}=0}أي:{\displaystyle I_{B}={\frac {V_{CC}-V_{BE}}{R_{B}}}}
2. تطبيق قانون كيروشوف الثاني على دارة الخرج فيمكن كتابة المعادلة:{\displaystyle +V_{CC}-I_{C}.R_{C}-V_{CE}=0}أي: {\displaystyle V_{CE}=V_{CC}-I_{C}R_{C}}
3. أمّا تيار الخرج من أجل جهد {\displaystyle V_{CE}} صفري، والذي يُسمّى أيضاً تيار الإشباع {\displaystyle I_{C_{sat}}} فيحسب بالعلاقة:[136]

#### دارة التحييز ذات الباعث المستقر

دارة التحييز ذات الباعث المُستقر ترانزستور من النوع NPN.

دارة التحييز ذات الباعث المستقر (بالإنجليزية: Emitter-stabilized bias circuit)‏ هي دارة تحييز لترانزستور ثنائي القطب بوصلة الباعث المشترك. تتشابه هذه الدارة في بنيتها مع دارة التحييز الثابت، مع فرق وحيد هو زيادة مقاومة ذات قيمة صغيرة، توصل بين الباعث والأرضي هي {\displaystyle R_{E}}، تكون دارة التحييز ذات الباعث المستقر أكثر استقراراً بالنسبة لتغيرات درجة الحرارة مقارنة مع دارة التحييز الثابت.
يجري التحليل المستمر للدارة كما يلي:
1. من دارة الدخل، بتطبيق قانون كيرشوف الثاني، يُمكن كتابة المعادلة التالية: {\displaystyle +V_{CC}-I_{B}.R_{B}-V_{BE}-I_{E}R_{E}=0} مع اعتبار أن: {\displaystyle I_{E}=(\beta +1)I_{B}}يكون: {\displaystyle I_{B}={\frac {V_{CC}-V_{BE}}{R_{B}+(\beta +1)R_{E}}}}
2. من دارة الخرج، بتطبيق قانون كيروشوف الثاني على، يمكن كتابة المعادلة: {\displaystyle +V_{CC}-I_{C}.R_{C}-V_{CE}-I_{E}R_{E}=0} مع اعتبار أن: {\displaystyle I_{C}\approxeq I_{E}}، يمكن كتابة المعادلة: {\displaystyle V_{CE}=V_{CC}-I_{C}(R_{C}+R_{E})}
3. أمّا تيار الخرج من أجل جهد {\displaystyle V_{CE}} صفري، والذي يُسمّى أيضاً تيار الإشباع {\displaystyle I_{C_{sat}}} فيُحسب بالعلاقة:[139]

#### دارة التحييز بمقسم الجهد

دارة التحييز بمقسم الجهد لترانزستور إن بي إن من بوصلة الباعث المشترك.

دراة التحييز بمقسم الجهد (بالإنجليزية: Voltage-divider bias circuit)‏ هي دارة تحييز لترانزستور ثنائي القطب بوصلة الباعث المشترك. إنّ المشكلة الأساسية دارة التحييز بالباعث الثابت هو ارتباط كل من تيار الخرج وجهد الخرج بالعامل بيتا، الذي يكون بدوره حساساً لدرجة الحرارة، خاصة في الترانزستورات السيليكونية. تؤمن دارة التحييز بمقسم الجهد دارة تحييز يكون جهد الخرج وتياره مُستقلان عن العامل بيتا. يجري توصيل جهد التغدية نفسه {\displaystyle V_{CC}} إلى دارتي الدخل والخرج، في دارة الدخل، تُوصل القاعدة بين مقاومتين لمقسم جهد، هما على الترتيب {\displaystyle R_{1}} و{\displaystyle R_{2}}. أمّا في دارة الخرج فيجري توصيل جهد التغدية إلى المُجمِّع عبر مقاومة المجمع {\displaystyle R_{C}} والباعث إلى الأرضي عبر مقاومة الباعث {\displaystyle R_{E}}.
يجري التحليل المستمر للدارة كما يلي:
1. حسب نظرية ثيفنين، يُستعاض عن مقسم الجهد بمنبع جهد ثيفنين ومقاومة ثيفنين، وتحسب قيمتهما باستعمال العلاقتين:{\displaystyle R_{TH}=R_{1}||R_{2}={\frac {R_{1}.R_{2}}{R_{1}+R_{2}}}}{\displaystyle V_{TH}={\frac {R{2}}{R{1}+R{2}}}.V_{CC}}
2. بعد ذلك، يجري استبدال مُقسّم الجهد بمقاومة ثيفنين ومنبعه.ومع {\displaystyle I_{E}=(\beta +1).I_{B}} تُصبح معادلة دارة الدخل:{\displaystyle V_{TH}-I_{B}.R_{TH}-V_{BE}-(\beta +1).I_{B}.R_{E}=0} فيكون: {\displaystyle I_{B}={\frac {V_{TH}-V_{BE}}{R_{TH}-(\beta +1).R_{E}}}}
3. في دارة الخرج، تكون المعادلة حسب قانون كيرشوف الثاني: {\displaystyle V_{CC}-I_{C}.R_{C}-V_{CE}-I_{E}.R_{E}=0}مع اعتبار أن: {\displaystyle I_{C}\approxeq I_{E}}، يمكن كتابة المعادلة بالشكل التالي: {\displaystyle V_{CE}=V_{CC}-I_{C}.(R_{C}+R_{E})}
4. أمّا تيار الإشباع {\displaystyle I_{C_{sat}}} فيُحسب بالعلاقة:[142]

#### دارات تحييز أخرى

دارة التحييز بالتغذية العكسية لترانزستور NPN من بوصلة الباعث المشترك.
دارة تحييز أخرى لترانزستور من النوع NPN بوصلة الباعث المشترك.
دارة تحييز باستخدام مقسم الجهد مع منبعي تغذية لترانزستور من النوع NPN بوصلة الباعث المشترك.
دارة تحييز لترانزستور من النوع NPN بوصلة المجمع المشترك.
دارة متتبع الباعث لتحييز لترانزستور من النوع NPN بوصلة المجمع المشترك.

## نمذجة الترانزستور
يُعرّف نموذج الترانزستور بأنه مجموعة من عناصر الدارة التي تحاكي تحت شروط عمل محددة وبشكل تقريبي السلوك الفعلي لأشباه الموصولات المُشكّلة للترانزستور. يُمكن نمذجة الترانزستور باستعمال نماذج خطيّة أو غير خطيّة في النماذج الخطية تستعمل الدارات الخطيّة فقط، أمّا في النماذج غير الخطية فتستعمل عناصر غير خطية مثل الثنائي، أشهر النماذج الخطيّة هي:
- نموذج آر إي {\displaystyle r_{e}}
- النموذج المكافئ الهجين
- نموذج تي
- نموذج باي الهجين

أمّا أشهر النماذج غير الخطية للترانستور ثتائي القطب فهي:
- نموذج إيبرس مول
- نموذج غوميل بون

تُصنّف نماذج الترانزستور أيضاً حسب الإشارات التي التي تُضّخمها إلى نماذج إشارات صغيرة ونماذج إشارات كبيرة.(11) يكون لمضخمات الإشارات الصغيرة ربح جهد عالٍ وربح تيار منخفض، ولذلك وهي لا تستطيع نقل تيارات كبيرة وتستعمل في مراحل التضخيم الأولى، أما مضخمات الإشارات الكبيرة فلها ربح تيار عالٍ ويمكن أن توصل إلى الحمل مباشرة، لذلك تستعمل في مراحل التضخيم المتأخرة.

### النماذج الخطيّة

#### النموذج آر إي
| وصلة القاعدة المشتركة | وصلة الباعث المشترك | وصلة المجمع المشترك |
| --------------------- | ------------------- | ------------------- |
|                       |                     |                     |

في نموذج آر إي (بالإنجليزية: model {\displaystyle r_{e}})‏، يُستبدل بالترانزستور رباعي أقطاب [الإنجليزية] يحتوي على ثنائي ومنبع تيار مُتحكّم به، ومنبع التيار المُتحكّم به هو منبع للتيار ترتبط مُحدداته بتيار في موقع آخر من الدارة. يُمثّل الثنائي في حالة التحييز الأمامي بمقاومة تُسمّى مقاومة الباعث المُتزايدة (بالإنجليزية: Emitter incremental resistance)‏ ويُرمز لها: {\displaystyle r_{e}}، وهي التي أعطت هذا النموذج اسمه، وتحسب قيمتها من العلاقة:
- وفيها {\displaystyle V_{Th}} هو الجهد الحراري، وتساوي قيمته 26 ميلي فولت في درجة حرارة الغرفة، وتحسب قيمته باستخدام العلاقة:[83]

- وفيها {\displaystyle T} هي درجة الحرارة مقدرة بالكلفن، و{\displaystyle K} هو ثابت بولتزمان، و{\displaystyle q} هي شحنة الإلكترون مقدرة بالكولون.

يستعمل هذا النموذج لدراسة الترانزستور في نمط التيار المتناوب من أجل تضخيم الإشارات الصغيرة.

#### النموذج المكافئ الهجين

الدارة الأساسية المستعملة في توليد معادلات النموذج الهجين المكافئ.

وسُميّ النموذج بالهجين لأنه معادلاته تحتوي خليطاً من محددات الدخل والخرج معاً، ومنها اشتق الرمز {\displaystyle h} المُستعمل لتسمية المحددات، وهو الحرف الأول من كلمة هجين (بالإنجليزية: Hybrid)‏.في هذا النموذج يُستبدل الترانزستور برباعي الأقطاب، يضمّ هذا الرباعي عنصرين مُتحكم بهما يربطان الجهود والتيارات بين منفذي الدخل والخرج. بشكلٍ أكثر تفصيلاً، يحتوي هذا الرباعي على مقاومة كهربائية قيمتها {\displaystyle h_{11}} أوم، موصولة على التسلسل مع منبع جهد متحكم به قيمته {\displaystyle h_{12}.V_{0}} فولت بين قطبي منفذ الدخل، ويضم أيضاً مقاومة سماحيتها {\displaystyle h_{22}} سيمنز موصولة على التفرع مع منبع تيار متحكم به قيمة تياره {\displaystyle h_{21}.I_{i}}، وكلاهما موصول على التفرع مع قطب الخرج.
في دارة كهذه، بتطبيق قانون كيرشوف الثاني على دارة الدخل، وقانون كيرشوف الأول على دارة الخرج يمكن كتابة المعادلتين التاليتين:
ثُمّ تحسب قيم العوامل الأربعة {\displaystyle h_{11},h_{12},h_{21},h_{21}} كما يلي:
| اسم المُحدد                                          | وصلة القاعدة المشتركة                           | وصلة الباعث المشترك                             | وصلة المجمع المشترك                             |
| --------------------------------------------------- | ----------------------------------------------- | ----------------------------------------------- | ----------------------------------------------- |
| مُحدد مقاومة الدخل {\displaystyle h_{i}}             | {\displaystyle h_{ib}={\frac {V_{eb}}{I_{e}}}}  | {\displaystyle h_{ie}={\frac {V_{be}}{I_{b}}}}  | {\displaystyle h_{ic}={\frac {V_{bc}}{I_{b}}}}  |
| مُحدد نسبة تحويل الجهد المقلوب {\displaystyle h_{r}} | {\displaystyle h_{rb}={\frac {V_{eb}}{V_{cb}}}} | {\displaystyle h_{re}={\frac {V_{be}}{V_{ce}}}} | {\displaystyle h_{rc}={\frac {V_{bc}}{V_{ec}}}} |
| مُحدد نسبة تحويل التيار {\displaystyle h_{f}}        | {\displaystyle h_{fb}={\frac {I_{c}}{I_{e}}}}   | {\displaystyle h_{fe}={\frac {I_{c}}{I_{b}}}}   | {\displaystyle h_{fc}={\frac {I_{e}}{I_{b}}}}   |
| مُحدد مواصلة الخرج {\displaystyle h_{o}}             | {\displaystyle h_{ob}={\frac {I_{c}}{V_{cb}}}}  | {\displaystyle h_{oe}={\frac {I_{c}}{V_{ce}}}}  | {\displaystyle h_{oc}={\frac {I_{e}}{V_{ec}}}}  |
| الدارة المكافئة الكاملة                             |                                                 |                                                 |                                                 |
| الدارة المكافئة المختصرة                            |                                                 |                                                 |                                                 |

بعد ذلك يُسمّى:(6)
- المُحدد {\displaystyle h_{11}} بمُحدد مقاومة الدخل {\displaystyle h_{i}}، ويقاس بالأوم،
- المُحدد {\displaystyle h_{12}} بمُحدد نسبة تحويل الجهد المقلوب {\displaystyle h_{r}} وهو عديم الواحدة.
- المُحدد {\displaystyle h_{21}} بمُحدد نسبة تحويل التيار {\displaystyle h_{f}} وهو أيضاً عديم الواحدة.
- المُحدد {\displaystyle h_{22}} بمُحدد مواصلة الخرج {\displaystyle h_{o}} وواحدته السيمنز.

يُمكن أن تطبق المنهجية السابقة من أجل كل وصلة من وصلات الترانزستور، ويعطي ذلك 12 مُحدداً بالإجمال. في الدارسات العملية، غالباً ما يُهمل أثر مُحدد تحويل الجهد المقلوب، ويعوّض عنه بدارة مقصورة، وأثر مُحدد مواصلة الخرج، ويعوّض عنه بدارة مفتوحة، وينتج ذلك دارة مكافئة كاملة تحتوي كل المُحددات الخاصة بوصلة محددة، ودارة مكافئة مختصرة لا تحتوي على العوامل المحذوفة. لتمييز العوامل الخاصة بكل وصلة، يُضاف أحد المحارف {b,e,c} من أجل القاعدة والباعث والمجمع على الترتيب، فتصبح عوامل وصلة القاعدة:{\displaystyle h_{ib},h_{rb},h_{fb},h_{ob}}، وعوامل وصلة الباعث المشترك {\displaystyle h_{ie},h_{re},h_{fe},h_{oe}} وعوامل وصلة المُجمّع المُشترك {\displaystyle h_{ic},h_{rc},h_{fc},h_{oc}}.
يستعمل النموذج المكافئ الهجين لمحاكاة الترانزستور عند العمل مع الإشارات الصغيرة. إنّ نموذجي آر إي والمكافئ الهجين متكافئان، ويُمكن التحويل رقميّاً بين مُحددات {\displaystyle \alpha ,\beta ,r_{e}} وعوامل الثاني {\displaystyle h_{i},h_{r},h_{f},h_{o}} من أجل كل وصلات الترانزستور الثلاث.

#### نموذج تي
نموذج تي (بالإنجليزية: T-Model)‏ هو نموذج خطي لدراسة الإشارات الصغيرة في الترانزستور ثنائي القطب، وفيه يُستبدل الترانزستور ثنائي القطب بشبكة على شكل الحرف اللاتيني (T)، وهي التي أعطت النموذج اسمه.
يحتوي النموذج على مُعاملين فقط، هما بالمواصلة المنقولة {\displaystyle g_{m}} ومقاومة الباعث المُتزايدة {\displaystyle r_{e}} وتحسب قيمتاهما حسب العلاقة:
وفيها {\displaystyle V_{Th}} هو الجهد الحراري، وتساوي قيمته 26 ميلي فولت في درجة حرارة الغرفة، و {\displaystyle I_{o}} هو تيار دارة الخرج.
يمكن أيضاً إضافة مقاومة {\displaystyle r_{o}} بين النهايتين اللتين تشكلان دارة الخرج لإدخال أثر جهد إيرلي [الإنجليزية] {\displaystyle V_{A}} إلى النموذج، وتحسب قيمتها بالعلاقة:

نموذج تي لترانزستور NPN مع إضافة المقاومة {\displaystyle r_{o}} في دارة الخرج.

#### نموذج باي الهجين

نموذج باي الكامل من أجل ترانزستور ثنائي القطب من النوع NPN بتوصيلة الباعث المشترك من أجل الترددات المرتفعة.

نموذج باي الهجين (بالإنجليزية: Hybrid-pi model)‏ ويسمى أيضاً نموذج جياكوليتو نسبة إلى لورانس جياكوليتو [الإنجليزية] الذي اقترحه في عام 1969، هو نموذج للترانزستور ثنائي القطب عند العمل في نمط الإشارات الصغيرة والكبيرة، فيه يجري استبدال الترانزستور برباعي الأقطاب يحتوي على مجموعة من العناصر الخطيّة التي تحاكي في أدائها عمل الترانزستور. يسمى أحد هذه العناصر بالمقاومة باي {\displaystyle r_{\pi }}، وهي التي منحت النموذج اسمه المميز.
يجري تعويض الترازستور بمقاومة وحيدة تمثل المقاومة المتزايدة، وتُسمّى المقاومة باي في دارة الدخل، أما دارة الخرج فيجري فتحتوي منبع تيار متحكم به، تساوي قيمته جهد دارة الدخل مضروباً بالمواصلة المنقولة {\displaystyle g_{m}}، ويختلف اتجاه التيار الصادر عن المنبع حسب نوع الترانزستور، PNP أو NPN. تحسب المحددات الثلاثة باستعمال العلاقات التالية:
وفيها {\displaystyle V_{Th}} هو الجهد الحراري، وتساوي قيمته 26 ميلي فولت في درجة حرارة الغرفة، و {\displaystyle I_{o}} هو تيار دارة الخرج.
وفيها {\displaystyle \beta {o}} هو عامل ربح الإشارات الصغيرة، وغالباً تستعمل قيمة العامل بيتا {\displaystyle \beta _{F}} من أجله.
تضاف مقاومة {\displaystyle r_{o}} على التفرع مع منبع التيار لإدخال جهد إيرلي [الإنجليزية] {\displaystyle V_{A}} في النموذج، وتحسب قيمتها بالعلاقة:
يستعمل هذا النموذج من أجل الإشارات الصغيرة، ويتميز هذا النموذج عن باقي نماذج الإشارات الصغيرة بوجود بكونه تابعاً لتردد الإشارة، فالدارة السابقة، تمثل النموذج عندما يكون تردد الإشارات صغيراً، أما في الحالة التي يكون تردد الإشارة فيها كبيراً، فإن هناك أثراً سعويّاً يبدأ بالظهور، ويتبع تردد الإشارة. في وصلة الباعث المشترك، وعندما يعمل الترانزستور في المنطقة الأمامية، يمكن تمثيل هذا الأثر في النموذج باي الهجين بإضافة مُكثفتين تسمى الأولى {\displaystyle C_{\pi }}، وتصل بين الباعث والقاعدة، وتسمى الثانية {\displaystyle C_{\mu }} وتصل بين القاعدة والمجمع.
يشمل نموذج باي الهجين الموسع مقاومة {\displaystyle r_{b}} أيضاً، تضاف بعد قطب القاعدة بشكل مباشر، ويزداد أثرها مع ارتفاع التردد، ويمكن إهمالها في حالة الترددات الصغيرة. بالإضافة لذلك، يشمل هذا النموذج أيضاً على مقاومة {\displaystyle r_{u}}، على التفرع مع المكثفة {\displaystyle C_{u}}، وتسمى مقاومة الانتشار المُحيّزة عكسيّاً (بالإنجليزية: Reverse-biased diffusion resistance)‏. عموماً، تكون هذه المقاومة ذات قيمة كبيرة جداً، لذلك غالباً ما تهمل ويجري التعويض عنها بدارة مفتوحة.
إنّ نموذجي تي وباي الهجين متكافئان ويمكن استعمالهما لدراسات الإشارات الصغيرة بنفس الطريقة، ويعتمد اختيار أحدهما دون الآخر على شكل دارة التضخيم المدروسة.

نموذج باي لترانزستور NPN مع إضافة المقاومة {\displaystyle r_{o}} في دارة الخرج.

### النماذج غير الخطية
كان كل من جويل إيبرس [الإنجليزية] و جون مول أول من قدّم نموذجاً غير خطي للترانزستور ثنائي القطب، ثُمّ تبعهم هيرمان غوميل [الإنجليزية] و إتش سي بون في بعد ذلك بسنوات عندما طوّروا نموذجاً موسّعاً، يشمل على ظاهرتين غير مشمولتين في النموذج السابق، وهما ظاهرتا جهد إيرلي [الإنجليزية] والحقن عالي المستوى (بالإنجليزية: High Level injuction)‏، بعد ذلك وُسِّع نموذج غوميل باستعمال برنامج سبايس الذي نتج عنه نموذج سبايس غوميل-بون الذي يُستعمل على نطاق واسع لمحاكاة عمل الترانوستور ثنائي القطب.

#### نموذج إيبرس مول
في عام 1954م قام جويل إيبرس [الإنجليزية] وجون مول بنشر ورقة بحثيّة بعنوان: «سلوك الإشارات الكبيرة في في ترانزستورات الوصلة»،(7) تضمّنت نموذجاً غير خطي لعمل وصلة PN، وسُميّ هذا النموذج باسم نموذج إيبرس مول. طوّر هذا النموذج لاحقاً ليشمل الوصلة الثلاثية PNP والوصلة الرباعية PNPN كذلك.
في نموذج إيبرس مول، يجري تمثيل الترانزستور على شكل وصلتي PN، تشتركان في قاعدة الترانزستور، تُمثّل كل وصلة بثنائي موصول على التفرّع مع منبع تيار متحكم به، وترتبط قيمة تيار المنبع في كل وصلة بتيار الثنائي في الوصلة الأخرى، تختلف قطبية والمنابع والثنائيات حسب نوع الترانزستور، NPN أو PNP.
في الترانزستور NPN، تحسب قيمتا تياري ثنائي الباعث {\displaystyle I_{ED}} وثنائي المجمع {\displaystyle I_{CD}} بالعلاقتين:
وفيها {\displaystyle I_{ES}} و{\displaystyle I_{CS}} هما تيارا الإشباع لثنائي الباعث والمجمع على الترتيب.
أما في ترانزستور PNP، فإن قيمتا تياري ثنائي الباعث وثنائي المجمع تحسبان بالعلاقتين:
يرتبط تيارا الإشباع الخاصين بكل وصلة مع بعضهما بالعلاقة:
وفيها {\displaystyle \alpha _{F}} و{\displaystyle \alpha _{R}} هما عاملا ألفا الأمامي والعكسي على الترتيب.
من أجل نوعي الترانزستور، تكون قيمة منبع التيار في وصلة الباعث والقاعدة هي: {\displaystyle \alpha _{R}.I_{CD}} وفي وصلة المجمع والقاعدة هي {\displaystyle \alpha _{F}.I_{ED}}، وبالتالي تكون قيمة تيارا الباعث {\displaystyle I_{E}} والمُجمّع{\displaystyle I_{C}}:
ثم يُحسب تيار القاعدة حسب قانون كيرشوف الأول كفرق بين تياري الباعث والمُجمّع:(12)
توجد أشكال أخرى للنموذج نفسه تعتمد على المبدأ ذاته يمكن الحصول عليها من خلال التلاعب بشكل المعادلات الرياضيّة.

#### نموذج غوميل بون

الدارة المكافئة لنموذج غوميل بون لترانزستور من النوع بي إن بي.

بناء على نموذج إيبرس مول، اقترح هيرمان غوميل [الإنجليزية] و إتش سي بون في عام 1970 نموذجاً جديداً لمحاكاة عمل الترانزستور عند تضخيم الإشارات الكبيرة.، في هذه الحالة، يصبح تردد الإشارات ذات قيمة كبيرة، ولابد من إدخال الأثر السعوي في النموذج الذي سمي نموذج غوميل بون [الإنجليزية].
يتصف هذا النموذج بالتعقيد، وهو يحتوي على مصفوفة مكونة من أربع ثنائيات وأخرى مكوّنة من أربع مكثفات بالإضافة لثلاث مقاومات تُمثّل مقاومة كل نهاية في الترانزستور. بالمُجمل، يحتوي على الترانزستور على 41 مُحدِداً أو معامِلاً تُستعمل لوصف سلوكه وتفاعله مع الإشارات الكبيرة. بسبب ذلك، يمكن أن وصف ظواهر فيزيائية لم تكن مشمولة في نموذج إيبرس مول الأساسي مثل أثر إيرلي وأثر ساه-نويس-شوكلي وأثر ويبستر وأثر كيرك.

## تطبيقات الترانزستور

### مضخم الإشارات المتناوبة

مميزة الخرج لترانزستور ثنائي القطب، نقطة العمل في منتصف خط الحمل، وإشارات الدخل والخرج موضخة على الرسم البياني، يجب الانتباه إلى أن تيار الدخل من رتبة الميكرو أمبير أما تيار الخرج فهو من رتبة الميلي أمبير.

إذا أضيفت إشارة جيبيّة متناوبة يتأرجح مطالها بسعة {\displaystyle \Delta V_{i}} إلى دارة الدخل المستعملة لتحييز ترانزستور والتي تطبق على دبوس الدخل فيه جهداً كهربائيّاً مُستمراً هو {\displaystyle V_{i}}، فإنّ نقطة العمل الخاصّة بدارة تحييز الترانزستور سوف تتأرجح عن موقعها بسعة {\displaystyle \Delta V_{i}} ويمكن أن يُقرأ هذا التأرجح على خرج الترانزستور كتضخيم للإشارة المتناوبة التي طبقت على الدخل.
يعمل الترانزستور مُضخّماً للإشارات المتناوبة في الحالة السابقة، ولضمان عدم تشوّه الإشارة، يجب أن تظلّ نقطة العمل خلال تأرجحها داخل المنطقة الخطيّة، ويتوافق ذلك مع تحييز الترانزستور فتكون في منتصف المنطقة الفعّالة ومنتصف خط الحمل، وبذلك يكون مطال التأرجح أعظم ما يمكن. يستخدم الترانزستور الطاقة الكهربائية المقدمة من التغذية المستمرة لتحقيق عملية التضخيم، يُمكن التعبير عن فعالية عملية التضخيم {\displaystyle \eta } كنسبة تربط بين الاستطاعة المستمرة المقدمة من دارة التغذية، والاستطاعة المتناوبة في الإشارة المضخمة في الخرج بالشكل التالي:
لدراسة تأثير الجهود والتيارات المتناوبة على دارة الانحياز، تُدخل بعض من التعديلات على دارة التحييز لتتوافق مع الدراسة المتناوبة، ولتحقيق ذلك تُتبع الخطوات التالية:
1. ضبط قيم جميع منابع الجهد المستمرة إلى الصفر، ثم استبدالها بدارة قصر.
2. استبدال جميع المكثفات بدارات قصر.
3. إزالة جميع العناصر المقصورة بحكم الخطوتين السابقتين.
4. إعادة ترتيب العناصر بشكل أكثر مُناسبة لاستبدال الترانزستور بدارته المكافئة.
5. استبدال الترانزستور بالدارة المُكافئة المناسبة، ثُمّ حساب المُحددات الرئيسة التي تُحدد كيف سثضخَّم الإشارة المتناوبة.

#### المحددات الرئيسة

نموذج عام لنظام إلكتروني رباعي الأقطاب مع مجموعة المحددات الرئيسة.

لنمذجة الترانزستور، يجري الاستعاضة عن العنصر الإلكتروني واستبداله برباعي الأقطاب بديل مكوّن من منفذين، يُسمّى هذا النظام البديل أيضاً بالنظام ثنائي المنافذ. بعد ذلك، ولدراسة النموذج، يجري تطبيق إشارة كهربائية على أحد المنفذين وُيسمّى منفذ الدخل، في حين يُوصل حملٍ ذي قيمة محددة على المنفذ الآخر، ويسمى منفذ الخرج.
بناء على ذلك يمكن دراسة النظام عبر مجموعة من مُحددات خارجية ليست جزءاً من النموذج. في النظام الثنائي المنافذ، وبغض النظر عن طبيعة النظام نفسه ومكوناته، يمكن التمييز بين تيار الدخل {\displaystyle I_{i}} وهو التيار الذي يدخل إلى النظام أو يخرج منه عبر منفذ الدخل، وتيار الخرج {\displaystyle I_{o}} الذي يدخل إلى النظام أو يخرج منه عبر منفذ الخرج. يُضاف لذلك جهد الدخل {\displaystyle V_{i}}، وهو الجهد بين قطبي منفذ الدخل، وجهد الخرج {\displaystyle V_{o}} وهو الجهد بين قطبي منفذ الخرج. باستخدام المحددات السابقة، يمكن استنباط ربح الجهد الخاص بالنظام {\displaystyle A_{i}} وربح التيار الخاص به {\displaystyle A_{i}}. أخيراً، تسمى المعاوقة الكهربائية لكامل النظام منظورة من منفذ الدخل بمعاوقة الدخل {\displaystyle Z_{i}}، أمّا المعاوقة المنظورة من منفذ الخرج، فتُسمّى بمعاوقة الخرج {\displaystyle Z_{o}}.

#### الإشارات الصغيرة
نموذج الإشارات الصغيرة (بالإنجليزية: Small Signal Model)‏ هو نموذج خطي مستقل عن المطال، وفيه تُستبدل العناصر غير الخطيّة، مثل الترانزستور ثنائي القطب، بعناصر خطية. يستعمل هذا النموذج عندما يكون التأرجح حول نقطة العمل صغيراً بما يكفي ليسمح بتقريب تأثير عنصر غير خطي على مطال الإشارة إلى تأثير عنصر خطي، وذلك من أجل مطالات صغيرة ومحددة. رياضيّاً، تستعمل عملية النمذجة من أجل التخلّص من العناصر غير الخطيّة في معادلات الترانزستور، ولتبسيط العلاقات بين المحددات اعتماداً على معادلات خطيّة فقط.
من الأمثلة على نماذج الإشارات الصغيرة، نموذج آر إي، والنموذج المكافِئ الهجين ونموذج باي الهجين.

##### حسب نموذج آر إي
| دارة التحييز | إعداد الوصلة                | الدارة المتناوبة المكافئة | معاوقة الدخل {\displaystyle Z_{i}}                                                                                   | معاوقة الخرج {\displaystyle Z_{o}} | ربح الجهد {\displaystyle A_{v}}                  | ربح التيار {\displaystyle A_{o}}                                                            | ملاحظات                                      |
| ------------ | --------------------------- | ------------------------- | --- | ---------------------------------- | ------------------------------------------------ | ------------------------------------------------------------------------------------------- | -------------------------------------------- |
|              | قاعدة مشترك                 | [ a ]                     | {\displaystyle R_{E}\|\|r_{e}}                                                                                       | {\displaystyle R_{C}}              | {\displaystyle {\frac {\alpha .R_{C}}{r_{e}}}}   | {\displaystyle -\alpha }                                                                    | الترانزستور من نوع PNP.                      |
|              | باعث مشترك (تحييز ثابت)     |                           | {\displaystyle R_{B}\|\|\beta .r_{e}}                                                                                | {\displaystyle R_{C}\|\|r_{o}}     | {\displaystyle -{\frac {R_{C}\|\|r_{o}}{r_{e}}}} | {\displaystyle {\frac {\beta .R_{B}.r_{o}}{(r_{o}+R_{C})(R_{B}+\beta .r_{e})}}}             | هناك فرق طور 180 درجة بين جهدي الدخل والخرج. |
| [ b ]        | باعث مشترك (الباعث المستقر) | [ a ]                     | {\displaystyle R_{B}\|\|Z_{b}}                                                                                       | {\displaystyle R_{C}}              | {\displaystyle -{\frac {\beta .R_{C}}{Z_{b}}}}   | {\displaystyle {\frac {\beta .R_{B}}{R_{B}+Z_{b}}}}                                         | هناك فرق طور 180 درجة بين جهدي الدخل والخرج. |
|              | باعث مشترك (مقسم الجهد)     |                           | {\displaystyle R^{\prime }\|\|\beta .r_{e}}                                                                          | {\displaystyle R_{C}\|\|r_{o}}     | {\displaystyle -{\frac {R_{C}\|\|r_{o}}{r_{e}}}} | {\displaystyle {\frac {\beta .R^{\prime }.r_{o}}{(r_{o}+R_{C})(R^{\prime }+\beta .r_{e})}}} | هناك فرق طور 180 درجة بين جهدي الدخل والخرج. |
|              | باعث مشترك (تغذية عكسية)    | [ a ]                     | {\displaystyle {\frac {\beta .r_{e}}{1+{\frac {\beta .r_{e}}{R_{F}}}.{\biggr [}1+{\frac {R_{C}}{r_{e}}}{\biggr ]}}}} | {\displaystyle R_{C}\|\|R_{F}}     | {\displaystyle -{\frac {R_{C}}{r_{e}}}}          | {\displaystyle {\frac {\beta .R_{F}}{R_{F}+\beta .R_{C}}}}                                  | هناك فرق طور 180 درجة بين جهدي الدخل والخرج. |
|              | مجمع مشترك (متتبع الباعث)   | [ a ]                     | {\displaystyle R_{B}\|\|Z_{b}}                                                                                       | {\displaystyle R_{E}\|\|r_{e}}     | {\displaystyle {\frac {R_{E}}{R_{E}+r_{e}}}}     | {\displaystyle -{\frac {(\beta +1).R_{B}}{R_{B}+Z_{b}}}}                                    | -                                            |

الملاحظات
1. 1 2 3 4  أهملت المقاومة {\displaystyle r_{o}} لتسهيل الحسابات.
2. ↑  يمكن أن تضاف مكثفة {\displaystyle C_{E}} على التفرع مع مقاومة الباعث {\displaystyle R_{E}}، وعندها تصبح هذه المقاومة خارج حسابات الدارة المتناوبة وتؤول هذه الدارة إلى دارة الانحياز الثابت.
3. 1 2 3 4 5  و{\displaystyle Z_{b}=\beta .r_{e}+(\beta +1).R_{E}}.
4. 1 2  و{\displaystyle R^{\prime }=R_{1}||R_{2}={\frac {R_{1}.R_{2}}{R_{1}+R_{2}}}}.

##### حسب النموذج المكافئ الهجين
| دارة التحييز | إعداد الوصلة                | الدارة المتناوبة المكافئة | معاوقة الدخل {\displaystyle Z_{i}}    | معاوقة الخرج {\displaystyle Z_{o}}                  | ربح الجهد {\displaystyle A_{v}}                                          | ربح التيار {\displaystyle A_{o}}                                 | ملاحظات                                     |
| ------------ | --------------------------- | ------------------------- | ------------------------------------- | --------------------------------------------------- | ------------------------------------------------------------------------ | ---------------------------------------------------------------- | ------------------------------------------- |
|              | قاعدة مشتركة                |                           | {\displaystyle R_{E}\|\|h_{ib}}       | {\displaystyle R_{C}}                               | {\displaystyle -{\frac {h_{fb}.R_{C}}{h_{ib}}}}                          | {\displaystyle h_{fb}}                                           | الترانزستور من نوع PNP.                     |
|              | باعث مشترك (تحييز ثابث)     |                           | {\displaystyle R_{B}\|\|h_{ie}}       | {\displaystyle R_{C}\|\|{\frac {1}{h_{oe}}}}        | {\displaystyle -{\frac {h_{fe}.(R_{C}\|\|{\frac {1}{h_{oe}}})}{h_{ie}}}} | {\displaystyle h_{fe}}                                           | هناك فرق طور 180 درجة بين جهدي الدخل والخرج |
|              | باعث مشترك (الباعث المستقر) |                           | {\displaystyle R_{B}\|\|Z_{b}}        | {\displaystyle R_{C}}                               | {\displaystyle -{\frac {h_{fe}.R_{C}}{Z_{b}}}}                           | {\displaystyle {\frac {h_{fe}.R_{B}}{R_{B}+Z_{b}}}}              | هناك فرق طور 180 درجة بين جهدي الدخل والخرج |
|              | باعث مشترك (مقسم الجهد)     |                           | {\displaystyle R^{\prime }\|\|h_{ie}} | {\displaystyle R_{C}}                               | {\displaystyle -{\frac {h_{fe}.(R_{C}\|\|{\frac {1}{h_{oe}}})}{h_{ie}}}} | {\displaystyle {\frac {h_{fe}.R^{\prime }}{R^{\prime }+h_{ie}}}} | هناك فرق طور 180 درجة بين جهدي الدخل والخرج |
|              | مجمع مشترك (تحييز ثابث)     |                           | {\displaystyle R_{B}\|\|Z_{b}}        | {\displaystyle R_{E}\|\|{\frac {h_{ic}}{1+h_{fc}}}} | {\displaystyle {\frac {R_{E}}{R_{E}+{\frac {h_{ic}}{h_{fc}}}}}}          | {\displaystyle {\frac {h_{fc}.R_{B}}{R_{B}+Z_{b}}}}              | -                                           |

الملاحظات
1. ↑  تكون قيمة المعامل {\displaystyle h_{fb}} سالبة، لذلك فربح الجهد موجب في هذه الوصلة.
2. 1 2 3  و{\displaystyle Z_{b}=h_{ie}+R_{E}}.
3. 1 2  و{\displaystyle R^{\prime }=R_{1}||R_{2}={\frac {R_{1}.R_{2}}{R_{1}+R_{2}}}}.
4. 1 2  و{\displaystyle Z_{b}=h_{ic}+R_{E}}.

##### حسب نموذج باي الهجين
| دارة التحييز | إعداد الوصلة            | الدارة المتناوبة المكافئة | معاوقة الدخل {\displaystyle Z_{i}}           | معاوقة الخرج {\displaystyle Z_{o}}                                              | ربح الجهد {\displaystyle A_{v}}                          | ربح التيار {\displaystyle A_{o}}           | ملاحظات                                     |
| ------------ | ----------------------- | ------------------------- | -------------------------------------------- | ------------------------------------------------------------------------------- | -------------------------------------------------------- | ------------------------------------------ | ------------------------------------------- |
|              | قاعدة مشتركة            |                           | {\displaystyle {\frac {r_{\pi }}{\beta +1}}} | {\displaystyle r_{o}\|\|R_{C}}                                                  | {\displaystyle {\frac {g_{m}.R_{C}}{r_{\pi }\|\|R_{E}}}} | {\displaystyle {\frac {\beta }{\beta +1}}} | الترانزستور من النوع PNP.                   |
|              | باعث مشترك (تحييز ثابت) |                           | {\displaystyle R_{B}\|\|r_{\pi }}            | {\displaystyle r_{o}\|\|R_{C}}                                                  | {\displaystyle -g_{m}.R_{C}}                             | {\displaystyle \beta }                     | هناك فرق طور 180 درجة بين جهدي الدخل والخرج |
|              | باعث مشترك (باعث مستقر) |                           | {\displaystyle R_{B}\|\|Z_{b}}               | {\displaystyle r_{o}\|\|R_{C}}                                                  | {\displaystyle -{\frac {g_{m}.R_{C}}{Z_{b}}}}            | {\displaystyle \beta }                     | هناك فرق طور 180 درجة بين جهدي الدخل والخرج |
| [ b ]        | باعث مشترك (مُقسّم الجهد) |                           | {\displaystyle Z_{b}\|\|R^{\prime }}         | {\displaystyle r_{o}\|\|R_{C}}                                                  | {\displaystyle {\frac {-g_{m}.R_{C}}{Z_{b}}}}            | {\displaystyle \beta }                     | هناك فرق طور 180 درجة بين جهدي الدخل والخرج |
|              | مُجمّع مشترك              |                           | {\displaystyle Z_{b}\|\|R_{B}}               | {\displaystyle {\biggr [}{\frac {r_{\pi }+R_{B}}{\beta +1}}{\biggr ]}\|\|R_{E}} | {\displaystyle \approx 1}                                | {\displaystyle \beta +1}                   | -                                           |

الملاحظات
1. 1 2 3 4 5  و{\displaystyle Z_{b}} هي المقاومة منظورة من القاعدة وتحسب بالعلاقة: {\displaystyle Z_{b}=r_{\pi }+(\beta +1).R_{E}}.
2. ↑  في الحسابات، يُهمل أثر {\displaystyle C_{E}} واعتبرت غير موجودة.
3. ↑  حيث {\displaystyle R^{\prime }} تحسب بالعلاقة: {\displaystyle R^{\prime }=R_{1}||R_{2}}

#### الإشارات الكبيرة
قد يعمل الترانزستور مضخماً للإشارات الكبيرة (بالإنجليزية: Large-signal amplifier)‏، ويسمى عندها أيضاً مضخم الاستطاعة (بالإنجليزية: Power amplifier)‏، والهدف هو الدارة هو نقل كمية استطاعة كبيرة إلى حمل يوصل على خرج الترانزستور.
يستطيع الترانزستور، الذي يعمل مضخماً للاستطاعة، أن يتعامل مع إشارة دخل من مرتبة عدة فولتات. تكون قيمة العامل بيتا في هذا النوع من الترانزستورات أقل 100، ويكون المضخم ذو ربحِ جُهدٍ مُعتدل أو صغير، ولكن ميزته الأساسيّة هي قدرته على التعامل مع استطاعة مرتفعة تبلغ عدة عشرات من الواطات بدون مشاكل، وعادة ما يكون تيار الدخل فيه من مرتبة الميلي أمبير، وتيار الخرج من مرتبة مئات الميلي أمبير.
تُصنّف مُضخّمات الإشارات الكبيرة إلى أصناف، ويكون التصنيف على أساس زاوية التوصيل(8) الخاصّة بإشارة الخرج مقارنة مع إشارة الدخل خلال دور واحد، إذا كانت زاوية التوصيل هي 360 درجة مئوية، أي كامل دور الإشارة، فيكون المضخم من الصنف (A)، وإذا كانت زاوية التوصيل هي 180 درجة، فإن المضخم يكون من الصنف B، أمّا إذ كانت قيمة زاوية التوصيل بين القيمتين 180 و360 درجة، فإن المُضخم يكون من الصنف AB، ويكون المضخم من الصنف C إذا كانت زاوية التوصيل أقل من 180 درجة، أمّا إذا عمل في نمط النبضات، فتكون زاوية التوصيل صغيرة جداً، يكون المضخم من الصنف D.
تٌعرّف كفاءة المضخم {\displaystyle \eta }، بأنّها نسبة الاستطاعة المُتناوبة في الخرج إلى الاستطاعة المستمرة المقدمة في الدخل، ويكون لكل صنف فعالية خاصة به، فهي تتراوح بين 25% و50% من أجل الصنف A، وبين 25% و78.5% للصنف AB، وتبلغ حتى 78.5% من أجل الصنف B، في حين تتجاوز 90% للصنف D.
هناك أصناف أخرى من مضخمات الاستطاعة هي الصنف D، الصنف F، والصنف G وغيرها، وتكون ذات كفاءة مرتفعة تتجاوز 90% وتعتمد في عملها على تضمين عرض النبضة.

تيار الخرج لترانزستور ثنائي القطب يعمل مضخماً للإشارات الكبيرة من الصنف A، زاوية التوصيل هي 360 درجة.
تيار الخرج لترانزستور ثنائي القطب يعمل مضخماً للإشارات الكبيرة من الصنف AB، زاوية التوصيل هي بين 180 و 360درجة.
تيار الخرج لترانزستور ثنائي القطب يعمل مضخماً للإشارات الكبيرة من الصنف B، زاوية التوصيل هي 180 درجة.
تيار الخرج لترانزستور ثنائي القطب يعمل مضخماً للإشارات الكبيرة من الصنف C، زاوية التوصيل أقل من 180درجة.
صورة متحركة لإشارتي الدخل والخرج في مضخم ترانزستوري من الصنف AB، يُمثل المنحي الأحمر إشارة الدخل والأخضر إشارة الخرج.
صورة متحركة لإشارتي الدخل والخرج في مضخم ترانزستوري من الصنف C، يُمثل المنحي الأحمر إشارة الدخل والأخضر إشارة الخرج.
صورة متحركة لإشارتي الدخل والخرج في مضخم ترانزستوري من الصنف D، يُمثل المنحي الأحمر إشارة الدخل والخط البياني الأخضر إشارة الخرج.

##### الصنف A
يُصنف مُضخّم الإشارات الكبيرة على أنه من الصنف A إذا كانت قيمة زاوية التوصيل هي 360 درجة مئوية. هناك نوعين من دارات المضخمات الترانزستورية من الصنف A، ويجري التصنيف حسب طريقة توصيل الحمل على خرج الترانزستور، تسمى الدارة الأولى بدارة المُضخِّم بالتغذية التتابعيّة (بالإنجليزية: Series-fed Amplifier circuit)‏، وفيها يوصل الحمل مباشرة إلى خرج الترانزستور، فيما تسمى الدارة الثانية بدارة المضخم المقرون بالمحول (بالإنجليزية: Transformer-Coupled Amplifier circuit)‏.
تتشابه دارة التغذية التتابعيّة مع دارات تحييز الترانزستور لتضخيم الإشارات الصغيرة، سواء بالتصميم أو بطريقة الدراسة، ويكون الاختلاف الأساسيّ هو قيم جهود التغذية وتيار الدخل. يجري التعبير عن استطاعة الخرج باستعمال الجذر المتوسط التربيعي لجهد وتيار الخرج، أو القيمة المطلقة لقمة الإشارة المتناوبة فيهما، أو القيمة المعبرة عن التغيير بين أدنى مستوى وأعلى مستوى لهما، والتي تسمى القيمة من القمة إلى القمة،(9) وبكل الأحوال لا يمكن أن تتجاوز كفاءة استطاعة الخرج في هذه الدارة 25%.
أمّا دارة المضخم المقرون بالمحول، فتستعمل بشكل أساسي لرفع كفاءة استطاعة الخرج، ويُمكن نظرياً أن تصل كفاءة المضخم من الصنف A عند استعمال هذه الدارة حتى 50%. لتحقيق ذلك، يُوصَل الحمل إلى دارة الخرج عبر مُحوّل له معامل اقتران {\displaystyle a} (10)، ويمكن اعتماداً على ذلك نقل مقاومة الحمل {\displaystyle R_{L}} إلى دارة المُحوّل الأوليّة باستعمال العلاقة:
حيث {\displaystyle R_{L}^{\prime }} هي مقاومة الحمل في دارة المحول الثانوية منظورةً من دارة المحول الأوليّة.
عند التحليل المُتناوب للدارة السابقة، تكون المقاومة في الدارة المتناوبة المكافئة صفريّة، ويكون خط الحمل المُستمر عندها مُستقيماً يوازي محور تيار الخرج، أمّا خط الحمل المُتناوب فيشمل على المقاومة {\displaystyle R_{L}^{\prime }}، ويكون ذو ميلٍ سالب. على أيّ حال، يتقاطع خطا الحمل المُستمر والمُتناوب مع المنحني الممثل لتيار الدخل في نقطة العمل.

##### الصنف B
مضخمات الاستطاعة من الصنف B (بالإنجليزية: Class B power amplifier)‏ هي المضخمات التي تكون زاوية التوصيل فيها 180 درجة، وهذا يعني أن نصف دور إشارة الدخل سوف يمر إلى الخرج فقط، نتية لذلك، يستخدم زوج من الترانزستورات في هذا النوع من المضخمات، وتحيّز بحيث تكون نقطة العمل على حدود منطقة القطع، أي أن الترانزستور يضخم أي إشارة موجبة ترد إى مدخله إذا كان النوع PNP وأي إشارة سالبة إذا كان من النوع NPN.
إذا كان الترانزستوران المستعملان من النوع نفسه، فيجب عندها تغذية أحدهما بإشارة الدخل بعد إزاحتها بزاوية 180 درجة، ومن الأمثلة على هذه الدارات دارة مضخم الصنف B المقرونة مع محوّل (بالإنجليزية: Transform-coupled circuit)‏، وهي تحتوي على ترانزستورين من النوع نفسه، ويُوصل مدخل إشارة أحدهما إلى أحد طرفي محوّل، ومدخل الثاني إلى طرف المحول الثاني، وتُسمّى هذه الدارة أيضاً دارة الدفع والجذب (بالإنجليزية: Push-Bull Circuit)‏. أمّا إذا كان الترانزستوران المُستعملان من نوعين مختلفين، فإن الدارة تُسمّى الدارة المُتتامة التناظرية (بالإنجليزية: Complementary-Symmetry Circuit)‏ ويحييزا ليضخم أحدهما أي إشارة موجبة تطبق على مدخله، والثاني أي إشارة سالبة، ثُمّ ّيجري تغذيتهما مُباشرة بإشارة الدخل.
أما الشكل الأكثر استعمالاً لمضخمات الاستطاعة من الصنف B فهو حالة خاصة من الدارة المُتتامة التناظرية، وفيها يستخدم زوج من الترانزستورات، حسب وصلة دارلينغتون، لتحقيق التضخيم في كل طرف. وتسمى هذه الدارة بمضخم الدفع والجذب شبه المُتتام التناظري (بالإنجليزية: Quasi-Complementary Push–Pull Amplifier)‏.
تبلغ كفاءة استطاعة الخرج العظمى الممكنة في هذا الصنف من المضخمات 78.5%.

##### الصنف C
تعمل مضحمات الاستطاعة من الصنف C (بالإنجليزية: Class C power amplifier)‏ مع زاوية توصيل أقل من 180 درجة، وتكون ذات كفاءة مرتفعة تصل حتى 75%، ويعود ذلك أساساً إلى تحييز الترانزستور، حيث تكون نقطة العمل في منقطة القطع.
تحتوي دارة المضخم من الصنف C على دارة تلحين تضم ملفاً ومُكثّف، وُتختار قيمهما بحيث يحققان استجابة ترددية عظمى من أجل تردد محدد. نتيجة لذلك، تُوجد تطبيقات لمضخمات الصنف C في دارات الإرسال والاستقبال الإذاعي. أي أن دارة التلحين تلعب دور مرشح حزمة يسمح بمرور ويُضخّم إشارة بتردد محدد، كما يُمكن أن يُستخدم هذا النوع من المضخمات أيضاً لتضخيم إشارات تحمل معلومات مضمنة ترددياً، حيث لا تتأثر المعلومات بأي تشوه حاصل لمطال الإشارة عند التضخيم.

### قاطع إلكتروني
يمكن أن يعمل الترانزستور قاطعاً إلكترونياً، أي أداة إلكترونية مُتحكَّم في تيار خرجها بواسطة جهد الدخل. لتحقيق ذلك، يجب تصميم دارة التحييز بحيث ينتقل الترانزستور بين نمطي عمل، الأول هو نمط القطع ويوافق كون المفتاح الإلكتروني في وضع الفتح، والثاني هو نمط الإشباع ويوافق كون المفتاح الإلكتروني في وضع التوصيل.
```
تُنفَّذ الدارة التي تحقق العمل السابق بواسطة وصلة باعث مشترك، مع إمكانية توصيل القاعدة إلى جهد التغذية أو إلى نقطة تأريض. ويجري اختيار مقاومتي المجمع 

  

    

      

        

          
R

          

            
C

          

        

      

    

    
{\displaystyle R_{C}}

  

 والقاعدة 

  

    

      

        

          
R

          

            
B

          

        

      

    

    
{\displaystyle R_{B}}

  

 بحيث تحققان نقطتي عمل في منطقتي القطع والإشباع، توافق الأولى حالة الفتح للمفتاح والثانية حالة التوصيل.
[
113
]
```

يجري أولاً تحديد قيمة جهد التغذية {\displaystyle V_{CC}}، ثُمّ تيار الإشباع {\displaystyle I_{C_{sat}}}، ويرتبط الاثنان بالعلاقة التالية:
يرتبط تيار القاعدة {\displaystyle I_{B}} مع تيار المجمع بالعلاقة التالية:
وبعد ذلك يمكن حساب مقاومة القاعدة من العلاقة:
حيث {\displaystyle V_{i}} هو جهد الدخل المطبق على القاعدة في حالة القطع.
يُمكن أن تستعمل الدارة السابقة كدارة منطقية تقدم وظيفة العاكس.

## الاستجابة الترددية
الاستجابة الترددية لمُضخّم هي التغيير في ربح المضخم كدالة لتردد إشارة الخرج. يستخدم مخطط بود لعرض الاستجابة الترددية، وهو يُمثّل ربح المضخم كتابع لتردد إشارة الدخل مقدراً بالهرتز، في حين يكون الربح عديمَ الواحدة أو مُقدراً بواحدة نسبيّة هي الديسبل. يأخذ المنحني المعبر عن الربح شكلاً هضبياً فيزداد الربح بشكل مطرد مع زيادة التردد حتى بلوغ قيمة تسمى تردد القطع الأدنى{\displaystyle f_{L}}، ويميل بعدها للاستقرار عند قيمة عُظمى وذلك من أجل مجال عريض من الترددات، قبل أن يعود الربح وينخفض بعد تجاوز التردد لقيمة محددة تُسمى تردد القطع الأعلى {\displaystyle f_{H}}. بناءً على ما سبق، يجري تقسيم الطيف الترددي الذي يعمل فيه المضخم إلى ثلاث أطياف فرعية، هي طيف الترددات المنفخضة والمتوسطة والمرتفعة. ويكون ربح المضخم مرتفعاً عند طيف الترددات المتوسطة ومنخفضاً عند طيف الترددات المنخفضة والمرتفعة.
في وصلة الباعث المشترك، تنخفض الاستجابة الترددية عند الترددات المنخفضة بسبب تأثير مكثفات التمرير {\displaystyle C_{S}} و{\displaystyle C_{C}} و{\displaystyle C_{E}}،التي توصل مع أقطاب الترانزستور لتحجب المركبات المركبات المستمرة وتمنع تأثيرها عن الترانزستور. أما عند الترددات المرتفعة، فلا يمكن إهمال الأثر السعوي الناتج عن المكثفات الطفيلية التي تظهر بين الباعث والقاعدة وبين المجمع والقاعدة، وهي السبب وراء انخفاض الربح عند هذه الترددات.
يجري الاهتمام بحساب ترددات القطع الخاصّة بكل مكثف، وتردد القطع هو التردد الذي يحقق دارة الرنين، وهو التردد الذي تكون عنده قيمة المعاوقة أقل ما يمكن. يكون أثر الترددات تراكميّاً على منحني الربح سواء في حالة الترددات المنخفضة أو المرتفعة.

### عند الترددات المنخفضة
عند الترددات المُنخفضة، تنخفض قيمة كل من جهدي الدخل الخرج بسبب تابعية مكثفات العزل والتمرير للتردد، ويتأثر بذلك ربح المضخم، وكلما ازدادت قيمة التردد ضعُف أثر هذه المكثفات، حتى يصبح معدوماً وغير ذي أثر في الترددات المتوسطة والعالية، حيث تلعب هذه المكثفات دارات تمرير.
هناك تردد قطع يختص كل منها بمكثفة، الأول هو {\displaystyle f_{L_{S}}} وينتج عن المكثفة {\displaystyle C_{S}} الذي يربط بين منبع إشارة الدخل ومدخل المضخم، ويؤثر على قيمة جهد الدخل، أما الثاني فهو {\displaystyle f_{L_{L}}} وينتج عن المكثفة {\displaystyle C_{L}} وهي التي تربط الحمل بمخرج المضخم، وتُؤثّر على قيمة جهد الخرج، وأخيراً {\displaystyle f_{L_{Com}}} وهو ينتج عن المكثفة {\displaystyle C_{Com}}، التي توصل إلى القطب المشترك.
يحسب تردد القطع المرتبط بمكثف المنبع باستعمال العلاقة:
حيث: {\displaystyle R_{s}} هي مقاومة منبع الدخل و {\displaystyle R_{i}} هي مقاومة الدخل لدارة المضخم، منظورة من المنبع، وتختلف قيمتها باختلاف دارة التوصيل والنموذج المكافئ المستعمل، فمثلاً في دارة التحييز بمقسم الجهد، وعند استعمال نموذج آر إي، تكون قيمة مقاومة الدخل:
أما تردد القطع المرتبط بمكثفة الحمل فيحسب باستعمال العلاقة:
حيث: {\displaystyle R_{L}} هي مقاومة الحمل، و {\displaystyle R_{o}} هي مقاومة الخرج لدارة المضخم، منظورة من الحمل، وتختلف قيمتها باختلاف دارة التوصيل والنموذج المكافئ المستعمل، فمثلاً في دارة التحييز بمقسم الجهد، وعند استعمال نموذج آر إي، تكون قيمة مقاومة الخرج:
أما تردد القطع المرتبط بمكثفة القطب المشترك فتحسب باستعمال العلاقة:
حيث: {\displaystyle R_{com}} هي مقاومة دارة المضخم، منظورة من القطب المشترك، وتختلف قيمتها باختلاف دارة التوصيل والنموذج المكافئ المستعمل، فمثلاً في دارة التحييز بمقسم الجهد، وعند استعمال نموذج آر إي، تكون مقاومة دارة المضخم منظورة من القطب المشترك هي:
حيث {\displaystyle R_{s}^{\prime }} هي مقاومة الدخل منظورة من القطب المشترك، وتساوي في دارة التحييز بمقسم الجهد، وعند استعمال نموذج آر إي:
أما تردد القطع الأدنى {\displaystyle f_{L}}، فهو التردد الذي تصل قيمة الربح عنده إلى 0.707 على المقياس الخطي، أو 3- ديسبل على المقياس اللوغاريتمي، فيُحسب اعتمادا على ترددات القطع السفلية الجزئية باستعمال العلاقة:
حيث {\displaystyle N} هو عدد ترددات القطع السفلية الجزئية، و{\displaystyle R_{eqi}} هي المقاومة المكافئة للدارة {\displaystyle i} منظورة من المكثفة {\displaystyle C_{i}}.

### عند الترددات المرتفعة
ينخفض ربح المضخم عند الترددات المرتفعة بسبب تأثيرات سعوية أيضاً، ولا يكون لمُكثفات التمرير دور في ذلك، حيث تعامل معاملة درات قصر عند هذه الترددات. لكن، وبسبب الترددات المرتفعة، تظهر سعات طفيلية [الإنجليزية] بين أقطاب الترانزستور، وهي تُمثّل بثلاث مكثفات هي {\displaystyle C_{bc}} و{\displaystyle C_{be}} و {\displaystyle C_{ce}}. بالإضافة لذلك، هناك أثر سعوي لأسلاك التوصيل، لا يمكن إهماله أيضاً عند هذه الترددات، ويُمثل بمكثفتين هما {\displaystyle C_{W_{i}}} وتوصل بين مدخل المضخم والأرضي، و {\displaystyle C_{W_{o}}} توصل على التوازي مع الحمل. أخيراً، عند استعمال نموذج مكافئ للترانزستور لدراسة الاستجابة الترددية، هناك أثر سعوي آخر هو أثر ميلر، وهو تأثير سعوي بين القطبين غير المُشتركين اللذين يمثلان قطبي الدخل والخرج. يُمثل أثر ميلر بمُكثّفة {\displaystyle C_{M_{i}}} في دارة الدخل وأخرى {\displaystyle C_{M_{o}}} في دارة الخرج.
من أجل وصلة باعث مُشترك، يحسب تردد القطع الأعلى لدارة الدخل باستعمال العلاقة:
حيث {\displaystyle C_{i}} هي مكثفة دارة الدخل المكافئة وتحسب بالعلاقة:
و{\displaystyle R_{Th_{i}}} هي مقاومة ثيفين المكافئة لدارة الدخل في النموذج المُستعمل منظورة من مكثفة الدخل {\displaystyle C_{i}} وتحسب بالعلاقة:
و {\displaystyle R_{i}} هي مقاومة الدخل للدارة، وترتبط بدارة التحييز ونموذج الترانزستور المستخدمين.
أمّا تردد القطع الأعلى لدارة الخرج فيُحسب باستعمال العلاقة:
حيث {\displaystyle C_{o}} هي مُكثفة دارة الدخل المكافئة وتحسب بالعلاقة:
حيث {\displaystyle R_{Th_{o}}} هي مقاومة ثيفين المكافئة لدارة الخرج في النموذج المُكافئ منظورة من مكثفة الدخل {\displaystyle C_{o}} وتحسب بالعلاقة:
و {\displaystyle R_{o}} هي مقاومة الخرج للدارة، وترتبط بنوع وصلة التحييز ونموذج الترانزستور المكافئ المستخدم، فمثلاً في وصلة الباعث المشترك عند التحييز بمقسم الجهد واستعمال نموذج آر إي فهي تحسب بالعلاقة:
عند الترددات المرتفعة تتاثر قيمة العامل بيتا أيضاً بتردد الإشارة بشكل غير مباشر، حيث تتبع قيمة السعات الطفيلية، وتختلف قيمة تردد القطع الخاص بالعامل بيتا حسب وصلة الترانزستور وطريقة التحييز، ففي دارة التحييز بمقسم الجهد من أجل وصلة الباعث المشترك وعند استخدام نموذج آر إي، فإنّ قيمة تردد القطع الخاص بالعامل بيتا تُحسب باستخدام العلاقة:
حيث {\displaystyle \beta _{mid}} هي قيمة العامل بيتا المُستعملة عند الترددات المنخفضة والمتوسطة.
أمّا إذا استُعمل نموذج باي الهجين فإن قيمة تردد القطع الخاص بالعامل بينا تُحسب بالعلاقة:
و يمكن إجراء الحسابات نفسها من أجل وصلتي القاعدة المشتركة والمجمع المشترك أيضاً باستعمال نموذج باي الهجين.
أمّا تردد القطع الأعلى فيُحسب باستعمال العلاقة:
حيث {\displaystyle N} هو عدد السعات الطفيلية، و{\displaystyle C} هي سعة طفيلية، و{\displaystyle R} هي مقاومة الدارة منظورة من تلك السعة.

## مهارات أساسية

### قراءة ورقة البيانات
ورقة البيانات الخاصّة بعنصر إلكتروني ما هي وسيلة تواصل بين مصنعي العنصر الإلكتروني ومستخدميه، وهي تحتوي على المعلومات اللازمة للمستخدم من أجل إضافة العنصر واستعماله في نظامه الإلكتروني. تكون ورقة البيانات الخاصة بالترانزستور مُقسّمة إلى عدد من الأجزاء الرئيسيّة، هي تقييم الحدود القصوى (بالإنجليزية: Maximum ratings)‏ و المحددات الحرارية والمحددات الكهربائية. يستعمل تقييم الحدود القصوى لتحديد الحد الأعلى لقيم التغذية والتي يسبب تجاوزها إحداث ضرر دائم في العنصر الإلكتروني، أما المُحددات الحرارية فتحدد درجة الحرارة المثالية لعمل الترانزستور بالإضافة لدرجات الحرارة القصوى بالاتجاهين العلوي والسفلي، أما المُحددات الكهربائيّة فتكون مقسومة إلى عدة أقسام فرعية أهمها التيار المستمر والتيار المتناوب.
يضم قسم تقييم الحدود القصوى القيمة للجهد المطبق بين المجمع والقاعدة من أجل دارة باعث مفتوحة {\displaystyle V_{CBO}}، وبين المجمع والباعث من أجل دارة قاعدة مفتوحة {\displaystyle V_{CEO}}، وأيضاً تيار المجمع الأعظمي {\displaystyle I_{C}} وجهدي الدخل الأعظميين، الأمامي {\displaystyle V_{in_{(}fwd)}}والعكسي {\displaystyle V_{in_{(}rev)}}. أمّا قسم المُحددات الحراريّة فيضم قيمَ المحددات الحرارية التي تؤثر على عمل الترانزستور، وبشكلٍ خاصّ مقاومته الحرارية، وهي مُحدد يُستعمل من قبل مُصنعي الترانزستور أو مُستخدميه لحساب درجة الحرارة المثاليّة لتشغيل الترانزستور.
أمّا قسم المُحددات الكهربائيّة فيكون مُجزءاً أيضاً إلى عدد من الأقسام الفرعيّة، أهمُها محددات التشغيل والتعطيل (بالإنجليزية: On - Off characteristics)‏ ومُحددات الإشارات الصغيرة، وتحتوي هذه الأقسام على جداول للمحددات الكهربائية تضمّ القيمَ الصُغرى والمثاليّة والعظمى وواحدات القياس المستعملة لكل منها. وأخيراً، تحتوي ورقة البيانات على عدد من الرسوم البيانية التي تبين محددات متنوعة للترانزستور مثل ربح التيار كتابع للتردد وسعات الدخل والخرج كتوابع للجهود المُطبقة ويلي ذلك توصيفٌ فيزيائيّ لشكل العنصر وأبعاده.

### تحديد النوع والدبابيس
تُصنِّع شركات تجارية ترانزستورات ثنائية القطب وهي منتجاتها التجارية، ويرفق معها ورقة بيانات تحتوي على التوصيف الفيزيائي والوظيفي للعنصر الإلكتروني، لذلك يمكن دائماً تحديد نوع ودبابيس الترانزستور من خلال الرجوع إلى ورقة البيانات المُرفقة مع العنصر من قبل الشركة المصنعة.
إذا لم تكن ورقة البيانات بمتناول اليد فيمكن الاعتماد على طرق أخرى لتحديد نوع ودبابيس الترانزستور ثنائي القطب. لتحديد نوع الترانزستور، أي هل هو NPN أم PNP، يُستخدم مقياس المقاومة مع مِجسّ ثنائيّ الرأس، وبما أن لدى الترانزستور ثلاث أرجل هي 1 و2 و3، فإن هناك 6 احتمالات ممكنة للقياس، هي:
1. المِجسّ الموجب على القطب (1) والمِجسّ السالب ثُنائي الرأس على القطبين (2) و(3).
2. المِجسّ الموجب على القطب (2) والمِجسّ السالب ثُنائي الرأس على القطبين (1) و(3).
3. المِجسّ الموجب على القطب (3) والمِجسّ السالب ثُنائي الرأس على القطبين (1) و(2).
4. المِجسّ السالب على القطب (1) والمِجسّ الموجب ثُنائي الرأس على القطبين (1) و(2).
5. المِجسّ السالب على القطب (2) والمِجسّ الموجب ثُنائي الرأس على القطبين (1) و(3).
6. المِجسّ السالب على القطب (3) والمِجسّ الموجب ثُنائي الرأس على القطبين (1) و(2).

تجري جميع التجارب السابقة مع ضبط مجال المقاومة في المقياس إلى (x10)، في الحالات (1) و(2) و(3)، يجري تثبيت المجس الموجب وتحريك أحد رأسيّ المِجسّ السالب ثُنائي الرأس، إذا تحركت إبرة المقياس بشدّة عند واحدة فقط من الحالات، فإن الترانزستور من النوع PNP، ويكون المجس الموجب متصلاً مع القاعدة. أمّا في الحالات (4) و(5) و(6)، فيجري تثبيت المجس السالب وتحريك أحد رأسيّ المجس الموجب ثنائي الرأس، فإذا تحركت إبرة المقياس بشدّة عند واحدة فقط من الحالات، فإن الترانزستور من النوع NPN، ويكون المِجسّ السالب مُتصلاً مع القاعدة. إذا تحرّكت الأبرة أكثر بشدة أكثر من مرة في الحالات (1) و(2) و(3)،أو في الحالات (4) و(5) و(6)، فإنّ الترانزستور يكونُ معطوباً.
بعد ذلك، يُستبدل المِجسُّ ذو الرأسين بمِجسّ ذو رأس واحد، ويُضبط مجال المقاومة في المقياس إلى القيمة (x10k)، ثُمّ يُعادُ ترقيمُ الدبابيس إلى (1) و(2). وتجري عمليتي قياس أخرتين لتحديد الباعث والمجمع، بالشكل التالي:
1. المجس الموجب على الدبوس (1) والمجس السالب على الدبوس (2)، وأصبع اليد على القاعدة.
2. المجس الموجب على الدبوس (2) والمجس السالب على الدبوس (1)، وأصبع اليد على القاعدة.

ستتحرك إبرة المقياس إلى أقصى المجال في واحدة فقط من الحالتين. من أجل الترانزستور PNP، في الحالة التي تتحرك فيها الإبرة يكون المِجسّ المُوجب مُتصّلاً مع الباعث.أمّا من أجل الترانزستور NPN، ففي في الحالة التي تتحرك فيها الإبرة يكون المِجسّ المُوجب مُتصلّاً مع المجمع. وهناك طرق أُخرى مختلفة لتحديد دبابيس التراتزستور اعتماداً على مقياس المقاومة أيضاً.
يُمكن أيضاً الاعتماد على المعلومات الموجودة على غلاف الترانزسنور، سواء كتابة أو شكلاً، وعادة ما يكتب نوع الترانزستور على العنصر الإلكتروني نفسه. أمّا الغلاف الخارجي، فعادةً ما يحتوي على إشارات أو علامات تساعد على تحديد دبابيس الترانزستور، مثل نتوء جانبي أو شكل نصف كروي وما إلى ذلك، وتحتوي ورقة بيانات العنصر في قسم التوصيف الفيزيائي على إرشادات بهذا الخصوص. أخيراً، تُوفّر بعض المواقع على الإنترنت مجموعة من المعلومات لتحديد نوع الترانزستور ودبابيسه اعتماداً على شكل غلافه.

## معرض الصور
إعلانات تسويقية بعد طرح الترانزستور تجاريّاً

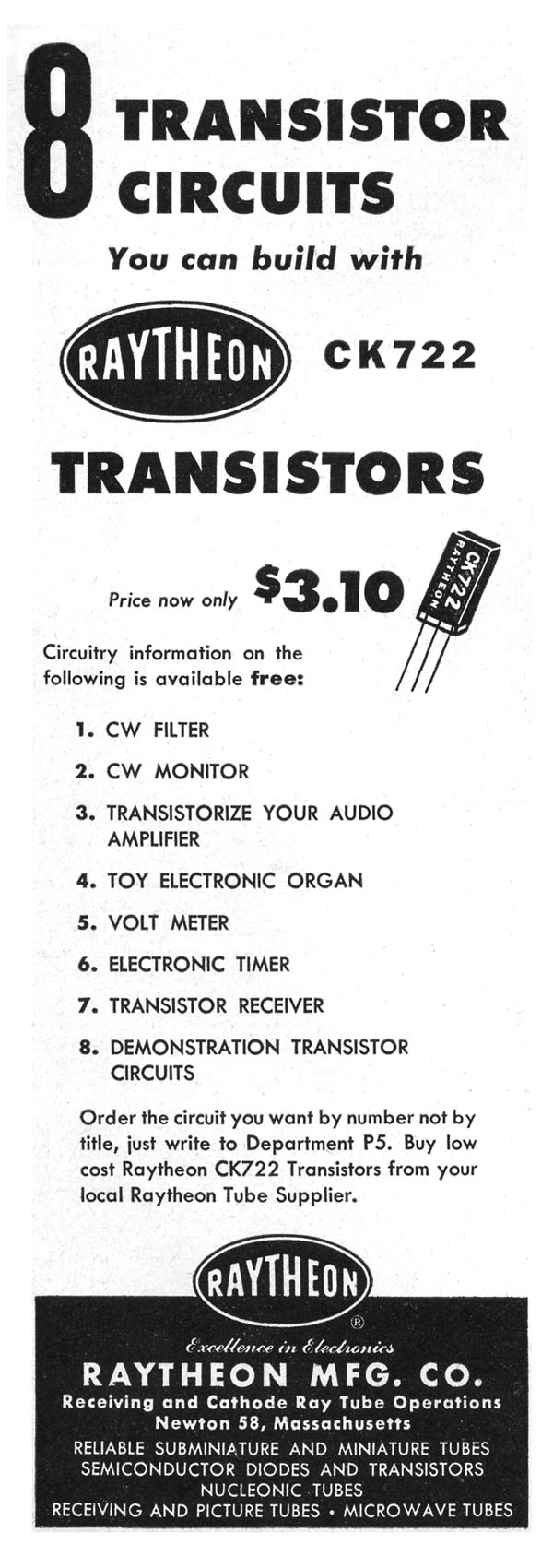
إعلان رايثون عن الترانزستور (CK722) في عام 1955م بسعر 3.10 دولار للقطعة.
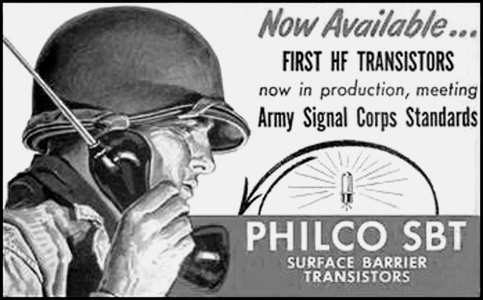
إعلان من شركة فيلكو عن ترانزستور للترددات المرتفعة في عام 1958م.
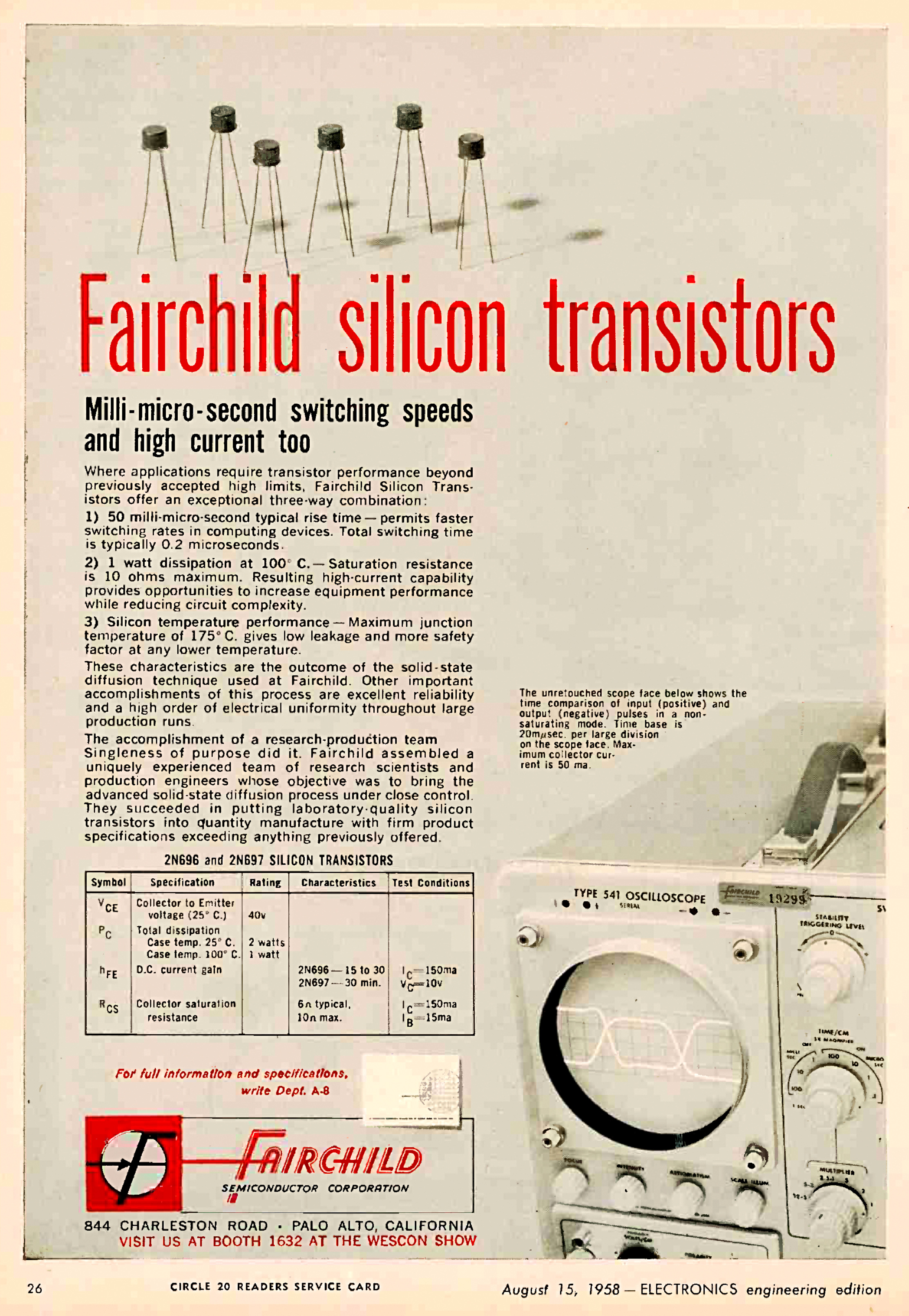
أول إعلان تجاري عن ترانزستور سيليكوني مصنوع في وادي السيليكون، نشر الإعلان في مجلة الإلكترونيات في 15 أغسطس 1958م، والمنتجان المعلن عنهما هما الترانزستوران (2N696) و(2N697).

أنواع مختلفة من الترانزستور ثنائي القطب

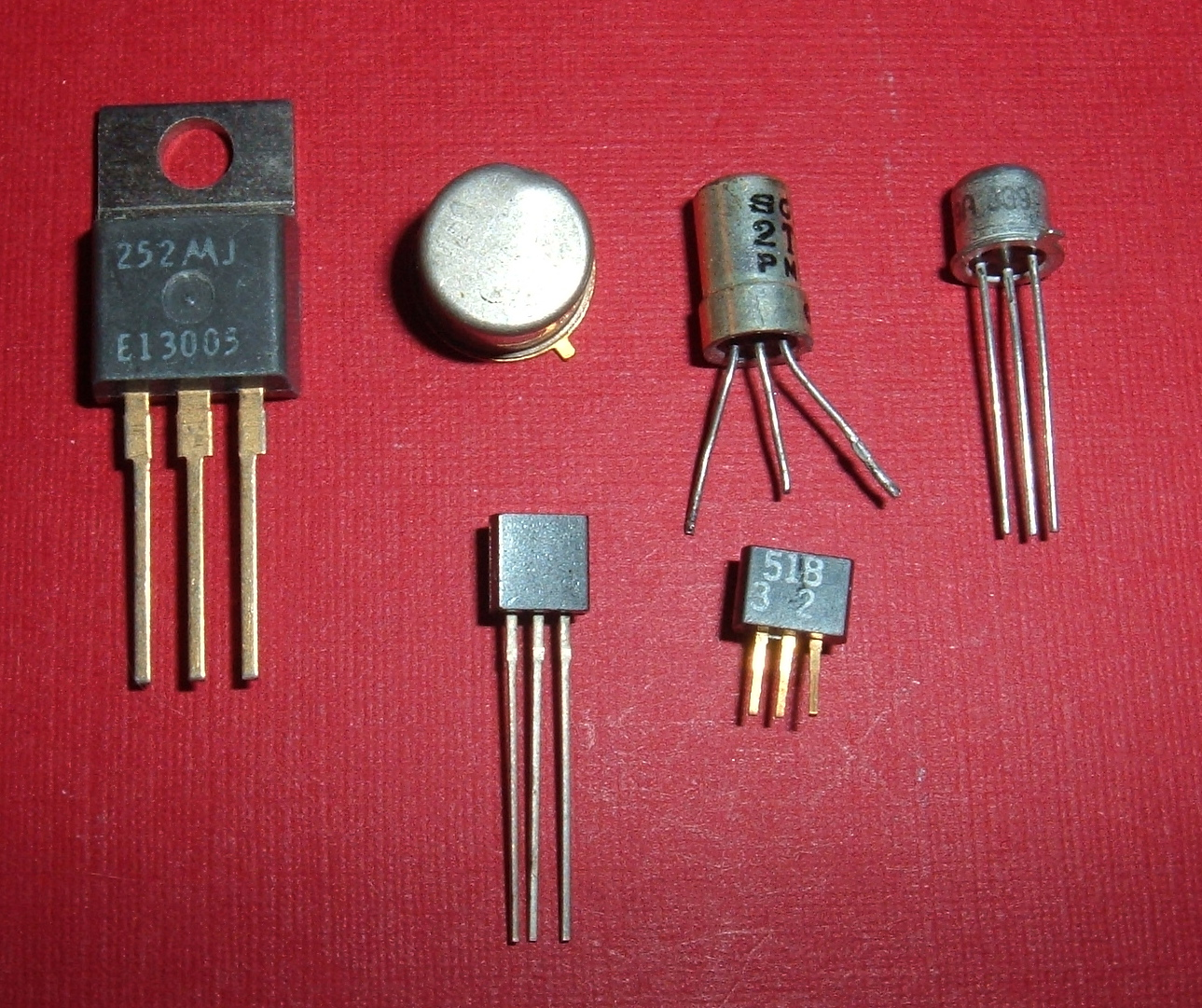
مجموعة من الترانزستورات مختلفة الشكل والوظيفة على مقياس واحد.
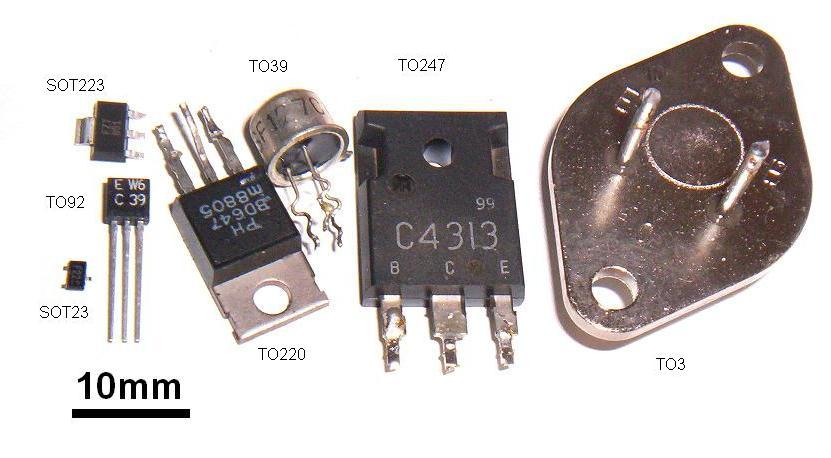
مجموعة من الترانزستورات مختلفة الشكل والوظيفة على مقياس واحد.
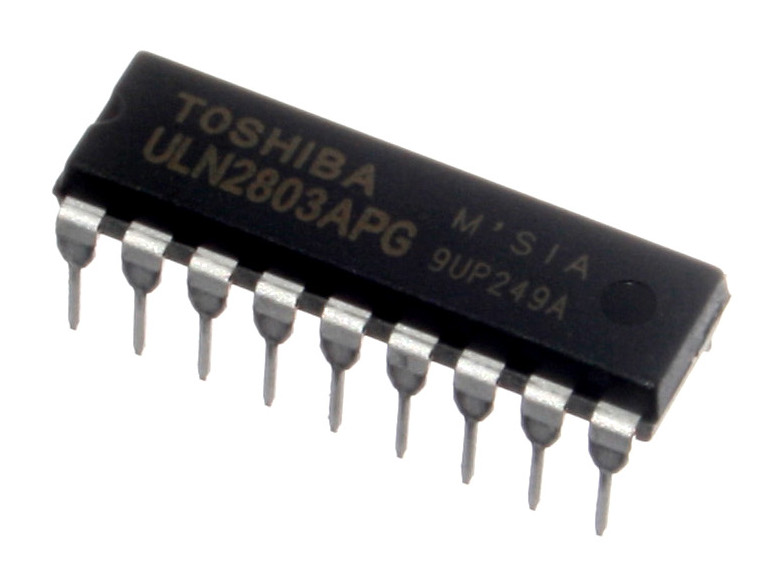
الدارة المتكاملة ULN2803A، من إنتاج توشيبا، تحتوي على مصفوفة من الترانزستورات ثنائية القطب PNP بوصلة دارلينغتون
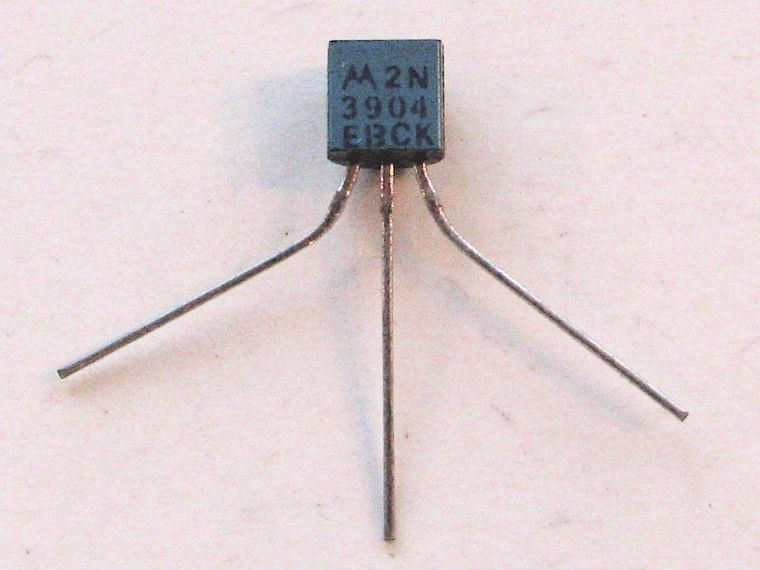
ترانزستور NPN من النوع 2N3904، يمكن نوع الترانزستور والأحرف E وB وC على الغلاف الخارجي، وهي تشير إلى ترتيب دبابيس الترانزستور: الباعث والقاعدة والمجمع على الترتيب.
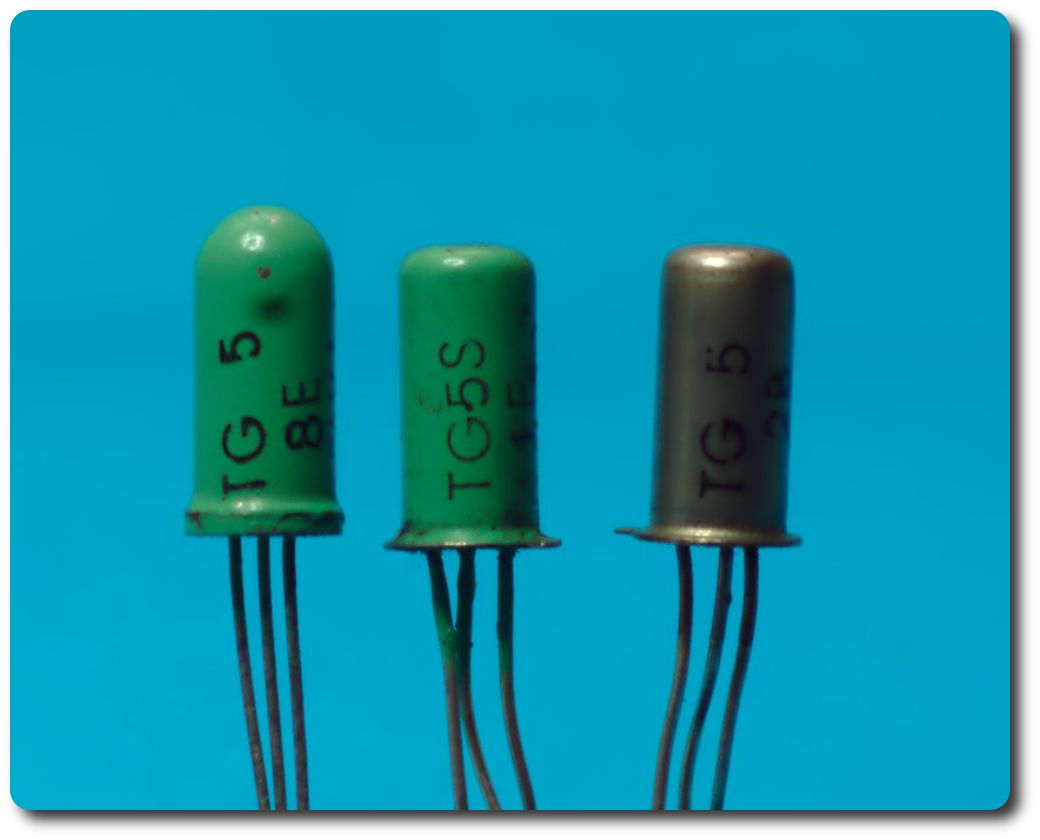
ثلاثة ترانزستورات ثتائية القطب من الجرمانيوم من النوع TG5، مصنوعة في بولندا.
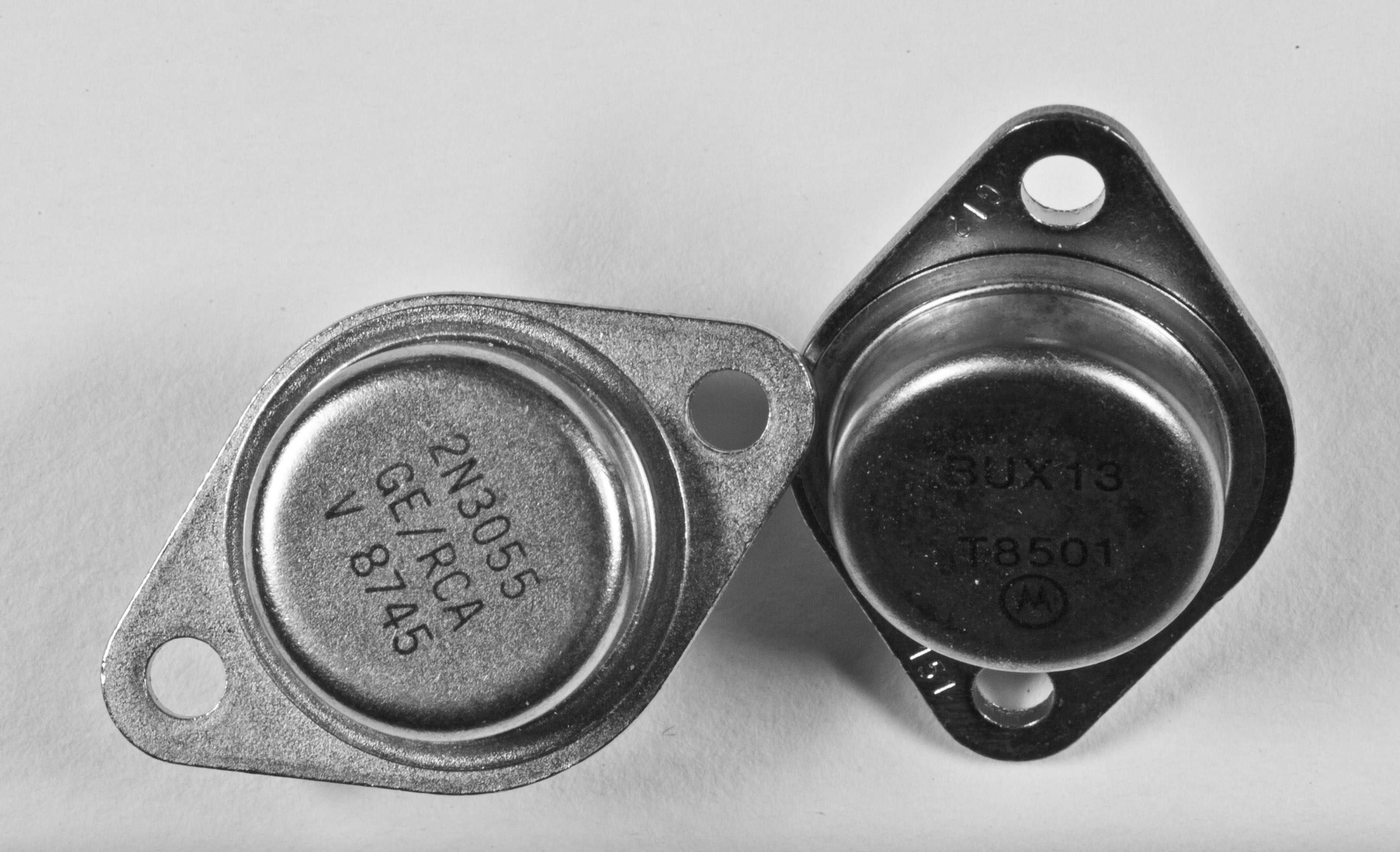
ترانزستور NPN سيليكوني من النوع 2N3055، يستعمل لتضخيم الاستطاعة.
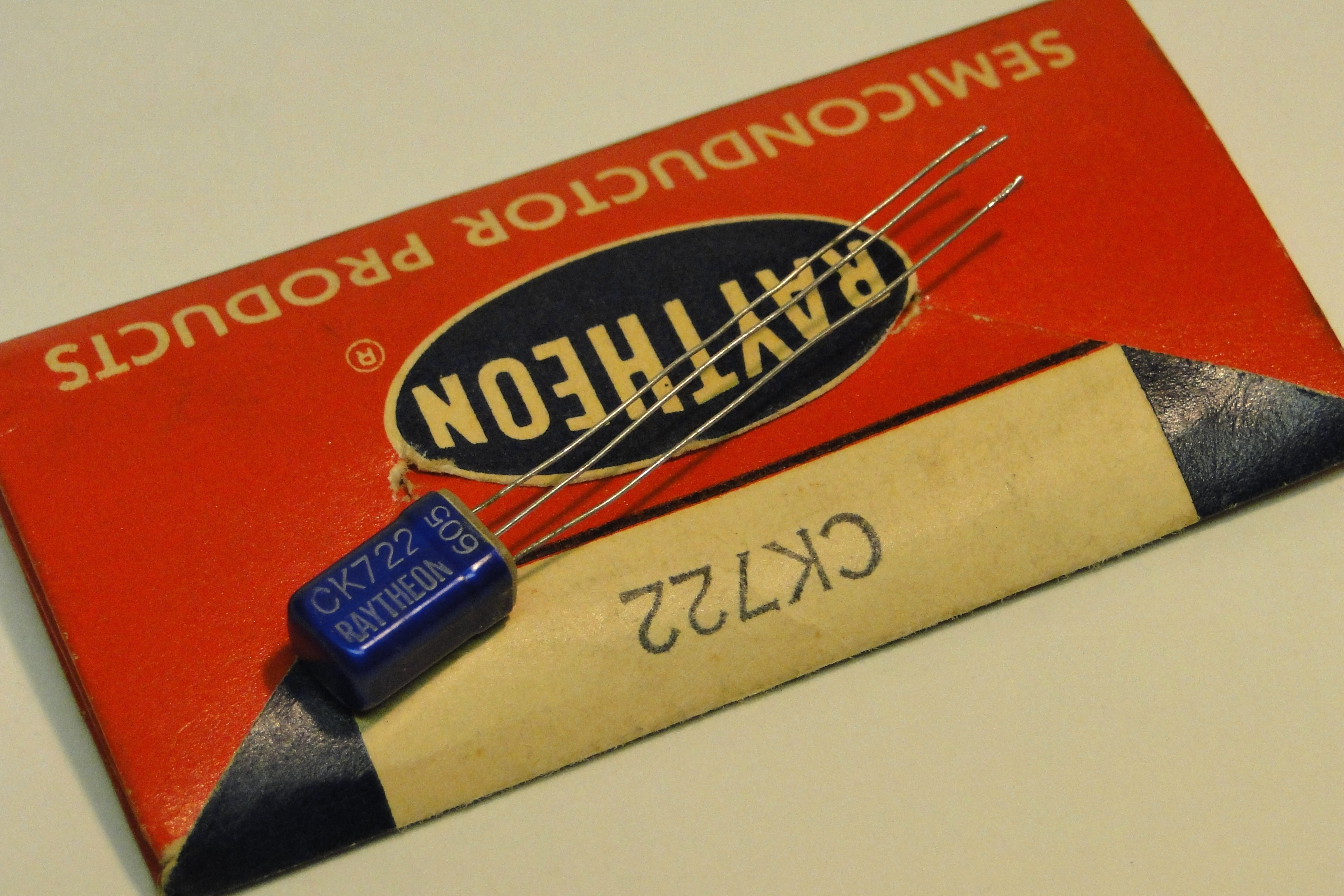
الترانزستور CK722 المصنوع في شركة رايثون، مع غلاف المنتج التجاري.
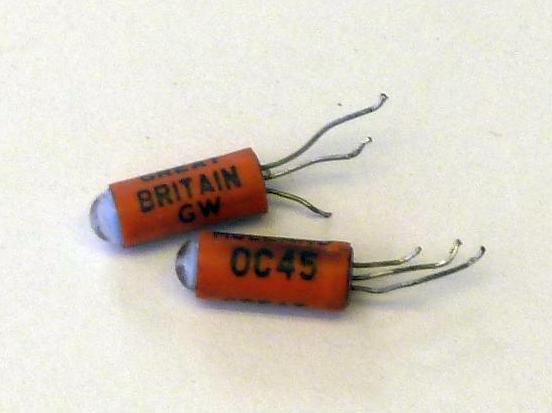
ترانزستور PNP من النوع OC45، مصنوع من الجرمانيوم ومغلف بالزجاج.
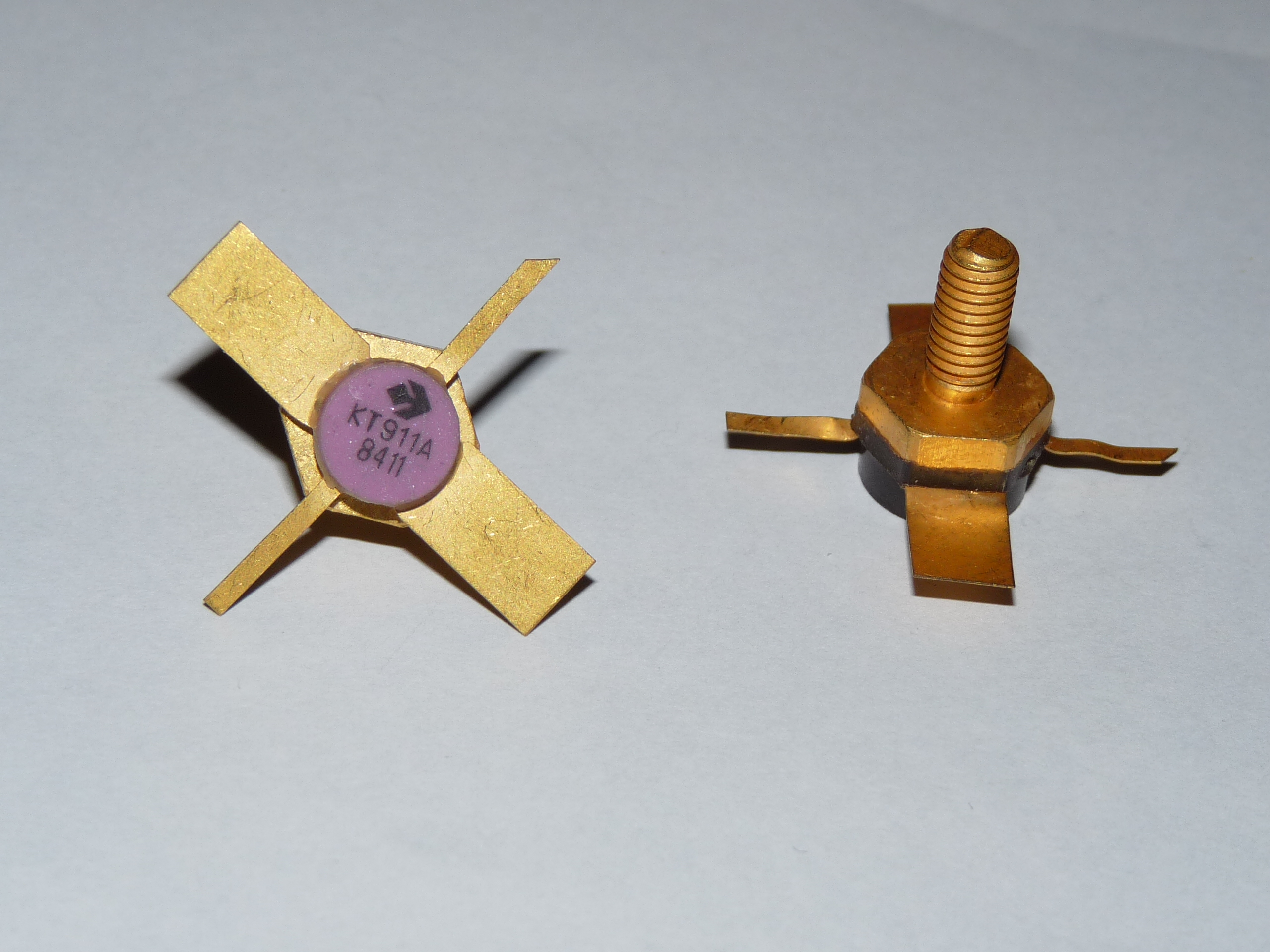
ترانزستور NPN سيليكوني من النوع KT911A، مصنوع في الاتحاد السوفيتي.
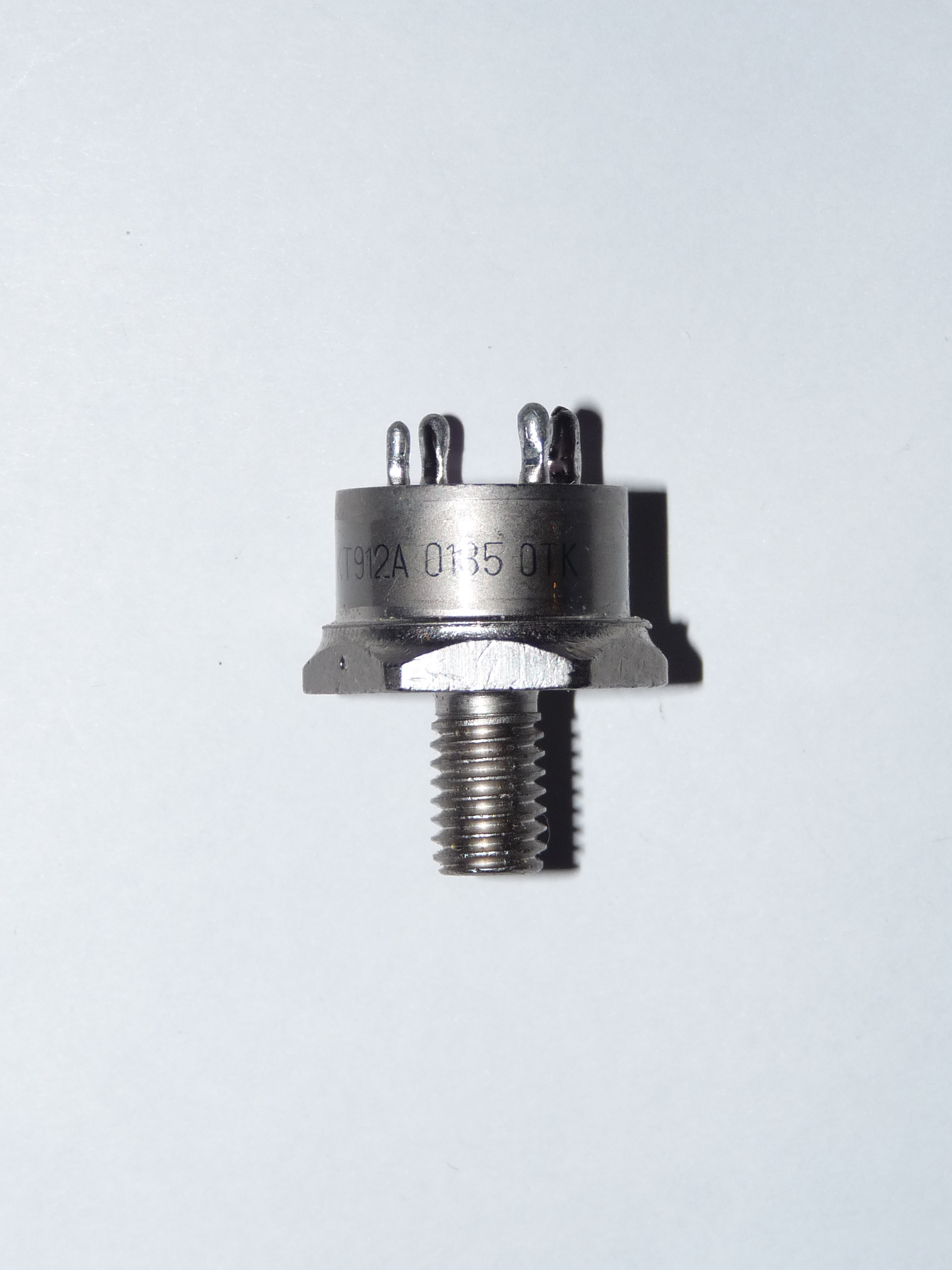
ترانزستور NPN سيليكوني من النوع KT912A، مصنوع في الاتحاد السوفيتي.

قائمة مرتبة أبجدياً لأهم عوائل الترانزستور ثنائي القطب ومحدداتها واستخداماتها

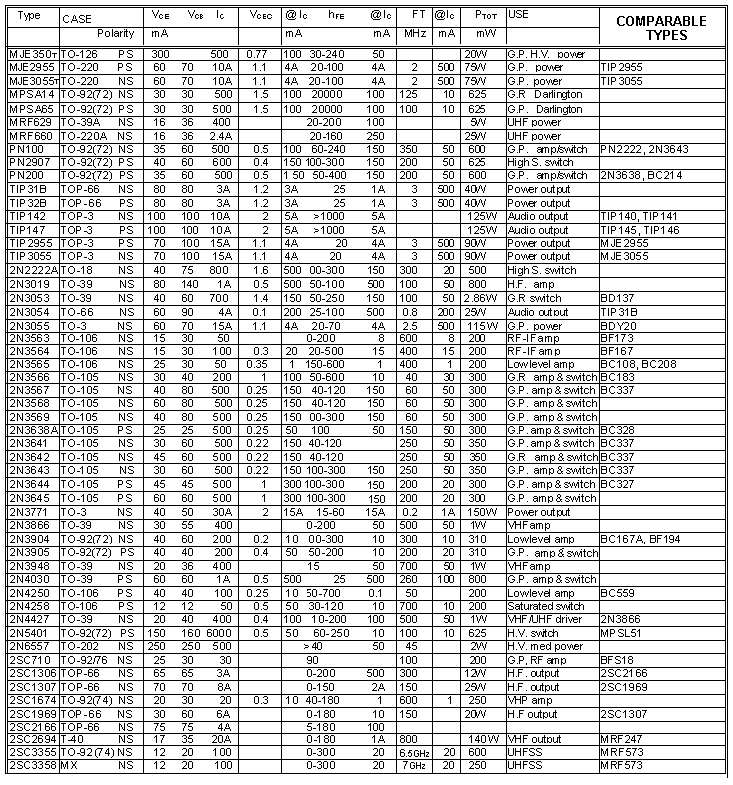
الصفحة الأولى
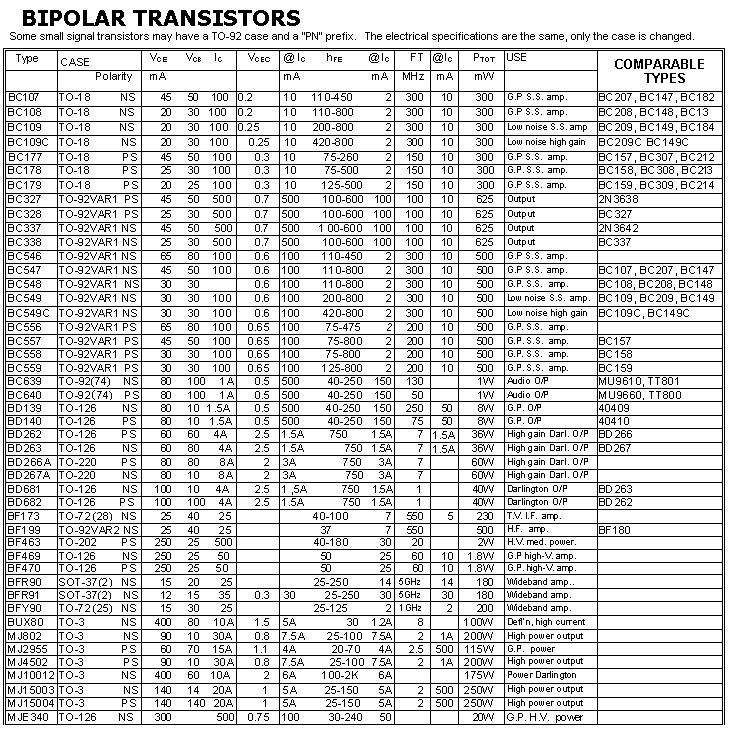
الصفحة الثانية

## هوامش
1. النص الأصلي حسب اللجنة هو (بالإنجليزية: "for their researches on semiconductors and their discovery of the transistor effect")‏.
2. الاسم الأصلي للشركة هو (باليابانية: 東京通信工業 ، بالروماجي: Tōkyō Tsūshin Kōgyō).
3. إنّ الإلكترونات هي الجسيم الوحيد الذي يتحرك بين الذرات ضمن البنية البلورية. أمّا الثغرات الإلكترونية، وهي أساساً مفهوم افتراضي يعبر عن غياب إلكترون، فلا تتحرك فعلياً، ولكن انتقال إلكترون من ذرة ما (أ)، إلى ذرة أخرى (ب)، يؤدي إلى اختفاء الثقب الإلكتروني في الذرة (ب) بسبب استقبالها للإلكترون، وظهور ثقب إلكتروني جديد في الذرة (أ) بسبب غياب الإلكترون، فتبدو العملية وكأنها انتقال للثقوب باتجاه معاكس لانتقال الإلكترونات.
4. إنّ جهة حركة التيار الكهربائي هي من القطب الموجب للمولد إلى القطب السالب، وهي جهة افتراضية، وهي تعاكس جهة حركة الإلكترونات التي تنجذب نحو القطب الموجب للمولد.
5. وهي على الترتيب: (بالإنجليزية: Cutoff, saturation and active regions)‏.
6. الأصل في تسمية العوامل كالتالي:
- مقاومة الدخل (بالإنجليزية: input resistance)‏.
- نسبة تحويل الجهد المقلوب (بالإنجليزية: reverse transfer voltage ratio)‏.
- نسبة تحويل التيار المباشر (بالإنجليزية: forward transfer current ratio)‏.
- مواصلة الخرج (بالإنجليزية: output conductance)‏.

7. العنوان الأصلي: (بالإنجليزية: Large-Signal Behavior of Junction Transistors)‏.
8. زاوية التوصيل (بالإنجليزية: Conduction angle)‏ هي جزء من طور إشارة الدخل الموافق لقيام الترانزستور بالتوصيل، والمقصود بالتوصيل هنا هو نقل الإشارة من الدخل إلى الخرج مع تضخيمها.
9.التعابير الموافقة هي (بالإنجليزية: Peak amplitude, peak-to-peak amplitude and root mean square amplitude)‏، وتقابل مطال القمة ومطال من القمة إلى القمة، ومطال جذر المتوسط التربيعي على الترتيب.
10. معامل الاقتران (بالإنجليزية:  Turns ratio)‏ هو النسبة بين عدد لفات الملف الأولي {\displaystyle {N1}} إلى عدد لفات الملف الثانوي {\displaystyle {N2}}، وتحسب بالعلاقة:
11.الإشارة الصغيرة هي إشارة جهد أو تيار مطبقة على مدخل العنصر الإلكتروني متعدد المداخل (3 فما فوق)، يكون مطالها، التابع للزمن بالغ الصغر فتظل إشارة الخرج تابعة خطيّاً لإشارة الدخل.
12. لا توجد قاعدة مُحدَّدة لجهات التيارات في قانون كيرشوف الأول، والمهم أن يكون المجموع الجبري للتيارات الداخلة والخارجة صفريّاً، بعضٌ من المراجع تفترض أن التيارات جميعها تدخل إلى العقدة أي {\displaystyle I_{B}+I_{C}+I_{E}=0}، وأخرى تفترض أن تيار الباعث يساوي مجموع تياري القاعدة والمُجمّع أي {\displaystyle I_{E}=I_{C}+I_{B}}، وسيؤدي تطبيق أي منهما مع الانتباه إلى تغيير إشارات التيارات بما يتوافق مع الجهات المفترضة إلى الوصول للنتيجة نفسها.

### فهرس المراجع
العربية
1. ↑  شابسيغ (2016)، ص. 19.
2. ↑  فيزياء مجمع دمشق (2015)، ص. 54.
3. ↑  بكني (2019)، ص. 25.
4. ↑  الموحد (1989)، ص. 32، 292.
5. ↑  بدران (1980)، ص. 170.

الأجنبية
1. ↑  Roderic A. Grupen. "From Relays to Transistors". Laboratory for Perceptual Robotics (بالإنجليزية). Archived from the original on 2018-07-18. Retrieved 2019-04-04.
2. 1 2  "The History of the Transistor". San José State University (بالإنجليزية). Archived from the original on 2019-01-05. Retrieved 2019-04-05.
3. ↑  "1947: Invention of the Point-Contact Transistor". Computer History Museum (بالإنجليزية). Archived from the original on 2019-01-20. Retrieved 2019-04-05.
4. 1 2  Farrokh Najmabadi (Dec 2006). "Bipolar-Junction (BJT) transistors" (PDF). UC san diego (بالإنجليزية). p. 75. Archived from the original (PDF) on 2019-03-31. Retrieved 2019-04-04.
5. 1 2  Riordan، M.؛ Hoddeson، L. (يونيو 1996). "The origins of the pn junction". IEEE Spectrum. IEEE. ج. 34 ع. 6: 46-51. DOI:10.1109/6.591664. ISSN:0018-9235.
6. 1 2 3  "The Nobel Prize in Physics 1956". Nobel Media AB (بالإنجليزية). Archived from the original on 2018-11-07. Retrieved 2018-11-19.
7. 1 2 3  "The Lost History of the Transistor, Transistors 101: The Junction Transistor". IEEE (بالإنجليزية). Alfred Rosenblatt. Archived from the original on 10 نوفمبر 2018. Retrieved 10 نوفمبر 2018. {{استشهاد ويب}}: تحقق من التاريخ في: |تاريخ= (help)
8. 1 2 3  Qing-Ming Wang. "Bipolar Transistor Basics" (PDF). University of Pittsburgh (بالإنجليزية). p. 2. Archived from the original (PDF) on 2018-03-28. Retrieved 2019-04-04.
9. 1 2  C.G. Sodini (2007). "Microelectronic Devices and Circuits, Lecture 18: The Bipolar Junction Transistor (II) Regimes of Operation" (PDF). MIT (بالإنجليزية). p. 2. Archived from the original (PDF) on 2019-04-04. Retrieved 2019-01-15.
10. 1 2  Tarun Agarwal. "Different Types of Transistor Configuration". Elprocus (بالإنجليزية). Archived from the original on 2015-07-27. Retrieved 2019-02-02.
11. 1 2  Chitralekha Mahanta. "BJT Small Signal Analysis" (PDF). www.academia.edu (بالإنجليزية). p. 12. Archived from the original on 2019-02-10. Retrieved 2019-02-10.
12. 1 2  Bart Van Zeghbroeck (Dec 2004). "Chapter 5: Bipolar Junction Transistors - 5.6. BJT circuit models". University of Colorado Boulder (بالإنجليزية). Archived from the original on 2018-12-16. Retrieved 2019-02-10.
13. 1 2  Maysam Ghovanloo; Paul Hasler; Sheng-Yu Peng (21 May 2000). "1.4 - SMALL SIGNAL MODEL OF THE BJT" (PDF). Georgia Institute of Technology (بالإنجليزية). p. 3. Archived from the original (PDF) on 2018-02-18. Retrieved 2019-02-10.
14. 1 2 3  Farrokh Najmabadi. "BJT as an amplifier: Biasing and Small Signal Model" (PDF). Regents of the University of California (بالإنجليزية). p. 77-78. Archived from the original (PDF) on 2017-05-17. Retrieved 2019-02-10.
15. 1 2  R. VICTOR JONES (2001). "BJT Biasing Cont. & SmallSignal Model" (PDF). Harvard College (بالإنجليزية). p. 23. Archived from the original (PDF) on 2018-03-24. Retrieved 2019-04-04.
16. 1 2  Tarun Agarwal. "How To Use Transistor As A Switch". elprocus (بالإنجليزية). Archived from the original on 2017-08-21. Retrieved 2019-02-03.
17. 1 2  Joel Schesser. "Frequency Response Lesson #12 Small Signal Equivalent Circuits for the BJT" (PDF). New Jersey Institute of Technology (بالإنجليزية). p. 2. Archived from the original (PDF) on 2006-09-19. Retrieved 2019-03-19.
18. 1 2  Deborah L. Sharer (Apr 2012). "Section H3: Low-frquency amplifier response" (PDF). The University of North Carolina at Charlotte (بالإنجليزية). p. 2. Archived from the original on 2017-07-30. Retrieved 2017-03-22.
19. 1 2  Ming C. Wu (Sep 2015). "Lecture22-High Frequency Response" (PDF). Berkeley University of California (بالإنجليزية). p. 5. Archived from the original (PDF) on 2019-03-27. Retrieved 2019-03-27.
20. 1 2  D. Grover (Dec 2013). "Understanding a Digital Transistor Datasheet" (PDF). ON Semiconductor (بالإنجليزية). p. 1. Archived from the original (PDF) on 2019-03-30. Retrieved 2019-03-30.
21. 1 2  Sastry CBSE (3 Dec 2016). "To use a multimeter to (a) identify base of transistor, (b) distinguish between npn and pnp type transistors, (c) see the unidirectional flow of current in case of a diode and an LED, (d) check whether a given electronic component (e.g., diode, transistor or IC) is in working order". learncbse.in (بالإنجليزية). Archived from the original on 2018-07-31. Retrieved 2019-04-02.
22. ↑  B. Van Zeghbroeck (28 Oct 1998). "5. The bipolar junction transistor" (PDF). The Regents of the University of Colorado (بالإنجليزية). p. 1. Archived from the original (PDF) on 2019-02-11. Retrieved 2019-02-11.
23. ↑  315-1975 - IEEE Standard American National Standard Canadian Standard Graphic Symbols for Electrical and Electronics Diagrams (Including Reference Designation Letters) (بالإنجليزية). IEEE. 1993. p. 113-112. DOI:10.1109/IEEESTD.1993.93397. ISBN:0738109479. Archived from the original on 2019-12-16.
24. ↑  Maysam Ghovanloo؛ Paul Hasler؛ Sheng-Yu Peng (12 مايو 2000). "LARGE-SIGNAL BEHAVIOR OF BJTS" (PDF). Georgia Institute of Technology. ص. 3. مؤرشف من الأصل (PDF) في 17 فبراير2019. اطلع عليه بتاريخ 17 فبراير 2019. {{استشهاد ويب}}: تحقق من التاريخ في: |تاريخ أرشيف= (مساعدة)
25. ↑  "Lecture -10: BIpolar Junction Transistor". National program on technology enhanced learning NPTEL (بالإنجليزية). p. 1. Archived from the original on 2018-06-28. Retrieved 2019-02-11.
26. 1 2  Electronic devices and circuit theory; P.112
27. ↑  "Bibliographic data: US1745175 (A) ― 1930-01-28". Espacenet (بالإنجليزية). Archived from the original on 2020-02-28. Retrieved 2018-11-10.
28. ↑  "Bibliographic data: GB439457 (A) ― 1935-12-06". Espacenet (بالإنجليزية). Archived from the original on 2018-11-06. Retrieved 2018-11-10.
29. ↑  Ralph Bray. "An outline of the history of the transistor". Public Broadcasting Service (PBS) (بالإنجليزية). Archived from the original on 2018-03-12. Retrieved 2018-11-10. {{استشهاد ويب}}: |archive-date= / |archive-url= timestamp mismatch (help)
30. ↑  Ralph Bray. "The Origin of Semiconductor Research at Purdue". Purdue (بالإنجليزية). Archived from the original on 2018-03-12. Retrieved 2018-11-10.
31. ↑  "The Big Announcement". Public Broadcasting Service (PBS) (بالإنجليزية). Archived from the original on 2018-04-03. Retrieved 2018-06-24.
32. ↑  Fumio Shimura (2017). Single-Crystal Silicon: Growth and Properties (PDF) (بالإنجليزية). Springer. p. 294. DOI:10.1007/978-3-319-48933-9_13. ISBN:978-3-319-48931-5. Archived from the original (PDF) on 2018-07-30.
33. ↑  D. R. Lane; Robert A. Lane (1994). Transistor Radios: A Collector's Encyclopedia and Price Guide (بالإنجليزية) (الأولى ed.). Wallace-Homestead Book Co. p. 2-7. ISBN:0870697129. Archived from the original on 2021-10-09.
34. ↑  Suzanne Deffree (18 Oct 2017). "TI announces 1st transistor radio, October 18, 1954". IEEE (بالإنجليزية). Archived from the original on 2018-10-17. Retrieved 2018-11-11.
35. ↑  Donald A. Neamen (2003). Semiconductor Physics and Devices Basic Principles (PDF) (بالإنجليزية) (الثالثة ed.). McGraw-Hill. p. 2. ISBN:0072321075. Archived from the original on 2018-11-27. Retrieved 2019-05-09.{{استشهاد بكتاب}}:  صيانة الاستشهاد: BOT: original URL status unknown (link)
36. ↑  Alexander Zaitsev. "RESISTIVITY" (PDF). The City University of New York (بالإنجليزية). p. 7. Archived from the original (PDF) on 2016-06-27. Retrieved 2019-04-06.
37. ↑  Anne Helmenstine (16 Jan 2019). "Table of Electrical Resistivity and Conductivity". Science Notes and Projects (بالإنجليزية). p. 7. Archived from the original on 2019-04-06. Retrieved 2019-04-06.
38. ↑  B. Van Zeghbroeck (أغسطس 2007). "Chapter 2: Semiconductor Fundamentals. 2.2. Crystals and crystal structures". University of Colorado Boulder (بالإنجليزية). Archived from the original on 07 فبراير2018. Retrieved 6 أبريل 2019. {{استشهاد ويب}}: تحقق من التاريخ في: |تاريخ أرشيف= (help)
39. 1 2  "Intrinsic Semiconductors". University of Illinois (بالإنجليزية). Archived from the original on 2019-06-09. Retrieved 2019-04-06. {{استشهاد ويب}}: |archive-date= / |archive-url= timestamp mismatch (help)
40. ↑  "Semiconductor materials". Harvey Mudd College (بالإنجليزية). Archived from the original on 2017-05-08. Retrieved 2019-04-06.
41. ↑  "Drift velocity". SchoolScience.co.uk (بالإنجليزية). Archived from the original on 2018-01-02. Retrieved 2018-11-19.
42. ↑  "Band Theory of Solids". hyperphysics.phy (بالإنجليزية). Archived from the original on 2019-01-21. Retrieved 2019-04-06.
43. ↑  "Chapter 2: Semiconductor Fundamentals - 2.3 Energy bands". University of Colorado Boulder (بالإنجليزية). Aug 2007. Archived from the original on 2018-06-02. Retrieved 2019-04-06.
44. ↑  "Fermi Level". HyperPhysics (بالإنجليزية). Archived from the original on 2018-03-22. Retrieved 2018-12-28.
45. ↑  Volker Quaschning (2005). Understanding Renewable Energy Systems (بالإنجليزية). Earthscan. p. 120. ISBN:1844071367.
46. ↑  "Band structure and carrier concentration". The Ioffe Physico-Technical Institute (بالإنجليزية). Archived from the original on 2017-03-19. Retrieved 2019-04-06. {{استشهاد ويب}}: |archive-date= / |archive-url= timestamp mismatch (help)
47. ↑  J.-P. Colinge; C.A. Colinge (2005). Physics of Semiconductor Devices (بالإنجليزية) (الأولى ed.). Springer. p. 19. ISBN:0387285237.
48. ↑  Mark Redekopp (Mar 2017). "SEMICONDUCTOR TECHNOLOGY - Silicon Lattice and Dopant Atoms" (PDF). University of Southern California (بالإنجليزية). p. 7. Archived from the original on 2017-12-08. Retrieved 2019-04-06.
49. ↑  S. M. Sze (2002). Semiconductor Devices Physics Technology (بالإنجليزية) (الثانية ed.). John Wiley Sons, Inc. p. 1. ISBN:0471333727. Archived from the original on 2019-04-07.
50. 1 2  Chenming Hu (12 Feb 2009). "Chapter 1: Electrons and Holes in Semiconductors" (PDF). Berkeley University of California (بالإنجليزية). p. 10. Archived from the original (PDF) on 2017-08-14. Retrieved 2018-01-04.
51. 1 2  "The Doping of Semiconductors". hyperphysics (بالإنجليزية). Archived from the original on 2018-01-21. Retrieved 2019-04-07.
52. 1 2  Bart J. Van Zeghbroeck, (1997). "2.7 Doped Semiconductors". University of Colorado Boulder (بالإنجليزية). Archived from the original on 2018-02-28. Retrieved 2019-04-10.{{استشهاد ويب}}:  صيانة الاستشهاد: علامات ترقيم زائدة (link)
53. ↑  "Bands for Doped Semiconductors". HyperPhysics (بالإنجليزية). Archived from the original on 2019-04-06. Retrieved 2019-04-06.
54. 1 2  Fundamentals of Solid-state Electronics; P.188
55. ↑  Chenming Hu (12 Feb 2009). "The Doping of Semiconductors" (PDF). University of California Berkeley (بالإنجليزية). p. Chapter1: Electrons and Holes in Semiconductors. Archived from the original (PDF) on 2017-08-14. Retrieved 2019-04-19.
56. 1 2  
The Electronics Handbook;P.470
57. ↑  Rashid A. Ganeev (2013). Laser - Surface Interactions (بالإنجليزية). Springer. p. 13. DOI:10.1007/978-94-007-7341-7. ISBN:9789400773400.
58. ↑  "Lecture 7 - Carrier Drift and Diffusion" (PDF). Massachusetts Institute of Technology (بالإنجليزية). 2001. Archived from the original (PDF) on 2017-02-16. Retrieved 2019-02-16. {{استشهاد ويب}}: |archive-date= / |archive-url= timestamp mismatch (help)
59. ↑  "Majority & minority carriers". Physics and Radio-Electronics (بالإنجليزية). Archived from the original on 2017-07-01. Retrieved 2019-04-15.
60. ↑  Y. Baghzouz. "EE 495/695 - Semiconductors II" (PDF). University of Nevada, Las Vegas  - UNLV (بالإنجليزية). p. 1-3. Archived from the original (PDF) on 2018-01-21. Retrieved 2019-04-11. {{استشهاد ويب}}: |archive-date= / |archive-url= timestamp mismatch (help)
61. ↑  Y. Baghzouz (Mar 2009). "The pnJunction". www.academia.edu (بالإنجليزية). p. 3-5. Archived from the original on 2019-04-11. Retrieved 2019-04-11.
62. ↑  Octavian Florescu (Jun 2006). "Lecture 11: The pn Junction Diode" (PDF). University of California Berkeley (بالإنجليزية). p. 3. Archived from the original (PDF) on 2018-09-18. Retrieved 2019-04-16. {{استشهاد ويب}}: |archive-date= / |archive-url= timestamp mismatch (help)
63. ↑  J. S. Smith (Mar 2004). "Lecture 19: Review, PN junctions, Fermi levels, forward bias" (PDF). University of California Berkeley (بالإنجليزية). p. 10-12. Archived from the original (PDF) on 2018-07-12. Retrieved 2019-04-16.
64. ↑  Doris Jeanne Wagner. "The p-n junction - 25". Rensselaer Polytechnic Institute (RPI) (بالإنجليزية). Archived from the original on 2019-04-16. Retrieved 2019-04-16.
65. 1 2  Semiconductor Devices & Circuits; P.100
66. ↑  "P-N Energy Bands". hyperphysics (بالإنجليزية). Archived from the original on 2018-01-19. Retrieved 2019-04-19.
67. ↑  Abdelhalim Zekry (1996). Electronic devices: A University text book (بالإنجليزية). Dar El Hakeem Press. p. 97. Archived from the original on 2019-04-19.
68. ↑  "Lecture 11: pn junctions under bias" (PDF). جامعة النجاح الوطنية، نابلس (بالإنجليزية). p. 3. Archived from the original (PDF) on 2019-04-19. Retrieved 2019-04-19.
69. ↑  CMOS Electronics: How It Works, How It Fails; P.49
70. ↑  Semiconductor Devices & Circuits, P.103
71. ↑  CMOS Electronics: How It Works, How It Fails P.49-50
72. ↑  Lecture 11: pn junctions under bias, P.9
73. 1 2  Pavan Yadav; Ashish Dixit; Rakesh Kumar Garg (2008). Basic Electronics (بالإنجليزية). Firewall Media. p. 43. ISBN:9788131803028.
74. ↑  Balagangadhar G Bathula. "Lecture-5 Bibolar Junction Transistor" (PDF). Columbia University (بالإنجليزية). p. 3. Archived from the original (PDF) on 2019-01-15. Retrieved 2019-01-05.
75. ↑  Rekha Singh; B. P. Singh (2006). Electronic Devices and Integrated Circuits (بالإنجليزية) (الثالثة ed.). Digital electronics. p. 173. ISBN:9788177586381.
76. ↑  Jianjun Gao (2015). Heterojunction Bipolar Transistors for Circuit Design: Microwave Modeling and Parameter Extraction (بالإنجليزية) (الثالثة ed.). John Wiley & Sons. p. 70. ISBN:9781118921524.
77. ↑  Deborah L. Sharer (Apr 2012). "Section C2: BJT Structure and Operational Modes" (PDF). UNC Charlotte (بالإنجليزية). Archived from the original (PDF) on 2017-02-16. Retrieved 2019-02-16. {{استشهاد ويب}}: |archive-date= / |archive-url= timestamp mismatch (help)
78. ↑  Charlie Curtsinger (2017). "Transistors - Relating to the PNP". Grinnell College (بالإنجليزية). Archived from the original on 2017-10-31. Retrieved 2019-04-02.
79. 1 2  Suketu Naik. "Chapter 6: Bipolar Junction Transistors (BJT)" (PDF). Weber state university (بالإنجليزية). p. 6-8. Archived from the original (PDF) on 2019-04-21. Retrieved 2019-04-21.
80. ↑  "PNP Transistor". AspenCore (بالإنجليزية). Archived from the original on 2017-03-14. Retrieved 2019-04-21.
81. 1 2 3  Microelectronic Circuit Design; P.223
82. ↑  Microelectronic Circuit Design; P.226
83. 1 2  "Physical Constants". PVEducation (بالإنجليزية). Archived from the original on 2018-04-01. Retrieved 2019-01-05.
84. ↑  David Cory; Ian Hutchinson; Manos Chaniotakis (Mar 2006). "Transistors: Bipolar Junction Transistors (BJT)" (PDF). MIT (بالإنجليزية). p. 3. Archived from the original (PDF) on 2017-08-30. Retrieved 2019-04-21.
85. 1 2 3 4  Microelectronic Circuit Design; P.221
86. ↑  Electronic Devices and Circuit Theory, P118
87. 1 2  Michael H. Tooley (2006). Electronic Circuits: Fundamentals and Applications (بالإنجليزية) (الثالثة ed.). Routledge. p. 98-99. ISBN:0750669233.
88. ↑  W. Marshall Leach, Jr (2010). "The BJT" (PDF). Georgia Institute of Technology (بالإنجليزية). p. 1. Archived from the original (PDF) on 2019-04-21. Retrieved 2019-04-21.
89. ↑  Electronic Devices and Circuit Theory, P.123
90. ↑  Prof. C.G. Sodini (Mar 2007). "Chapter 8: Bipolar Transistor" (PDF). Lecture 18: The Bipolar Junction Transistor (II) (بالإنجليزية). p. 6. Archived from the original (PDF) on 2019-01-12. Retrieved 2019-01-12.
91. ↑  Neil Goldsman (Mar 2019). "Bipolar Junction Transistor Concepts - Forward Active NPN BJT Operatio". University of Maryland (بالإنجليزية). p. 1. Archived from the original (PDF) on 2019-04-18. Retrieved 2019-04-21. {{استشهاد ويب}}: |archive-date= / |archive-url= timestamp mismatch (help)
92. ↑  Ming C. Wu (Sep 2014). "Microelectronic Devices and Circuits" (PDF). University of California Berkeley (بالإنجليزية). p. 3. Archived from the original (PDF) on 2019-04-23. Retrieved 2019-04-23.
93. ↑  U.A.Bakshi; A.V.Bakshi (2009). Electronic Measurement Systems (بالإنجليزية). Technical Publications. p. 9-3. ISBN:9788184316032.
94. ↑  Simon M. Sze; Kwok K. Ng (2006). Physics of Semiconductor Devices (بالإنجليزية). John Wiley & Sons. p. 256. ISBN:0471143235.
95. ↑  Saeid Ghassemi (2008). Development of a 24GHz fully integrated VCO (بالإنجليزية). diplom.de. p. 23. ISBN:9783836620444.
96. ↑  Adel S Sedra; Kenneth C Smith (2016). Circuits microélectroniques (بالفرنسية). De Boeck Superieur. p. 238. ISBN:9782804177775.
97. ↑  "Chapter 2 Bipolar Junction Transistor" (PDF). semanticscholar (بالإنجليزية). p. 44. Archived from the original on 2019-01-15. Retrieved 2019-01-15.
98. 1 2  "difference between CB,CE,CC transistor configurations". RF Wireless World (بالإنجليزية). Archived from the original on 2018-04-18. Retrieved 2019-02-02.
99. ↑  The Electronics Handbook, P.474
100. ↑  R. VICTOR JONES (2001). "Basic BJT Amplifier Configurations". Harvard College (بالإنجليزية). Archived from the original on 2018-07-22. Retrieved 2019-04-23.
101. ↑  A.P.Godse; U.A.Bakshi (2009). Basic Electronics (بالإنجليزية). Technical Publications. p. 17-6. ISBN:9788184317077.
102. ↑  Electronic Devices and Circuit , P.115-116
103. ↑  Afzal Khan (2005). Introduction to Electrical , Electronics and Communication Engineering (بالإنجليزية). Firewall Media. p. 201. ISBN:8170086396.
104. ↑  SANGEETA. CHAUDHARY (2014). Principles of Electronics (بالإنجليزية). Laxmi Publications,. p. 180. ISBN:9789381159323.{{استشهاد بكتاب}}:  صيانة الاستشهاد: علامات ترقيم زائدة (link)
105. 1 2 3  Basic Electronics, P.187
106. ↑  Electronics (fundamentals And Applications) ; P.125
107. ↑  Basic Electronics, P.6-21
108. ↑  Electronic Devices and Circuit , P.121
109. ↑  U.A.Bakshi; V.U.Bakshi (2009). Electrical And Electronics Engineering (بالإنجليزية). Technical Publications. p. 8-16. ISBN:9788184316971.
110. ↑  Arora C.L. & Hemne P.S.; Hemne P.S. (2014). Physics for Degree Students for B.Sc. 3rd Year (بالإنجليزية). S. Chand Publishing. p. 865. ISBN:9788121942874.
111. ↑  Electronics (fundamentals And Applications), P.126
112. ↑  Basic Electronics, P.6-29
113. 1 2 3  "Transistor as Switch". Electronicshub.org (بالإنجليزية). 15 Feb 2015. Archived from the original on 2017-11-18. Retrieved 2019-02-03.
114. ↑  Babu V Suresh (2010). Solid State Devices and Technology (بالإنجليزية). Pearson Education India. p. 323-324. ISBN:9788131732366.
115. ↑  Basic Electronics, P.6-26
116. ↑  شابسيغ (2016)، ص. 31.
117. ↑  Michael Reisch (2012). High-Frequency Bipolar Transistors (بالإنجليزية). Springer Science & Business. p. 471. ISBN:9783642632051.
118. ↑  Albert Malvino; David Bates (2007). Basic Electr-Msbte (بالإنجليزية). Tata McGraw-Hill Education. p. 132. ISBN:0070667195.
119. ↑  Basic Electronics, P.6-27
120. ↑  U.A.Bakshi; A.P.Godse (2009). Basic Electronics Engineering (بالإنجليزية). Technical Publications. p. 26-2. ISBN:9788184315806.
121. ↑  C M Kachhava (2003). Solid State Physics, Solid State Device And Electronics (بالإنجليزية). New Age International. p. 10.17. ISBN:8122415008.
122. ↑  Salivahanan (2008). Electronic Devices and Circuits (بالإنجليزية). Tata McGraw-Hill Education. p. 260. ISBN:0070660492.
123. ↑  Semiconductor Devices & Circuits; P.247
124. 1 2  N. N. Bhargava; S. C. Gupta D. C. Kulshreshtha (1983). Basic Electronics and Linear Circuits (بالإنجليزية). Tata McGraw-Hill Education. p. 222. ISBN:0074519654.
125. 1 2  Farrokh Najmabadi (Mar 2002). "BJT as an amplifier: Biasing and Small Signal Model" (PDF). University of California. (بالإنجليزية). p. 78. Archived from the original (PDF) on 2018-03-28. Retrieved 2019-05-01.
126. ↑  Ruye Wang. "DC operating point". Harvey Mudd College (بالإنجليزية). Archived from the original on 2018-06-23. Retrieved 2019-05-01.
127. ↑  الترانزستور ثنائي القطب، القواعد والفوائد، ص.88 نسخة محفوظة 20 ديسمبر 2019 على موقع واي باك مشين.
128. ↑  B. Somanathan Nair; S. R. Deepa (2009). Basic Communication and Information Engineering (بالإنجليزية). I. K. International Pvt Ltd. p. 43. ISBN:9789380026626.
129. ↑  MAHESH B. PATIL (2013). Basic electronic devices and circuits (بالإنجليزية). PHI Learning Pvt. Ltd. p. 231. ISBN:9788120347298.
130. ↑  Electronic Devices and Circuit Theory; P.128-129
131. ↑  I. J. NAGRATH (2007). Electronic Devices and Circuits (بالإنجليزية). PHI Learning Pvt. Ltd. p. 88-89. ISBN:9788120331952.
132. ↑  U.A.Bakshi; A.P.Godse (2008). Electronic Devices and Circuits (بالإنجليزية). Technical Publications. p. 11-2. ISBN:9788184313543.
133. ↑  Electronic Devices and Circuit Theory; P.172
134. ↑  Basic Electronics; P.98
135. ↑  Farrokh Najmabadi (Dec 2012). "V. Introduction to Transistors Amplifiers: Bias & Signal Circuits" (PDF). University of California (بالإنجليزية). p. 5-4. Archived from the original (PDF) on 2017-09-18. Retrieved 2019-05-01.
136. ↑  Electronic Devices and Circuit Theory; P.149
137. ↑  Basic Electronics; P.101
138. ↑  V. Introduction to Transistors Amplifiers: Bias & Signal Circuits; P.5-5
139. ↑  Electronic Devices and Circuit Theory; P.156
140. ↑  Basic Electronics; P.104
141. ↑  V. Introduction to Transistors Amplifiers: Bias & Signal Circuits; P.5-6
142. ↑  Electronic Devices and Circuit Theory; P.164
143. ↑  Electronic Devices and Circuit Theory,; P.306
144. ↑  Muhammad H. Rashid (2011). Microelectronic Circuits: Analysis and Design (PDF) (بالإنجليزية) (الثانية ed.). Global Engineering Program. p. 533. ISBN:0495667722. Archived from the original on 2020-03-25. Retrieved 2019-05-09.{{استشهاد بكتاب}}:  صيانة الاستشهاد: BOT: original URL status unknown (link)
145. ↑  Ryan Child. "Large Signal Amplifier Design". University of Cincinnati (بالإنجليزية). p. 2. Archived from the original on 2019-05-04. Retrieved 2019-05-04.
146. ↑  Solid State Physics, Solid State Device And Electronics; P.10.22
147. 1 2  Electronic Devices and Circuits; P.263
148. ↑  Solid State Physics, Solid State Device And Electronics; P.10.26-10.30
149. ↑  Electronic devices and circuit theory; P.321
150. ↑  Electronic devices and circuit theory; P.322
151. ↑  Andy Collinson. "Transistor Hybrid Model". Circuit Exchange International (بالإنجليزية). Archived from the original on 2018-02-21. Retrieved 2018-01-02.
152. ↑  Electronic devices and circuit theory; P.323
153. ↑  Electronic Devices and Circuits; P.266-270
154. ↑  Chinmoy Saha,; Arindam Halder; Debarati Ganguly (2018). Basic Electronics: Principles and Applications (بالإنجليزية). Cambridge University Press. p. 343-344. ISBN:9781316632932.{{استشهاد بكتاب}}:  صيانة الاستشهاد: علامات ترقيم زائدة (link)
155. ↑  A. KANDASWAMY; ANDRÉ PITTET (2005). Analog Electronics (بالإنجليزية) (الثانية ed.). PHI Learning Pvt. Ltd. p. 55-56. ISBN:8120327845.
156. ↑  Yumin Zhang (2014). The Tao of Microelectronics (بالإنجليزية) (الثانية ed.). Morgan & Claypool Publishers. p. 11-3. ISBN:9781627054522.
157. 1 2  R. VICTOR JONES. "Electronic Devices and Circuits, Engineering Sciences 154, BJT Large and Small Signal Models". Harvard College (بالإنجليزية). Archived from the original on 2018-03-12. Retrieved 2019-01-20.
158. ↑  Giacoletto، L.J. (أبريل 1969). "Diode and transistor equivalent circuits for transient operation". IEEE Journal of Solid-State Circuits. IEEE. ج. 4 ع. 2: 80-83. DOI:10.1109/JSSC.1969.1049963.
159. ↑  Electronic Devices and Circuits; P.272-273
160. ↑  "BJT's Without Tears". MIT (بالإنجليزية). Mar 2004. p. 2. Archived from the original on 2019-05-05. Retrieved 2019-05-05.
161. ↑  Alan Doolittle. "Lecture 20, Bipolar Junction Transistors (BJT): Part 4 Small Signal BJT Model" (PDF). Georgia Institute of Technology (بالإنجليزية). p. 8. Archived from the original (PDF) on 2018-01-27. Retrieved 2019-01-20.
162. ↑  Ernie Kim (2001). "HIGH-FREQUENCY MODELS OF THE BJT" (PDF). University of San Diego (بالإنجليزية). Archived from the original (PDF) on 2016-11-08. Retrieved 2019-02-13.
163. ↑  "Expanded Hybrid-π Equivalent Circuit" (PDF). Sharif University of Technology (بالإنجليزية). p. 22. Archived from the original (PDF) on 2018-03-28. Retrieved 2019-02-15.
164. ↑  Jim Stiles (30 Mar 2011). "The Hybrid Pi and T Models lecture" (PDF). The University of Kansas (بالإنجليزية). p. 6. Archived from the original on 2018-01-27. Retrieved 2019-01-20.
165. 1 2 3  Moll، J. L. (ديسمبر 1954). "Large-Signal Behavior of Junction Transistors". Proceedings of the IRE. IEEE. ج. 42 ع. 12: 80-83. DOI:10.1109/JRPROC.1954.274797.
166. 1 2  Poon، H. C. (1970). "An integral charge control model of bipolar transistors". The Bell System Technical Journal. Nokia Bell Labs. ج. 49 ع. 5: 827-852. DOI:10.1002/j.1538-7305.1970.tb01803.x. ISSN:0005-8580.
167. ↑  Stephen A. Maas (2003). Nonlinear Microwave and RF Circuits (بالإنجليزية). Artech House. p. 101. ISBN:1580534848.
168. ↑  "John L. Moll". Engineering and Technology History Wiki (ETHW) (بالإنجليزية). Archived from the original on 2018-09-16. Retrieved 2018-01-04.
169. 1 2 3  Debashis De (2010). Basic Electronics (بالإنجليزية). Pearson Education India. p. 201-202. ISBN:9788131710685.
170. ↑  Electronic devices & Circuits Principles and applications; P.309
171. ↑  I. J. NAGRATH (2007). Electronic Devices and Circuits (بالإنجليزية). PHI Learning Pvt. Ltd. p. 535-536. ISBN:9788120331952.
172. ↑  VICTOR JONES. "Ebers-Moll Equations". Harvard university (بالإنجليزية). Archived from the original on 2018-02-21. Retrieved 2018-01-02. {{استشهاد ويب}}: |archive-date= / |archive-url= timestamp mismatch (help)
173. ↑  Chenming-Hu (13 Feb 2009). "Chapter 8: Bipolar Transistor" (PDF). Berkeley University of California (بالإنجليزية). p. 317. Archived from the original (PDF) on 2017-08-29. Retrieved 2019-01-05.
174. ↑  Christoph Clauss, Karl-Heinz Diener, Peter Trappe (21 Jan 2005). "The Spice Gummel-Poon Model". Computing & Information Centre at Czech Technical University in Prague (بالإنجليزية). Archived from the original on 2009-02-01. Retrieved 2019-01-05.{{استشهاد ويب}}:  صيانة الاستشهاد: أسماء متعددة: قائمة المؤلفين (link)
175. ↑  Early، J. M. (نوفمبر 1952). "Effects of Space-Charge Layer Widening in Junction Transistors". Proceedings of the IRE. IEEE. ج. 40 ع. 11: 1401 - 1406. DOI:10.1109/JRPROC.1952.273969. ISSN:2162-6634.
176. ↑  Shockley، Chih-tang؛ Sah، Robert؛ Shockley، William (سبتمبر 1957). "Carrier Generation and Recombination in P-N Junctions and P-N Junction Characteristics". Proceedings of the IRE. IEEE. ج. 45 ع. 9: 1228 - 1243. DOI:10.1109/JRPROC.1957.278528. ISSN:2162-6634.
177. ↑  Webster، W. M. (يونيو 1954). "On the Variation of Junction-Transistor Current-Amplification Factor with Emitter Current". Proceedings of the IRE. IEEE. ج. 42 ع. 6: 914 - 920. DOI:10.1109/JRPROC.1954.274751. ISSN:2162-6634.
178. ↑  Kirk، C.T. (مارس 1962). "A theory of transistor cutoff frequency (fT) falloff at high current densities". IRE Transactions on Electron Devices. IEEE. ج. 9 ع. 2: 164 - 174. DOI:10.1109/T-ED.1962.14965. ISSN:2379-8661.
179. ↑  Solid State Physics, Solid State Device And Electronics; P.10.18
180. 1 2  Electronic devices and circuit theory ; P.308
181. ↑  Solid State Physics, Solid State Device And Electronics; P.10.19-10.20
182. ↑  Ming Wu. "Discussion 3 - Large‐Signal vs. Small‐Signal Analysis" (PDF). EECS University of California, Berkeley (بالإنجليزية). p. 1. Archived from the original (PDF) on 2019-02-10. Retrieved 2019-02-10.
183. ↑  Jan Van der Spiegel (18 Sep 2013). "BJT Biasing Cont. & SmallSignal Model" (PDF). UNIVERSITY OF PENNSYLVANIA (بالإنجليزية). p. 8,23. Archived from the original (PDF) on 2015-05-14. Retrieved 2019-04-04.
184. ↑  Electronic devices and circuit theory; P.348-368
185. ↑  Electronic Devices and Circuit Theory, P.369-375
186. ↑  "L03 - Bipolar junction Transistor" (PDF). MIT (بالإنجليزية). 2017. p. 44. Archived from the original (PDF) on 2017-10-10. Retrieved 2019-03-09.
187. ↑  Electronic devices and circuit theory ; P.679-681
188. ↑  Douglas Self (2009). Audio Power Amplifier Design Handbook (بالإنجليزية). Taylor & Francis. p. 31-32. ISBN:9780240521626.
189. ↑  Bruce McNair. "Output Stages and Power Output Stages and Power Amplifiers Amplifiers, Chapter 14: Classification of Output Stages Class A,B & AB Biasing AB Power BJT" (PDF). Stevens Institute of Technology (بالإنجليزية). Archived from the original (PDF) on 2018-05-17. Retrieved 2019-02-25.
190. ↑  "Amplifier Classes". AspenCore (بالإنجليزية). Archived from the original on 2016-06-24. Retrieved 2019-02-25.
191. ↑  Electronic devices and circuit theory ; P.681-687
192. ↑  Ravish Aradhya H V (2013). Basic Electronics (بالإنجليزية). McGraw Hill Education (India) Pvt Ltd,. p. 176-177. ISBN:007133310X.{{استشهاد بكتاب}}:  صيانة الاستشهاد: علامات ترقيم زائدة (link)
193. ↑  Electronics (fundamentals And Applications) ; P.188
194. ↑  U.A.Bakshi; A.P.Godse (2009). Power electronics - II (بالإنجليزية). Technical Publications. p. 23-7. ISBN:9788184316131.
195. ↑  "Class B Amplifier". AspenCore (بالإنجليزية). Archived from the original on 2018-12-08. Retrieved 2019-03-04.
196. ↑  zarin، Taifoor؛ Ashraf، Muhammad؛ Sajid، Muhammad؛ Javed، Mubashar؛ Minhas، Daud (ديسمبر 2014). "Improved Efficient Class B Power Amplifier using Negative feedback". First International Conference on Emerging Trends in Engineering, Management and Scineces CETEMS-2014. مؤرشف من الأصل في 2020-01-26.
197. ↑  Phillip Allen (2004). "LECTURE 060 – PUSH-PULL OUTPUT STAGES" (PDF). Georgia Institute of Technology (بالإنجليزية). p. 9. Archived from the original (PDF) on 2018-03-04. Retrieved 2019-03-04. {{استشهاد ويب}}: |archive-date= / |archive-url= timestamp mismatch (help)
198. ↑  Deborah L. Sharer (Apr 2012). "Section F4: Power Amplifier Circuits - Class B & AB" (PDF). The University of North Carolina at Charlotte (بالإنجليزية). p. 7. Archived from the original (PDF) on 2018-02-24. Retrieved 2019-02-24. {{استشهاد ويب}}: |archive-date= / |archive-url= timestamp mismatch (help)
199. ↑  Ernie Kim (2001). "Class C Amplifier" (PDF). University of San Diego (بالإنجليزية). p. 1. Archived from the original (PDF) on 2018-05-17. Retrieved 2019-03-08.
200. ↑  "Class-C Power Amplifier Circuit and Tutorial". Elprocus (بالإنجليزية). Archived from the original on 2017-03-16. Retrieved 2019-03-16. {{استشهاد ويب}}: |archive-date= / |archive-url= timestamp mismatch (help)
201. ↑  Deborah L. Sharer (Apr 2012). "Section F2: Classes of Amplifiers" (PDF). The University of North Carolina at Charlotte (بالإنجليزية). p. 4. Archived from the original (PDF) on 2019-03-16. Retrieved 2019-03-16. {{استشهاد ويب}}: |archive-date= / |archive-url= timestamp mismatch (help)
202. ↑  "Amplifiers" (PDF). Harvard College (بالإنجليزية). مارس 2001. p. 7. Archived from the original (PDF) on 21 أبريل2017. Retrieved 16 مارس 2019. {{استشهاد ويب}}: تحقق من التاريخ في: |تاريخ أرشيف= (help)
203. ↑  "How does a transistor act as a switch?". quora.com (بالإنجليزية). 15 Feb 2015. Retrieved 2019-02-03. {{استشهاد ويب}}: |archive-date= requires |archive-url= (help)
204. ↑  "How to invert a digital signal". Stack Exchange Inc (بالإنجليزية). 18 Apr 2012. Archived from the original on 2016-12-06. Retrieved 2019-02-03.
205. ↑  "Chapter 10: Amplifiers Frequency Response" (PDF). جامعة النجاح الوطنية (بالإنجليزية). p. 1. Archived from the original (PDF) on 2019-03-19. Retrieved 2019-03-19.
206. ↑  
 Electronic Devices and Circuit Theory, P.501
207. 1 2  Leon Shterengas (Apr 2013). "Last time: BJT CE low frequency response" (PDF). The State University of New York (بالإنجليزية). p. 1. Archived from the original (PDF) on 2017-10-22. Retrieved 2017-03-22. {{استشهاد ويب}}: |archive-date= / |archive-url= timestamp mismatch (help)
208. 1 2 3  Electronic Devices and Circuit Theory, P.510
209. ↑  "Frequency Response of Transistor Amplifiers" (PDF). University of California at Berkeley (بالإنجليزية). Sep 1998. p. 9. Archived from the original (PDF) on 2006-09-18. Retrieved 2019-03-23.
210. ↑  Electronic Devices and Circuit Theory, P.526
211. ↑  "CHAPTER 9 Amplifier Frequency Response" (PDF). University of California (بالإنجليزية). p. 522. Archived from the original (PDF) on 2018-07-13. Retrieved 2019-03-26.
212. ↑  Ernie Kim (Mar 2001). "HIGH-FREQUENCY RESPONSE OF SIMPLE BJT AMPLIFIERS" (PDF). University of San Diego (بالإنجليزية). Archived from the original (PDF) on 2017-11-18. Retrieved 2019-03-23.
213. ↑  Jan Van der Spiegel. "High Frequency BJT Model Cascode BJT Amplifier" (PDF). University of Pennsylvania (بالإنجليزية). Archived from the original (PDF) on 2014-01-24. Retrieved 2019-03-26.
214. ↑  F. Raymond Dewey (1998). "A Complete Guide to Data Sheets". Allegro MicroSystems, LLC (بالإنجليزية). p. 2. Archived from the original on 2017-04-28. Retrieved 2019-03-31.
215. ↑  D. Grover (5 Jul 2002). "How to Read a Datasheet" (PDF). Michigan State University (بالإنجليزية). p. 3. Archived from the original (PDF) on 2018-01-27. Retrieved 2019-03-30.
216. ↑  Daniel ROBERT (5 Oct 2015). "EFFECTS OF THE TEMPERATURE ON THE OPERATION OF THE TRANSISTOR". electronique-et-informatique (بالإنجليزية). Archived from the original on 2018-03-08. Retrieved 2019-03-30.
217. ↑  Sherwin Rubin; Frank F. Oettinger (Apr 1979). "Thermal resistance measurement on power transistor" (PDF). U.S. Government Information (بالإنجليزية). p. 2. Archived from the original (PDF) on 2019-03-31. Retrieved 2019-03-31.
218. ↑  Electronic Devices and Circuit Theory, P.131
219. ↑  Colin Mitchell. "200 Transistor circuits a free ebook" (PDF). talkingelectronics.com (بالإنجليزية). p. 22. Archived from the original (PDF) on 2018-03-05. Retrieved 2019-04-02.
220. ↑  Electronic devices & Circuits Principles andd applications; P.323
221. ↑  Tareq Zanoon (Oct 2011). "Electronics 1 - Lecture Notes". Allegro MicroSystems, LLC (بالإنجليزية). p. 156. Archived from the original on 2019-04-02. Retrieved 2019-04-02.
222. ↑  "transistor case pinouts". ZoomAviation.com (بالإنجليزية). Archived from the original on 2019-04-04. Retrieved 2019-04-02. {{استشهاد ويب}}: |archive-date= / |archive-url= timestamp mismatch (help)
223. ↑  Hae-Seung Lee; Michael Perrott (14 أبريل 2005). "ABC's of Power Amplifiers" (PDF). Massachusetts Institute of Technology MIT (بالإنجليزية). p. 13. Archived from the original (PDF) on 18 يونيو 2016. Retrieved 21 فبرابر 2019. {{استشهاد ويب}}: تحقق من التاريخ في: |تاريخ الوصول= (help)
224. ↑  Fundamentals of Solid-state Electronics; P.791

### معلومات الكتب كاملة
معلومات عن الكتب التي استشهد بها في أكثر من موقع فيها ضمن المقالة:
باللغة العربية
- المعجم الموحد لمصطلحات الفيزياء العامة والنووية: (إنجليزي - فرنسي - عربي)، سلسلة المعاجم الموحدة (2) (بالعربية والإنجليزية والفرنسية)، تونس: مكتب تنسيق التعريب، 1989، OCLC:1044610077، QID:Q113987323
- عمر شابسيغ؛ أميمة الدكاك؛ نوار العوا؛ هاشم ورقوزق (2016)، معجم مصطلحات الهندسة الكهربائية والإلكترونية والاتصالات (بالعربية والإنجليزية)، دمشق: مجمع اللغة العربية بدمشق، QID:Q108405620
- معجم مصطلحات الفيزياء (بالعربية والإنجليزية والفرنسية)، دمشق: مجمع اللغة العربية بدمشق، 2015، OCLC:1049313657، QID:Q113016239
- ميشيل بكني (2019). الترانزستور ثنائي القطب: القواعد والفوائد. ISBN:978-2-9576887-0-8. S2CID:226822918. QID:Q100601027.
- بدران محمد بدران (1980)، الراديو والتلفزيون والفيديو: عربي "مع التعاريف"، إنجليزي، فرنسي، ألماني (العربية)، قائمة إصدارات المعاجم التكنولوجية التخصصية (13) (بالعربية والإنجليزية والفرنسية والألمانية)، مراجعة: أنور محمود عبد الواحد، القاهرة، لايبزيغ: مؤسسة الأهرام، المؤسسة الشعبية للتأليف، OCLC:19374024، QID:Q116821289

باللغة الإنكليزيّة
- Chih-Tang Sah (1991). Fundamentals of Solid-state Electronics (بالإنجليزية) (1 ed.). World Scientific. ISBN:9810206372.
- Robert boylestad; Louis nashelsky (1998). Electronic devices and circuit theory (بالإنجليزية) (7 ed.). Prentice Hall. ISBN:013769282X. Archived from the original on 2020-11-11.
- U.A.Bakshi A.P.Godse (2008). Semiconductor Devices & Circuits. Technical Publications. ISBN:9788184312980.
- C. Jaeger, Richard; Blalock, Travis N (2010). Microelectronic Circuit Design (PDF) (بالإنجليزية) (1 ed.). McGraw-Hill. ISBN:978-0-07-338045-2. Archived from the original on 2018-10-07. Retrieved 2019-05-09. {{استشهاد بكتاب}}: الوسيط |تاريخ أرشيف= and |تاريخ-الأرشيف= تكرر أكثر من مرة (help) and الوسيط |مسار أرشيف= and |مسار-الأرشيف= تكرر أكثر من مرة (help)صيانة الاستشهاد: BOT: original URL status unknown (link)
- Jaume Segura؛ Charles F. Hawkins (2004). CMOS Electronics: How It Works, How It Fails. John Wiley & Sons. ISBN:0471476692.
- Deshpande (2008). Electronic devices & Circuits Principles and applications. Tata McGraw-Hill Education. ISBN:0070617112.
- Jerry C. Whitaker (1996). The Electronics Handbook. CRC Press. ISBN:0849383455.
- C M Kachhava (2003). Solid State Physics, Solid State Device And Electronics. New Age International. ISBN:8122415008.
- BALBIR KUMAR؛ SHAIL B. JAIN (2007). Electronic Devices and Circuits. PHI Learning Pvt. Ltd. ISBN:9788120348448.
- D. Chattopadhyay (2006). Electronics (fundamentals And Applications). New Age International. ISBN:8122417809.

### قراءة مُوسّعة
- Brinkman، W.F. (فبراير 1997). "The transistor: 50 glorious years and where we are going". 1997 IEEE International Solids-State Circuits Conference. Digest of Technical Papers. IEEE. DOI:10.1109/ISSCC.1997.585248. ISBN:0-7803-3721-2. ISSN:0193-6530.
- Brinkman، W.F.؛ Haggan، D.E.؛ Troutman، W.W. (ديسمبر 1997). "A history of the invention of the transistor and where it will lead us". IEEE Journal of Solid-State Circuits. IEEE. ج. 32 ع. 12: 1858-1865. DOI:10.1109/4.643644. ISSN:1558-173X.
- Gerold W Neudeck (1983). The bipolar junction transistor (بالإنجليزية). Addison-Wesley. ISBN:9780201053227.
- Marston، Ray (سبتمبر 1993). "Bipolar Transistors". Electronics Now: 57-62.

## وصلات خارجية
- التاريخ المفقود للترانزستور، كيف نجحت مختبرات بل وتكساس إنسترومنتس في دفع الإلكترونيات نحو عصر السيلكون، مقالة من معهد مهندسي الكهرباء والإلكترونيات.
- الجزء الخاص بالترانزستور ثنائي القطب في منهج الهندسة الإلكترونية في جامعة هارفارد.
- موقع متحف الترانزستور.
- مقالات عن الترانزستور على موقع الباحثون السوريون: (1-2-3) (باللغة العربية).